# Liste der Rüsselkäfer in Deutschland
In dieser Liste sind die in Deutschland vorkommenden Rüsselkäferarten aufgeführt. Sie umfasst die Arten der Überfamilie Curculionoidea.
Die Liste umfasst damit auch die Kern- und Borkenkäfer, die zwar zur Familie Curculionidae gehören, aber umgangssprachlich wegen ihres Aussehens und ihrer Lebensweise üblicherweise nicht als Rüsselkäfer bezeichnet werden.
In Deutschland kommen 1172 Arten vor (Stand November 2021), wobei die Artenzahl je nach Definition etwas schwanken kann. Für manche Arten ist der Artstatus unsicher, oder sie wurden aus anderen Ländern importiert und sind hier nicht fest etabliert, oder ihre Etablierung ist fraglich.
Über die Systematik der Curculionoidea herrscht kein Konsens. Die hier verwendete Systematik folgt dem „Cooperative Catalogue of Palearctic Coleoptera“. Der Anwesenheitsstatus für Deutschland richtet sich nach der Internetseite des „Verzeichnis der Käfer Deutschlands“, die eine elektronische Fortführung einer gleichnamigen Print-Publikation darstellt. Die Reihenfolge der Arten berücksichtigt sämtliche taxonomische Rangstufen, inklusive Subtribus und Untergattung. Zur besseren Lesbarkeit sind diese Rangstufen jedoch nicht in der Liste benannt.
Mit Ausnahme von Hypera pandellei folwacznyi, der nur in einem kleinen Gebiet in der Rhön vorkommt, wurden alle Arten auch außerhalb Deutschlands gefunden.

## FamilieNemonychidae

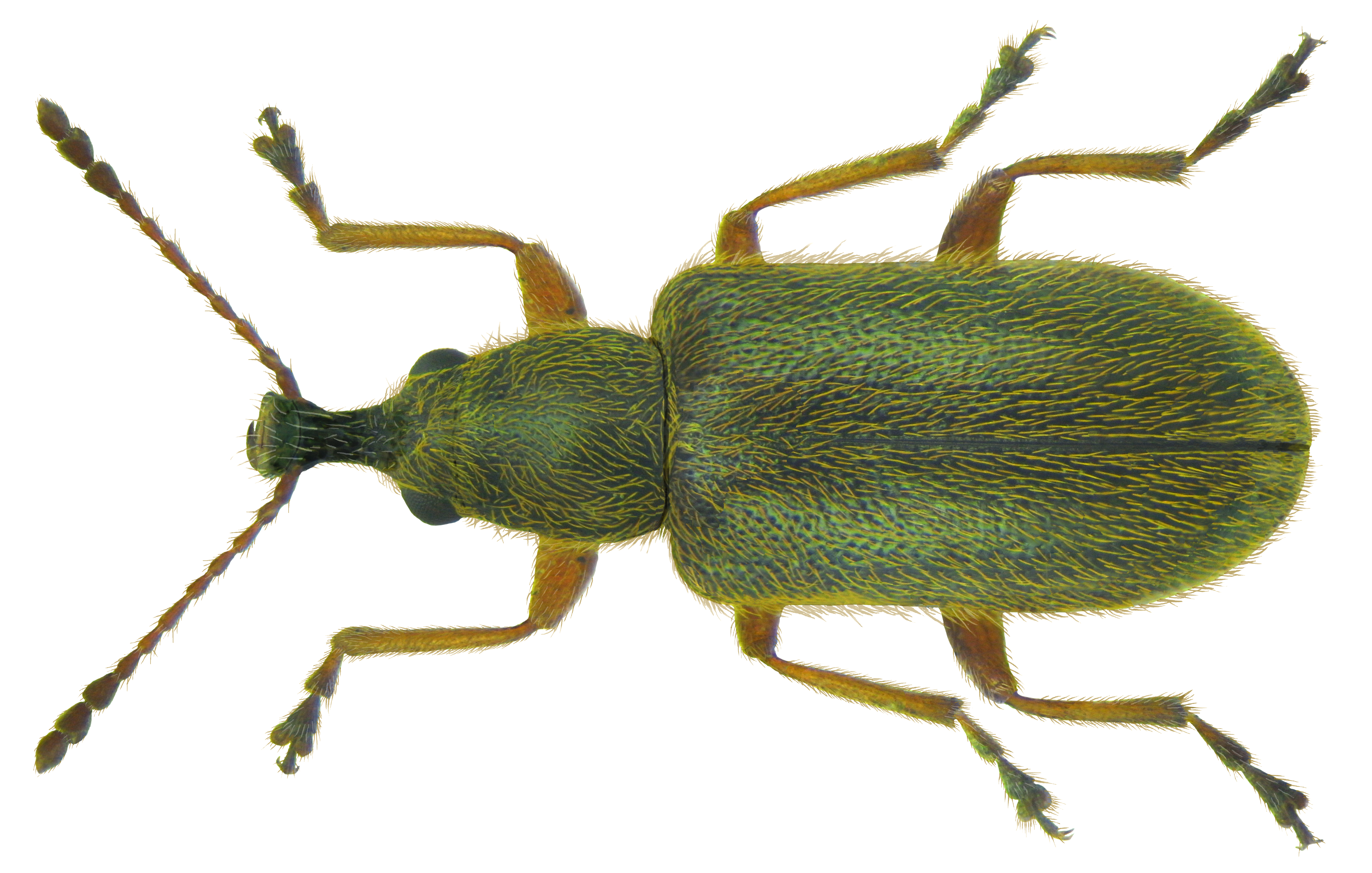
Nemonychidae: Cimberis attelaboides. Die Art ist auf Kiefern spezialisiert.

### UnterfamilieCimberidinae
Cimberis attelaboides
Doydirhynchus austriacus

### UnterfamilieNemonychinae
Nemonyx lepturoides

## FamilieAnthribidae(Breitrüssler)

### UnterfamilieAnthribinae

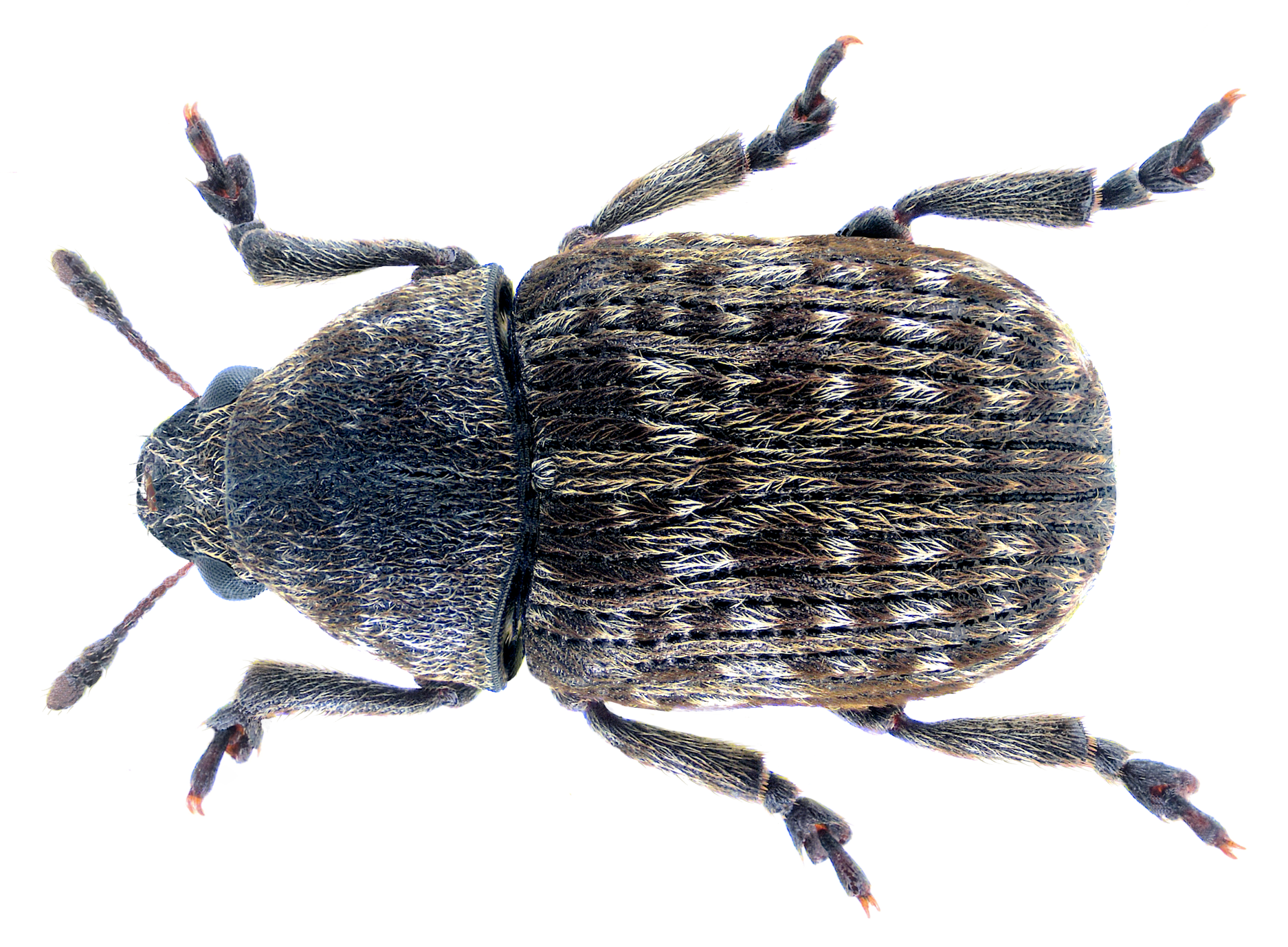
Anthribidae: Anthribus nebulosus. Diese Art hat eine für Rüsselkäfer ungewöhnliche Lebensweise: Die Larven entwickeln sich parasitisch in Schildläusen, auch die adulten Käfer ernähren sich räuberisch von ihnen.

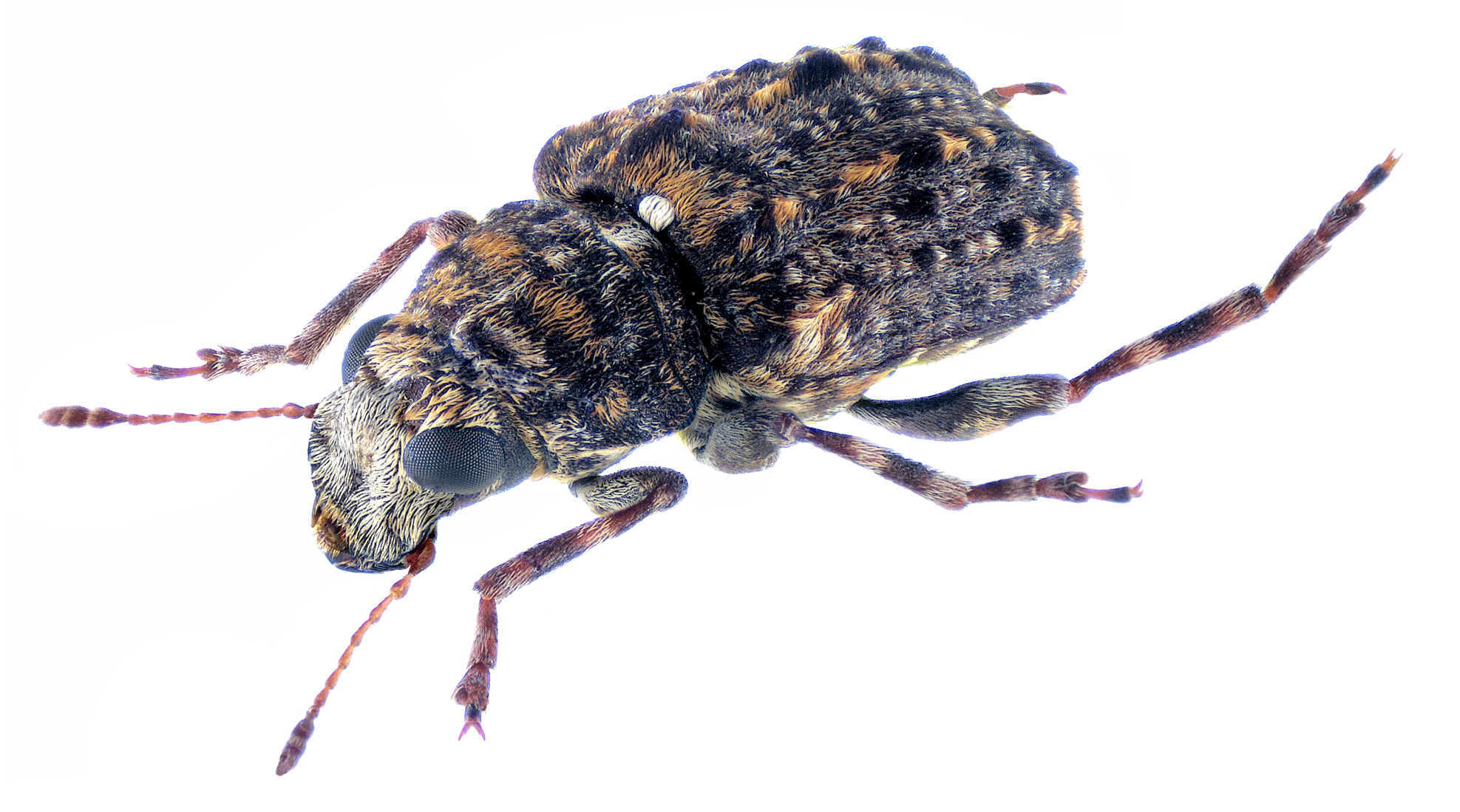
Anthribidae: Dissoleucas niveirostris. Die Larven entwickeln sich in verpilztem Totholz, was die typische Lebensweise der meisten Anthribidae entspricht.

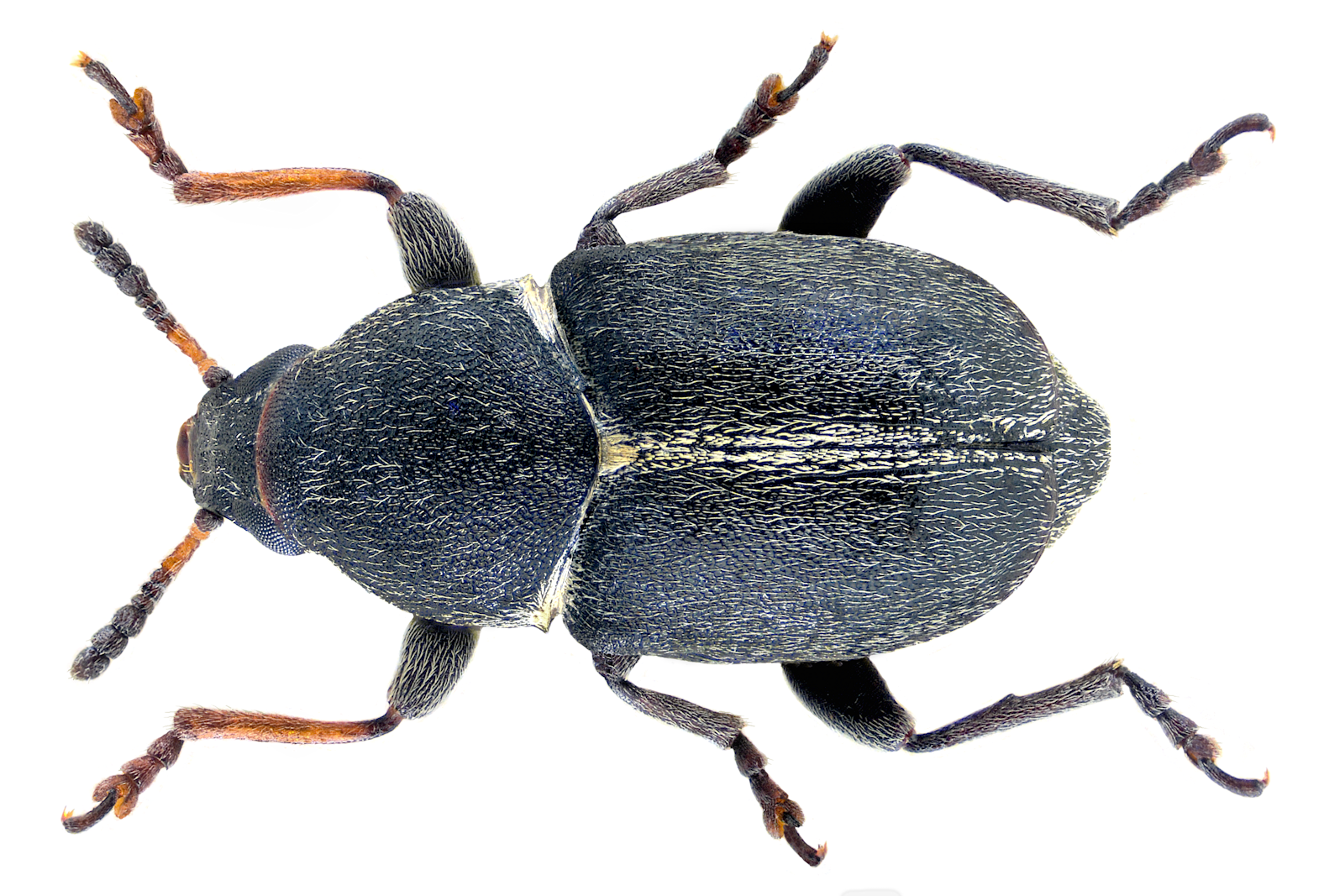
Anthribidae (Urodontinae): Bruchela suturalis ist auf den Gelben Wau (Reseda lutea) spezialisiert.

Allandrus therondi
Allandrus undulatus
Phaeochrotes pudens
Anthribus fasciatus
Anthribus nebulosus
Anthribus scapularis
Enedreytes hilaris
Pseudeuparius sepicola
Platyrhinus resinosus
Platystomos albinus (Langfühler-Breitrüssler)
Opanthribus tessellatus
Gonotropis dorsalis
Tropideres albirostris (Weißschnauzen-Breitrüssler)
Dissoleucas niveirostris
Noxius curtirostris
Rhaphitropis marchica
Rhaphitropis oxyacanthae

### UnterfamilieChoraginae
Araecerus fasciculatus
Choragus horni
Choragus sheppardi
Pseudochoragus piceus

### UnterfamilieUrodontinae
Bruchela conformis
Bruchela rufipes rufipes
Bruchela suturalis

## FamilieAttelabidae(Blattroller und Triebstecher)

### UnterfamilieAttelabinae

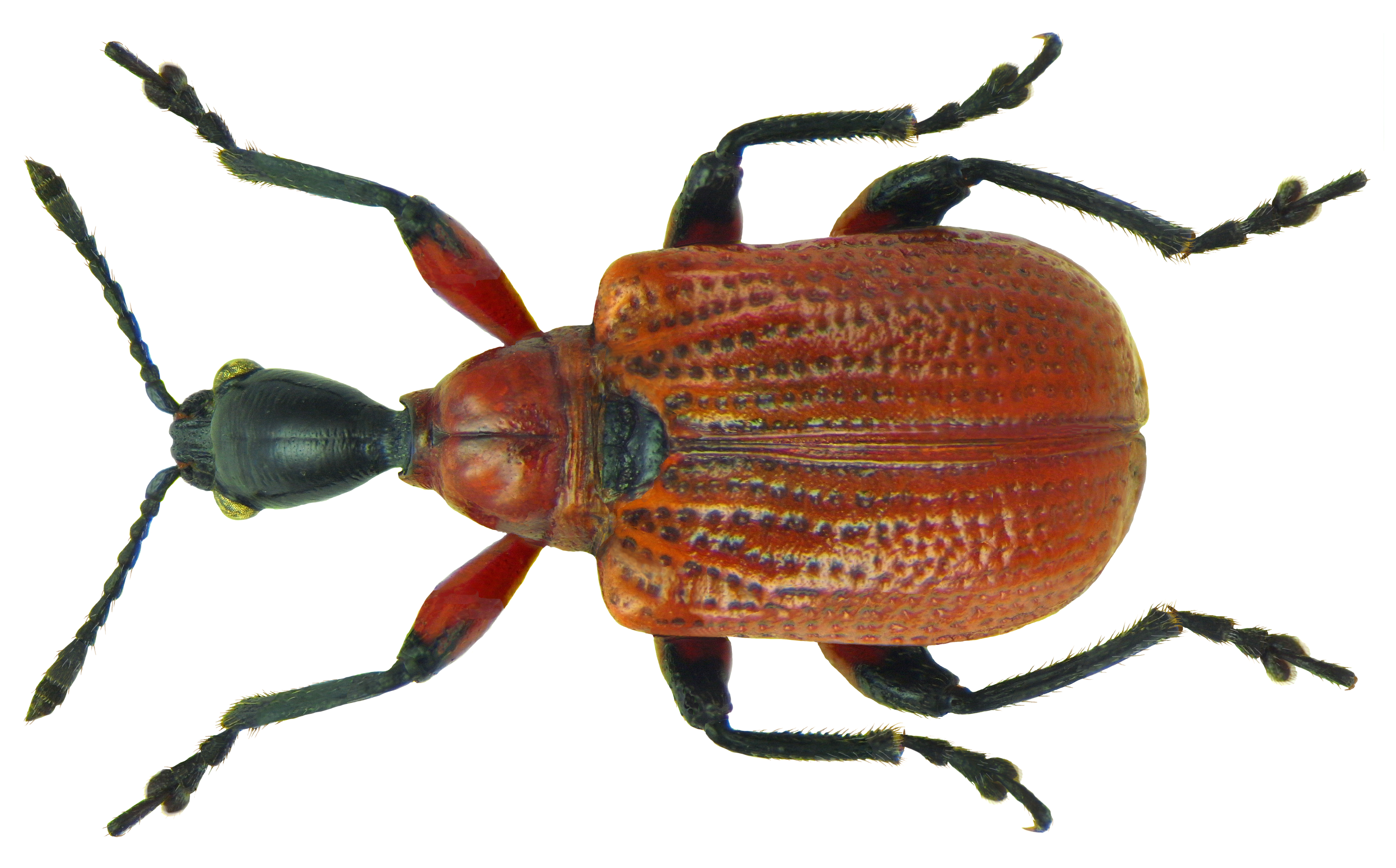
Attelabidae (Attelabinae): Haselblattroller (Apoderus coryli). Die Käfer sind wie viele Attelabidae für ihre Brutfürsorge bekannt.

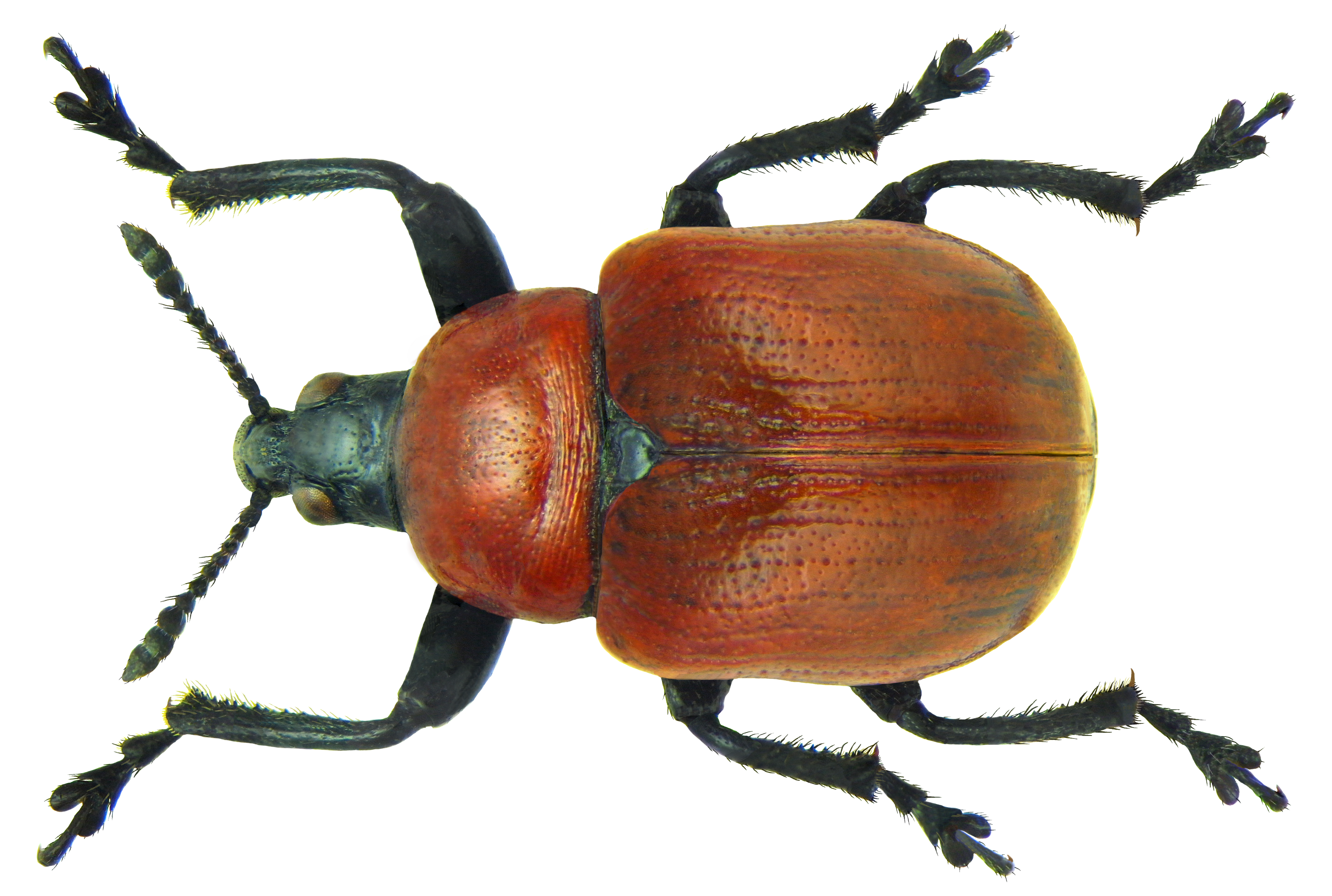
Attelabidae (Attelabinae): Der Eichenblattroller (Attelabus nitens) fertigt Blattwickel für seinen Nachwuchs an. In diese Blattwickel legt auch der Kuckucksrüssler Lasiorhynchites sericeus (Attelabidae: Rhynchitinae) seine Eier.

Apoderus coryli (Haselblattroller)
Compsapoderus erythropterus
Attelabus nitens (Eichenblattroller)

### UnterfamilieRhynchitinae

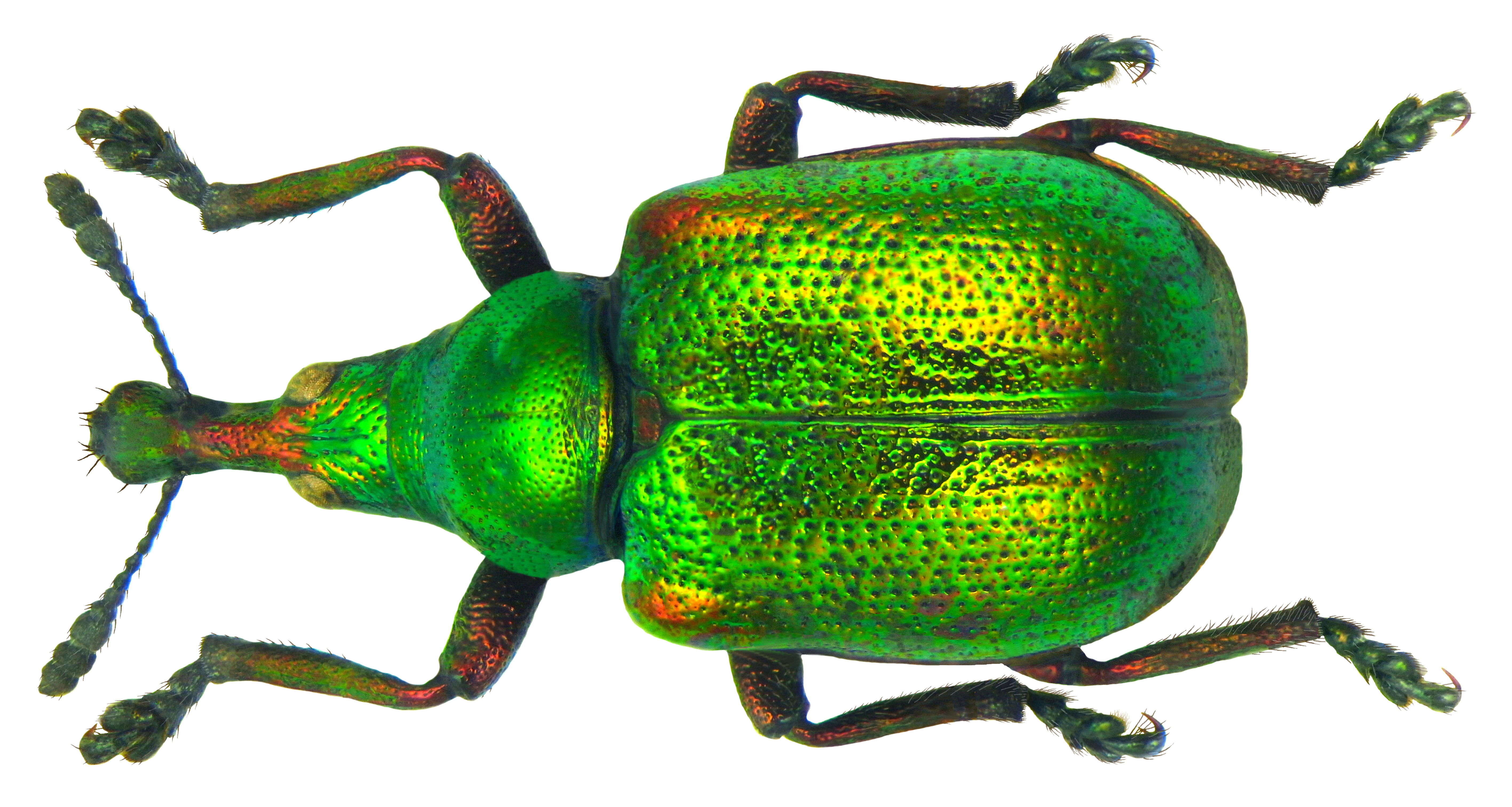
Attelabidae (Rhynchitinae): Rebenstecher (Byctiscus betulae). Die Art rollt im Rahmen der Brutfürsorge Blätter verschiedener Laubbäume als Nahrung für die Larven.

Auletobius sanguisorbae
Byctiscus betulae (Rebenstecher)
Byctiscus populi (Pappelblattroller)
Caenorhinus mannerheimii
Chonostropheus seminiger
Chonostropheus tristis
Deporaus betulae (Schwarzer Birkenblattroller)
Involvulus caeruleus
Involvulus cupreus
Involvulus pubescens
Lasiorhynchites caeruleocephalus
Lasiorhynchites cavifrons
Lasiorhynchites olivaceus
Lasiorhynchites sericeus (Kuckucksrüssler)
Mecorhis aethiops
Neocoenorrhinus germanicus
Neocoenorrhinus interpunctatus
Neocoenorrhinus minutus
Neocoenorrhinus pauxillus
Rhynchites auratus (Goldgrüner Kirschfruchtstecher)
Rhynchites bacchus (Purpurroter Apfelfruchtstecher)
Rhynchites lenaeus
Tatianaerhynchites aequatus (Rotbrauner Apfelfruchtstecher)
Temnocerus coeruleus
Temnocerus longiceps
Temnocerus nanus

## FamilieBrentidae(Langkäfer)

### UnterfamilieApioninae (Spitzmausrüssler)

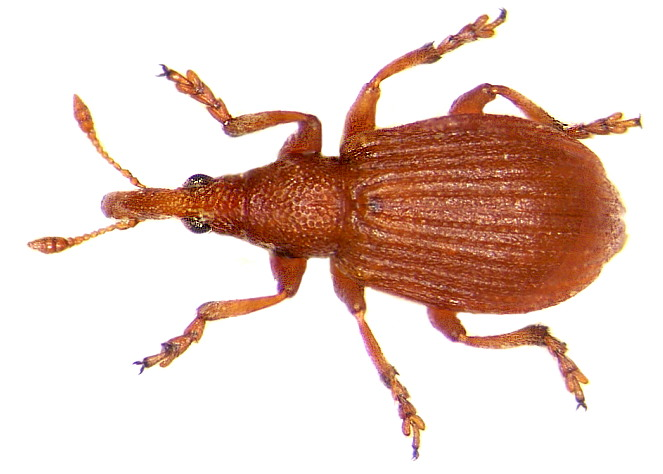
Brentidae (Apioninae): Apion frumentarium. Die Käfer sind auf großwüchsigen Ampfer-Arten zu finden.

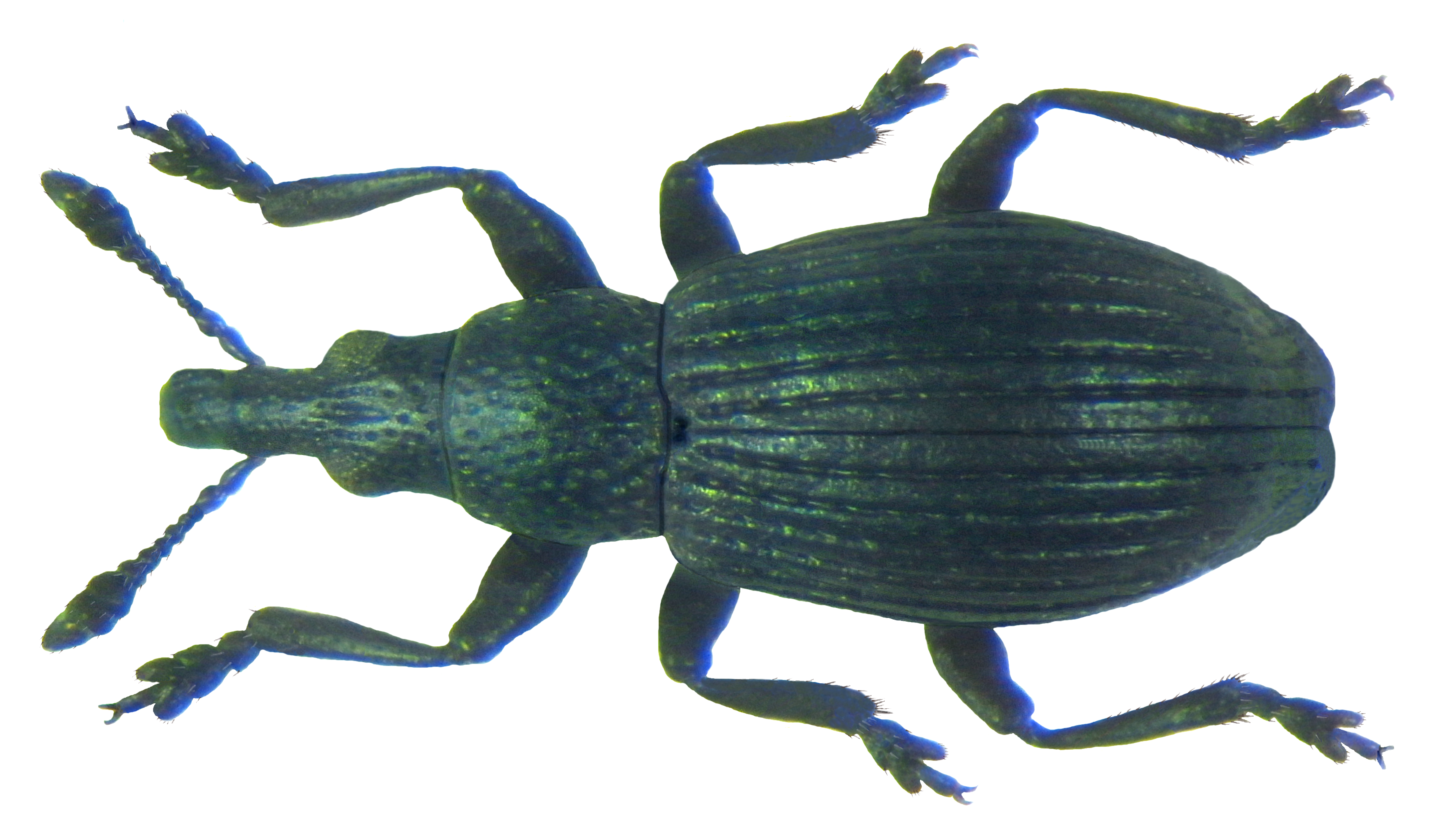
Brentidae (Apioninae): Aizobius sedi ist auf Dickblattgewächse wie etwa Fetthenne und Mauerpfeffer spezialisiert.

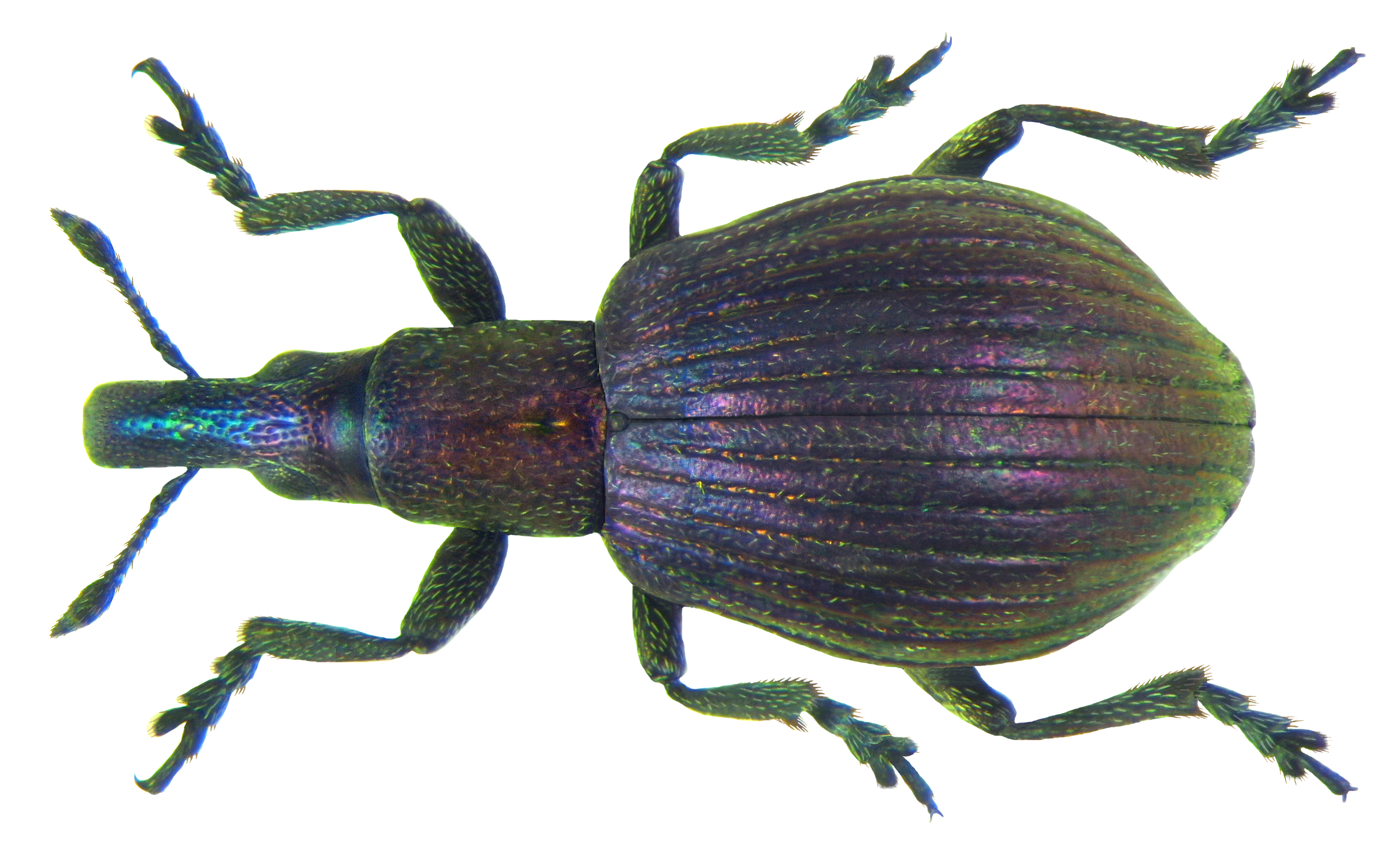
Brentidae (Apioninae): Der Halligflieder-Spitzmausrüssler (Pseudaplemonus limonii) lebt wie seine Futterpflanze nur an der Küste.

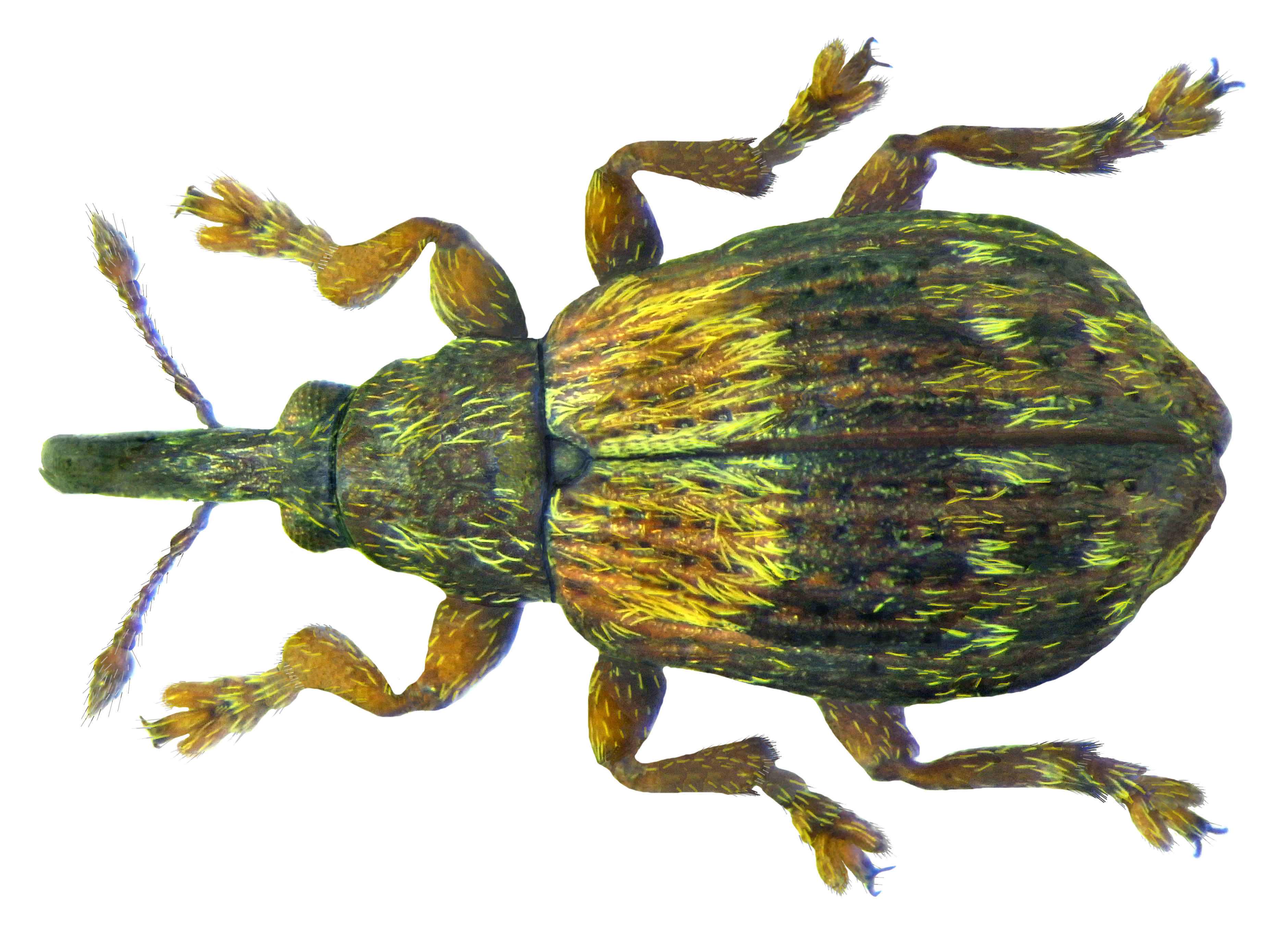
Brentidae (Apioninae): Der Mistel-Spitzmausrüssler (Ixapion variegatum) entwickelt sich ausschließlich in Misteln.

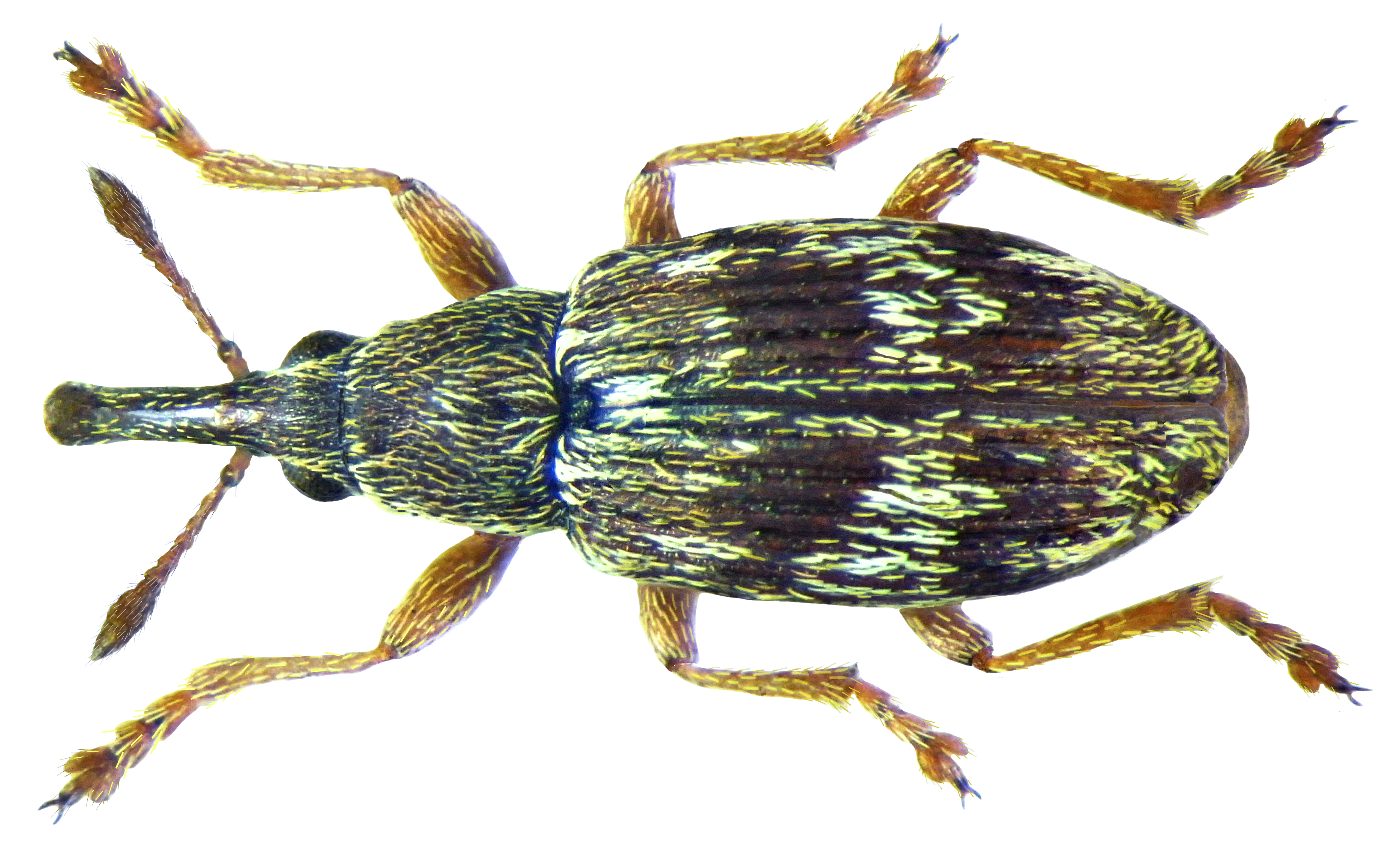
Brentidae (Apioninae): Der Brennnessel-Spitzmausrüssler (Taeniapion urticarium). Während diese Art nur an der Großen Brennnessel lebt, ist der seltene Taeniapion rufulum auf die Kleine Brennnessel spezialisiert.

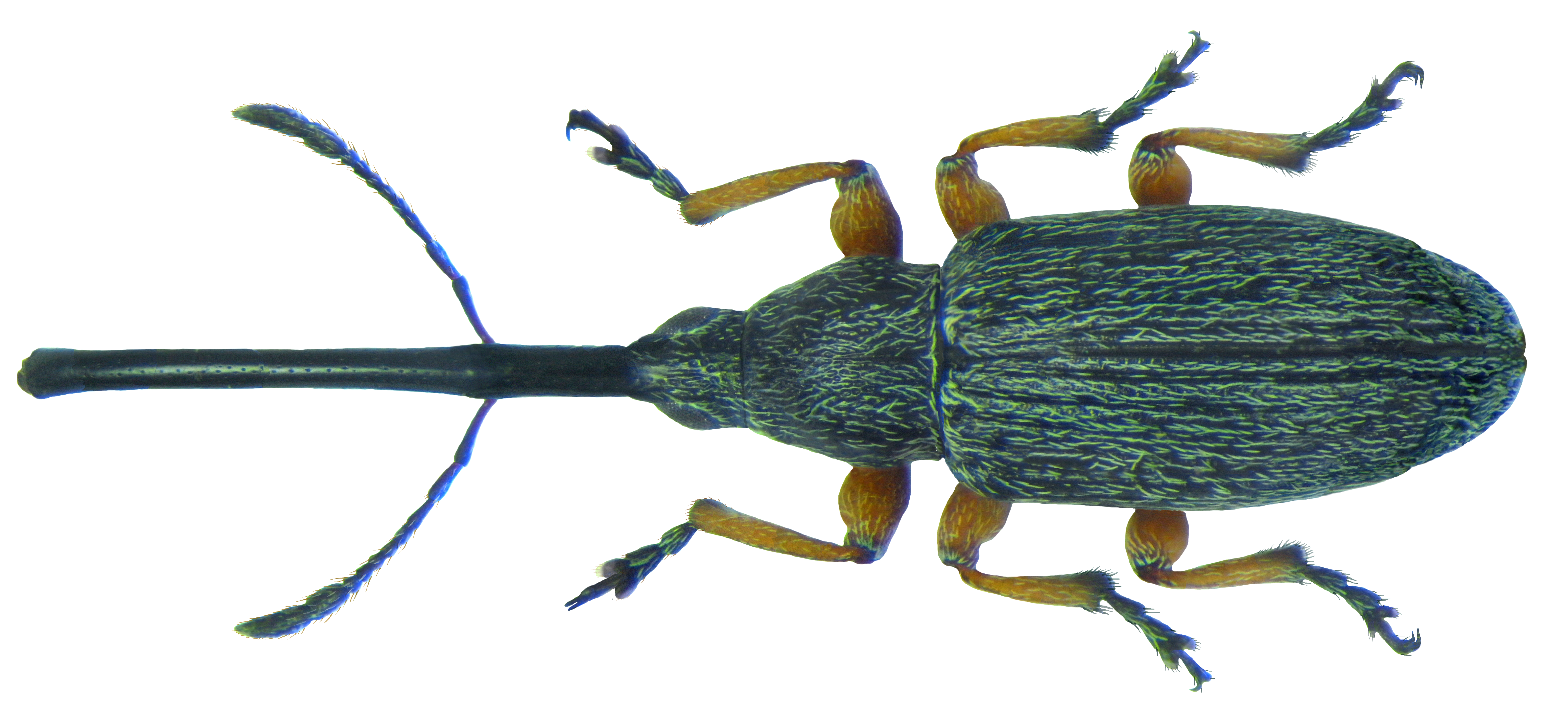
Brentidae (Apioninae): Langrüssliges Stockrosenspitzmäuschen (Rhopalapion longirostre).

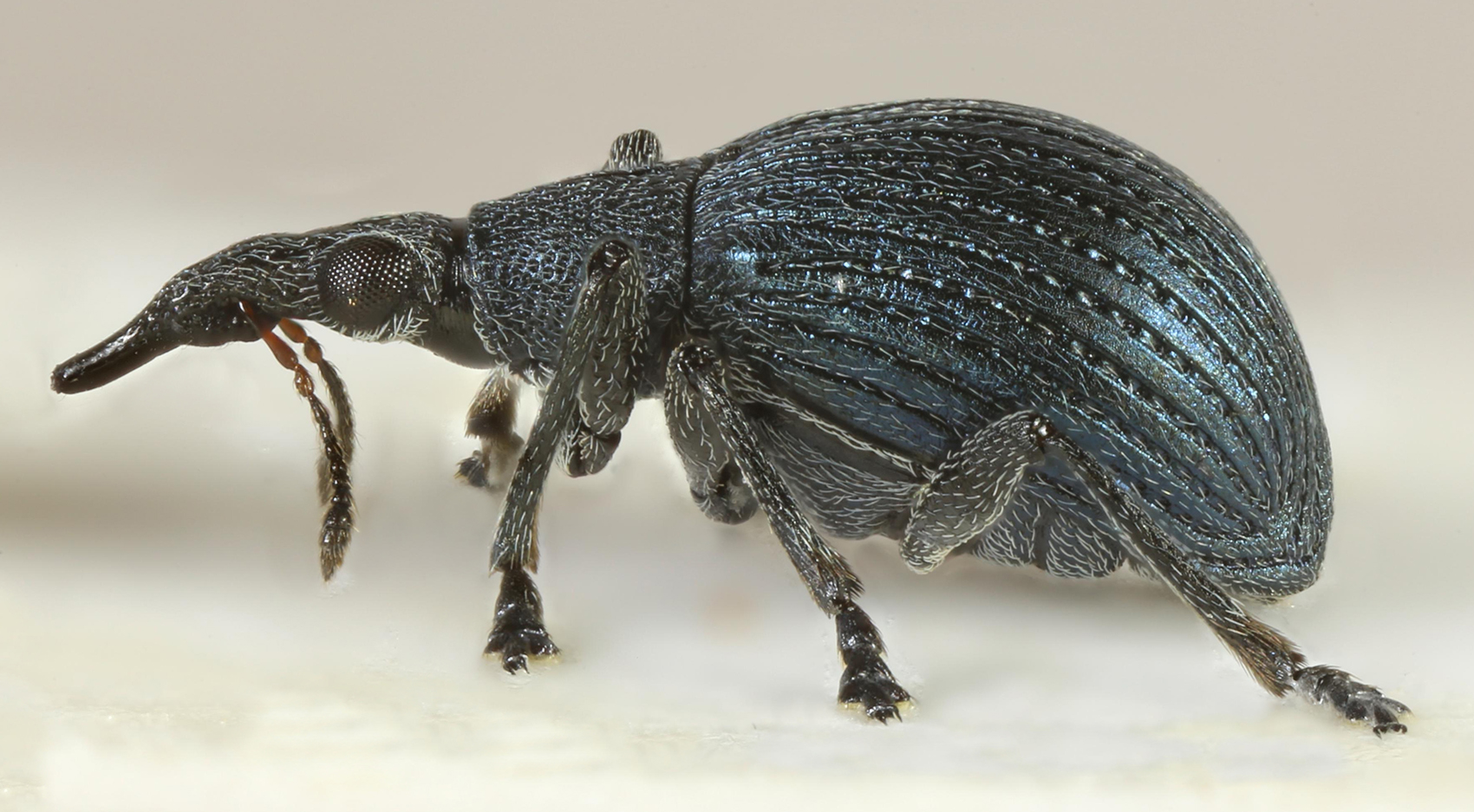
Brentidae (Apioninae): Oxystoma pomonae. Die Arten der Gattung zeichnen sich durch eine charakteristische Rüsselform aus.

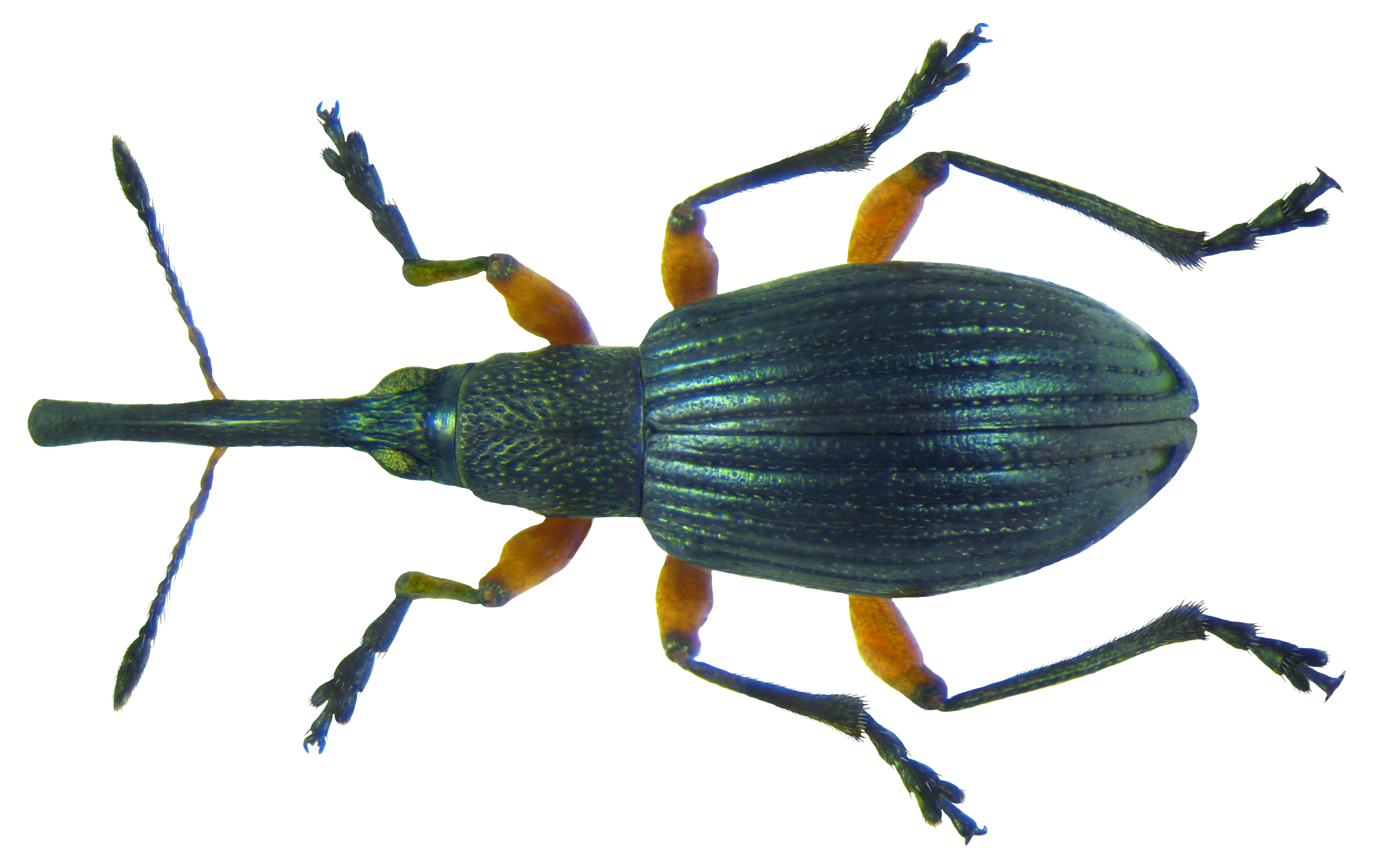
Brentidae (Apioninae): Rotklee-Spitzmausrüssler (Protapion apricans). Die Arten der Gattung sehen sich recht ähnlich und leben an verschiedenen Schmetterlingsblütlern. Einige Vertreter sind streng an einzelne Pflanzenarten angepasst (monophag).

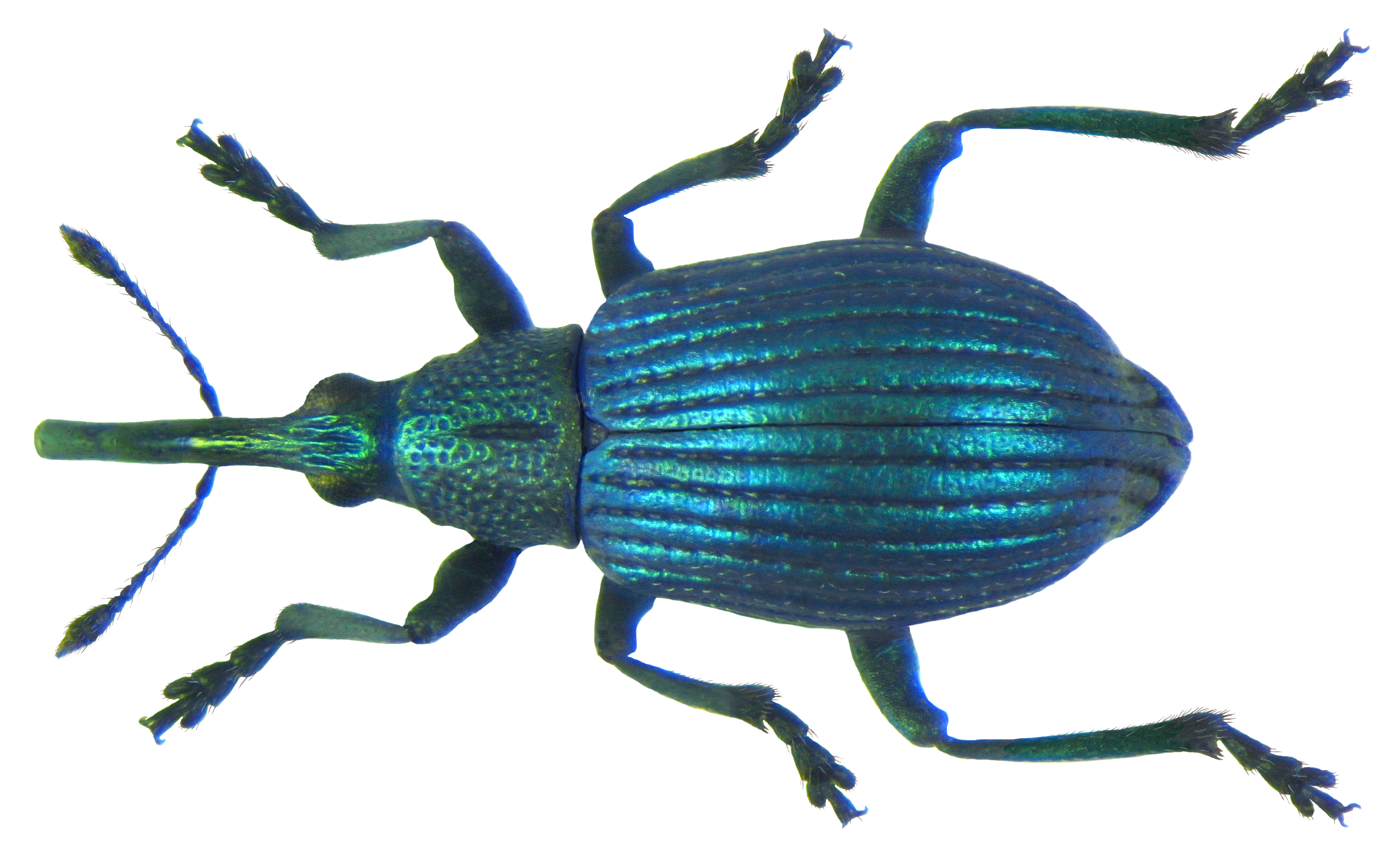
Brentidae (Apioninae): Pseudoprotapion astragali. Die Art ist an Tragant-Arten zu finden.

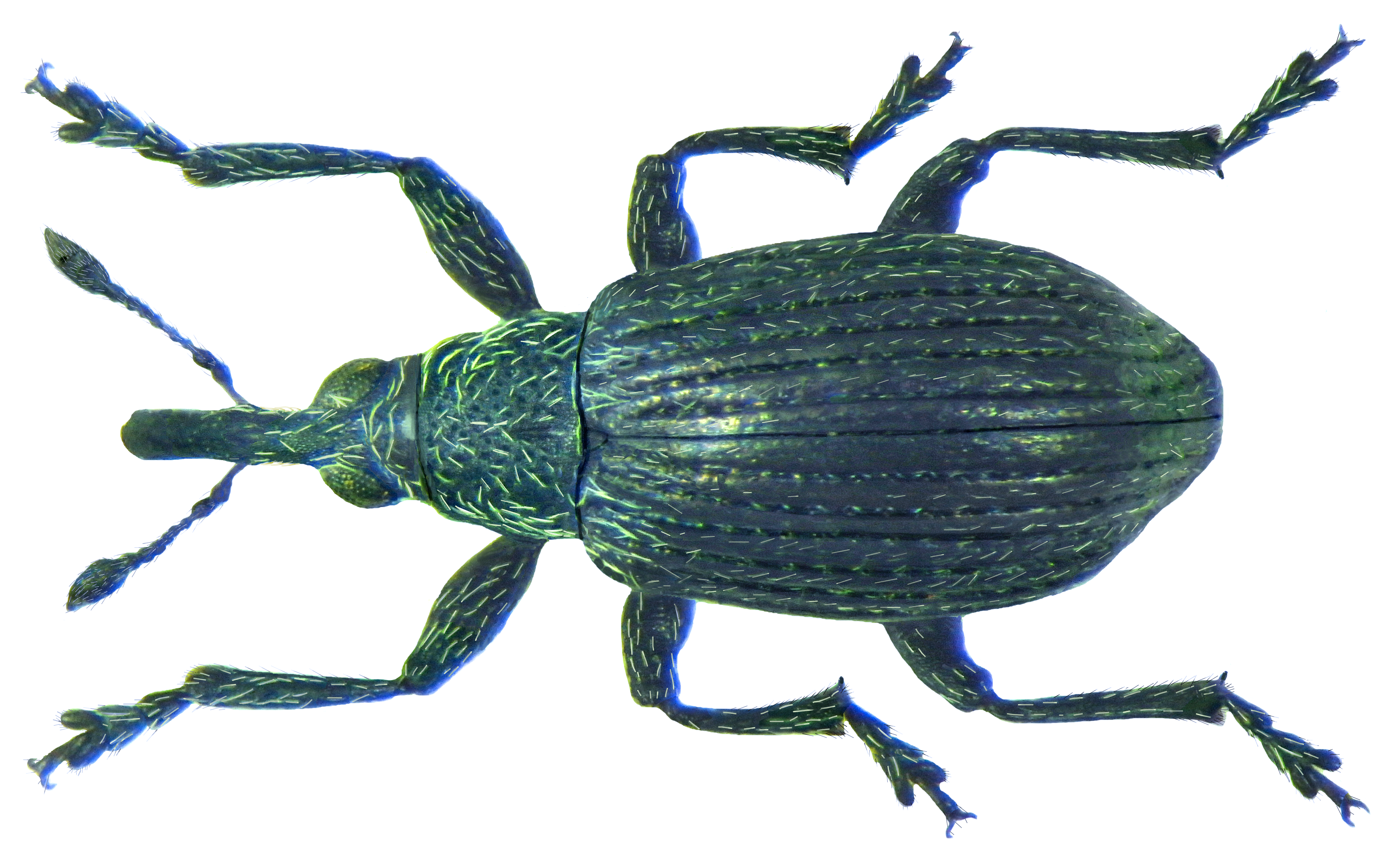
Brentidae (Apioninae): Betulapion simile ist eine von nur zwei Arten der Brentidae in Deutschland, die an Bäumen leben.

Gattung Apion
Apion cruentatum
Apion frumentarium
Apion haematodes
Apion rubens
Apion rubiginosum
Aizobius sedi
Helianthemapion aciculare
Helianthemapion velatum
Perapion lemoroi
Perapion affine
Perapion curtirostre
Perapion hydrolapathi
Perapion marchicum
Perapion oblongum
Perapion violaceum
Phrissotrichum rugicolle

Pseudaplemonus limonii (Halligflieder-Spitzmaus-Rüsselkäfer)
Pseudoperapion brevirostre
Pseudostenapion simum
Alocentron curvirostre (Krummrüssliger Stockrosen-Spitzmausrüssler)
Aspidapion radiolus
Aspidapion validum (Kräftiger Stockrosen-Spitzmausrüssler)
Aspidapion aeneum
Catapion curtisii
Catapion koestlini
Catapion meieri
Catapion pubescens
Catapion seniculus
Acentrotypus brunnipes
Ceratapion onopordi
Ceratapion austriacum
Ceratapion armatum
Ceratapion carduorum
Ceratapion gibbirostre
Ceratapion basicorne
Ceratapion penetrans agg.
Ceratapion penetrans caullei
Ceratapion penetrans penetrans
Ceratapion scalptum
Diplapion confluens
Diplapion detritum
Diplapion stolidum
Omphalapion buddebergi
Omphalapion dispar
Omphalapion hookerorum
Omphalapion laevigatum
Taphrotopium sulcifrons
Exapion compactum
Exapion corniculatum
Exapion difficile
Exapion elongatulum
Exapion formaneki
Exapion fuscirostre (Besenginster-Spitzmausrüssler)
Exapion inexpertum
Exapion ulicis

Ixapion variegatum (Mistel-Spitzmausrüssler)
Trichopterapion holosericeum (Hainbuchen-Spitzmausrüssler)
Kalcapion pallipes
Kalcapion semivittatum
Melanapion minimum
Squamapion atomarium
Squamapion cineraceum
Squamapion elongatum
Squamapion flavimanum
Squamapion minutissimum
Squamapion oblivium
Squamapion origani
Squamapion serpyllicola
Squamapion vicinum

Taeniapion rufulum
Taeniapion urticarium (Brennnessel-Spitzmausrüssler)
Malvapion malvae (Zweifarbiges Malven-Spitzmäuschen)
Pseudapion moschatae
Pseudapion rufirostre

Rhopalapion longirostre (Langrüssliges Stockrosenspitzmäuschen)
Cyanapion afer
Cyanapion gyllenhalii
Cyanapion platalea
Cyanapion alcyoneum
Cyanapion columbinum
Cyanapion spencii
Eutrichapion vorax
Eutrichapion ervi
Eutrichapion viciae
Eutrichapion melancholicum
Eutrichapion facetum
Eutrichapion punctiger
Hemitrichapion pavidum
Hemitrichapion lanigerum
Hemitrichapion reflexum
Hemitrichapion waltoni
Holotrichapion pisi
Holotrichapion pullum
Holotrichapion ononis
Holotrichapion aethiops
Holotrichapion gracilicolle
Ischnopterapion virens (Grüner Klee-Spitzmausrüssler)
Ischnopterapion loti
Ischnopterapion modestum
Mesotrichapion punctirostre
Oryxolaemus flavifemoratus

Oxystoma cerdo
Oxystoma craccae
Oxystoma dimidiatum
Oxystoma ochropus
Oxystoma opeticum
Oxystoma pomonae
Oxystoma subulatum
Pirapion immune
Protopirapion atratulum
Stenopterapion intermedium
Stenopterapion meliloti
Stenopterapion tenue
Synapion ebeninum

Protapion apricans (Rotklee-Spitzmausrüssler)
Protapion assimile
Protapion difforme
Protapion dissimile
Protapion filirostre
Protapion fulvipes
Protapion gracilipes
Protapion interjectum
Protapion nigritarse (Kleiner Klee-Spitzmausrüssler)
Protapion ononidis
Protapion ruficrus
Protapion schoenherri
Protapion trifolii
Protapion varipes

Pseudoprotapion astragali
Pseudoprotapion elegantulum

Betulapion simile

### UnterfamilieNanophyinae

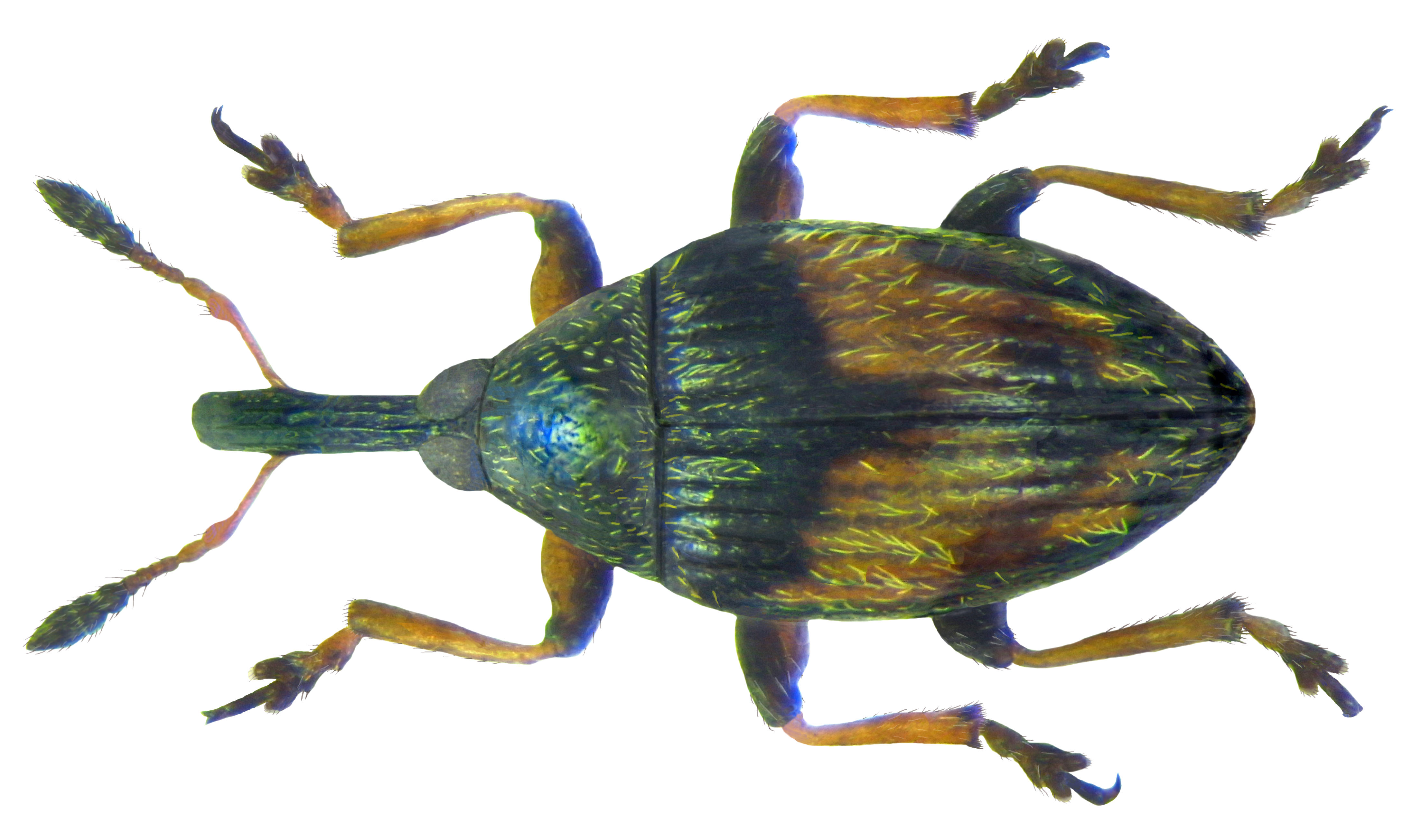
Brentidae (Nanophyinae): Marmorierter Zwergrüssler (Nanophyes marmoratus). Im Gegensatz zur Unterfamilie der Apioninae haben die Nanophyinae gekniete Fühler.

Dieckmanniellus chevrieri
Microon sahlbergi
Nanomimus anulatus
Nanomimus circumscriptus
Nanomimus hemisphaericus
Nanophyes brevis
Nanophyes globiformis
Nanophyes globulus
Nanophyes marmoratus (Marmorierter Zwergrüssler)
Pericartiellus flavidus

## FamilieCurculionidae(Rüsselkäfer im engeren Sinne)

### UnterfamilieBagoinae
Gattung Bagous (Uferrüssler)
Bagous binodulus
Bagous glabrirostris
Bagous lutulentus
Bagous puncticollis
Bagous robustus
Bagous subcarinatus
Bagous alismatis
Bagous argillaceus
Bagous brevis
Bagous claudicans
Bagous collignensis
Bagous czwalinai
Bagous diglyptus
Bagous elegans
Bagous frit
Bagous frivaldszkyi
Bagous limosus
Bagous longitarsis
Bagous lutosus
Bagous lutulosus
Bagous majzlani
Bagous nodulosus
Bagous petro
Bagous rotundicollis
Bagous tempestivus
Bagous tubulus

### UnterfamilieBrachycerinae

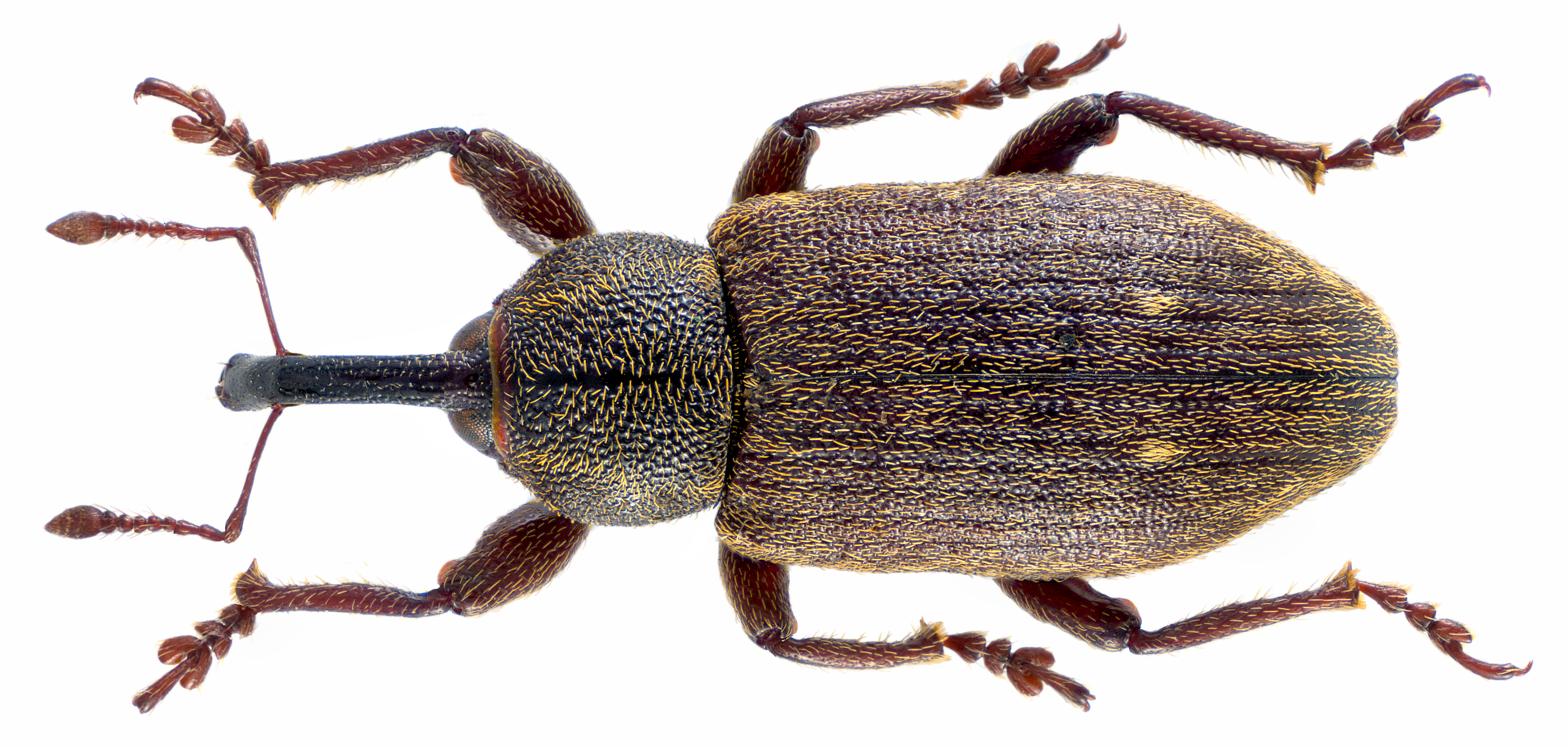
Brachycerinae (Erirhinini): Tournotaris bimaculata. Über die Lebensweise ist wenig gesichertes bekannt, vermutlich entwickeln sich die Larven an bestimmten Süßgräsern in Feuchtgebieten.

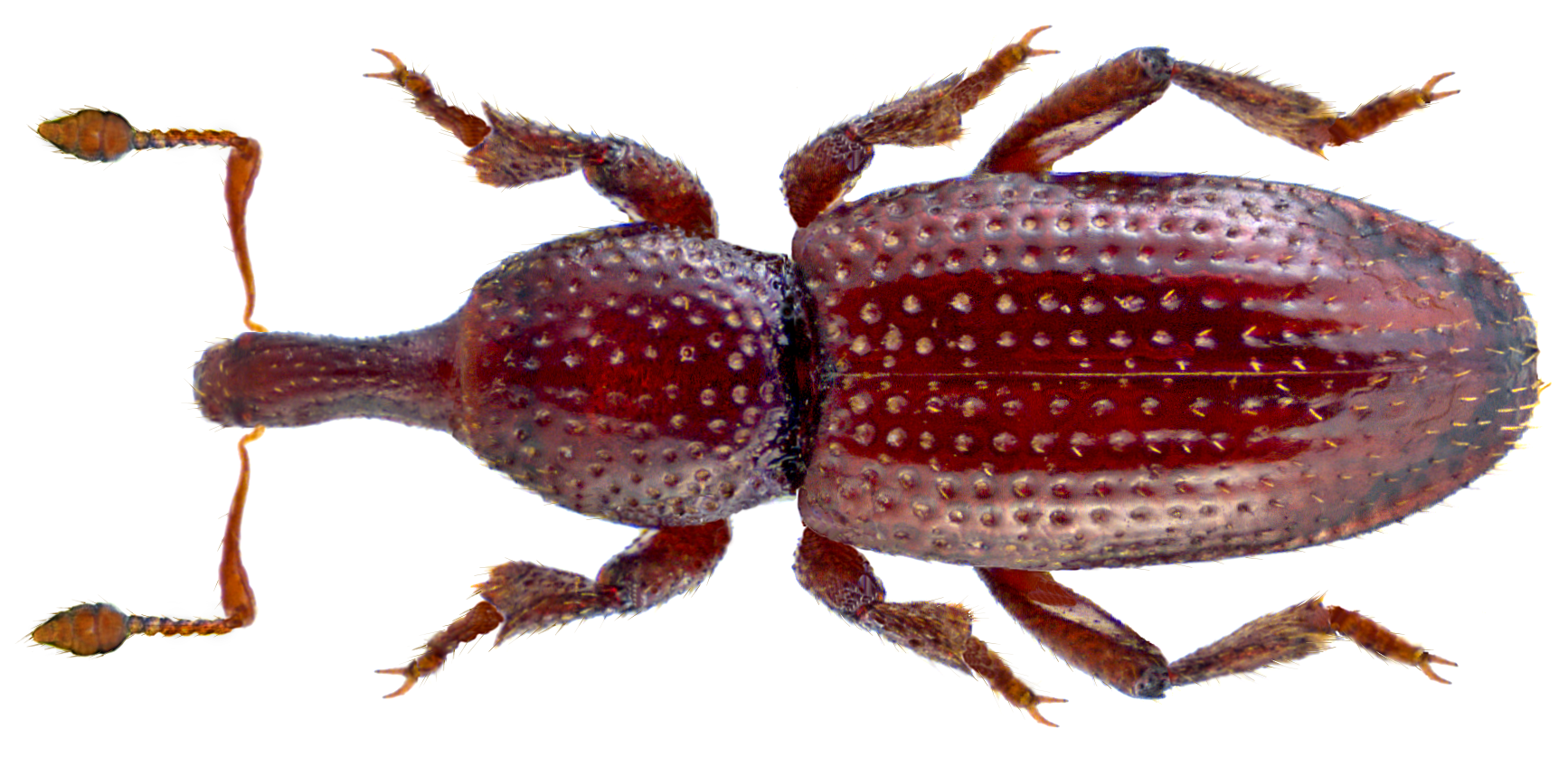
Brachyercinae (Raymondionymini): Ferreria marqueti ist ein augenloser, unterirdisch lebender Rüsselkäfer. Er wurde vermutlich versehentlich in der Erde mit Pflanzen aus dem Mittelmeerraum eingeführt.

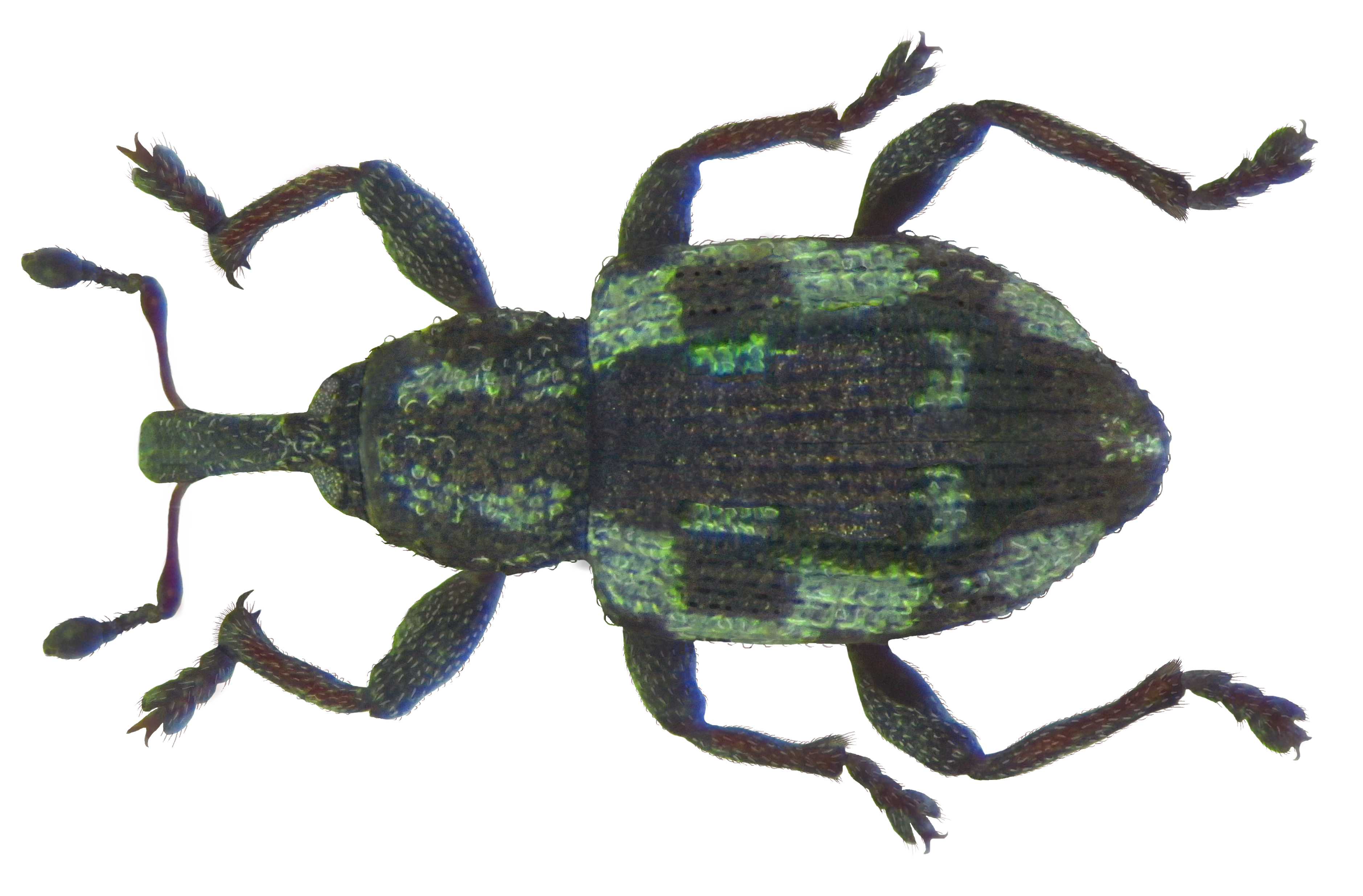
Brachycerinae (Tanysphyrini): Die Larven des kleinen Tanysphyrus lemnae entwickeln sich minierend in den Blättern von Wasserlinsen und Sumpf-Calla.

#### TribusErirhinini
Grypus brunnirostris
Grypus equiseti
Notaris acridulus
Notaris aethiops
Notaris aterrima
Notaris maerkeli
Notaris scirpi
Procas armillatus
Procas picipes
Thryogenes festucae
Thryogenes fiorii
Thryogenes nereis
Thryogenes scirrhosus
Tournotaris bimaculata
Tournotaris granulipennis

#### TribusRaymondionymini
Ferreria marqueti

#### TribusTanysphyrini
Gattung Stenopelmus
Stenopelmus rufinasus
Tanysphyrus ater
Tanysphyrus lemnae

### UnterfamilieConoderinae

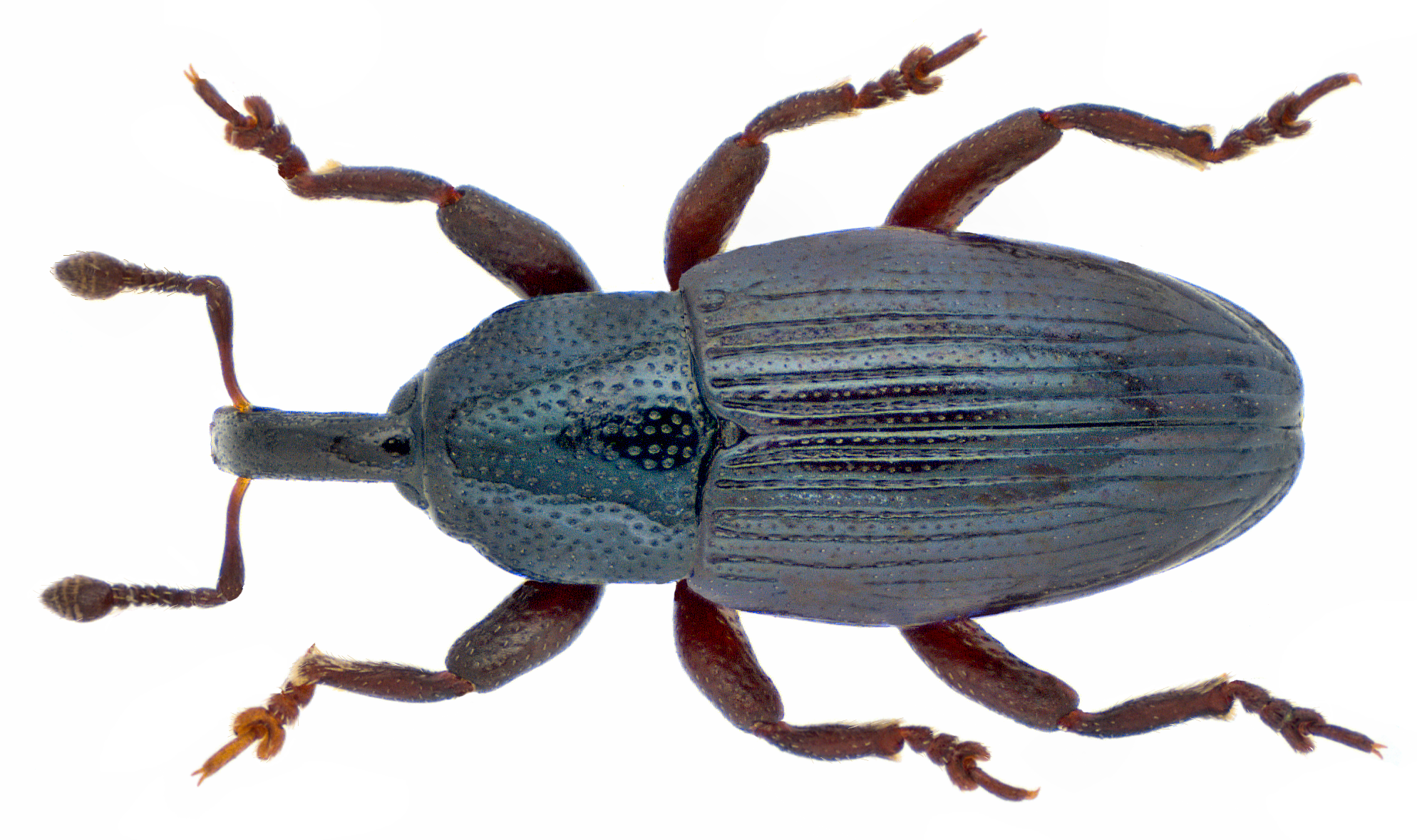
Die Arten des Übertribus Bariditae haben eine recht einheitliche Körperform. Hier als Beispiel der Kresse-Zahnrüssler (Aulacobaris lepidii).

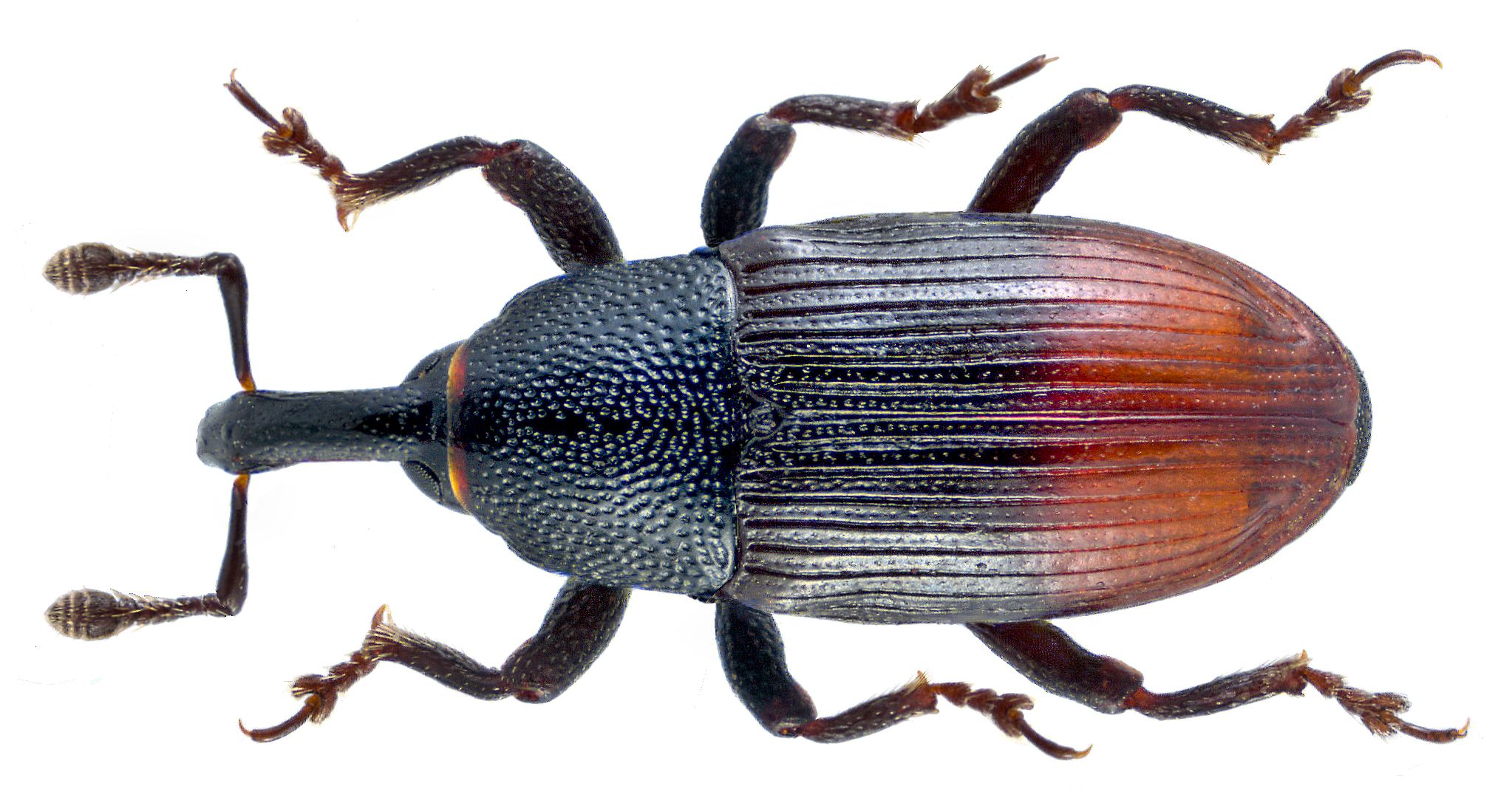
Bariditae (Baridini): Baris analis. Die seltene Art lebt nur am Großen Flohkraut.

#### ÜbertribusBariditae

##### TribusApostasimerini
Limnobaris dolorosa
Limnobaris t-album

##### TribusBaridini
Aulacobaris chlorizans
Aulacobaris coerulescens
Aulacobaris cuprirostris
Aulacobaris fallax
Aulacobaris lepidii (Kresse-Zahnrüssler)
Aulacobaris picicornis
Baris analis
Baris artemisiae (Wermut-Zahnrüssler)
Baris nesapia
Cosmobaris scolopacea
Labiaticola atricolor
Malvaevora timida
Melanobaris laticollis
Melanobaris morio

##### TribusMadarini
Cucubaris villae

#### ÜbertribusCeutorhynchitae

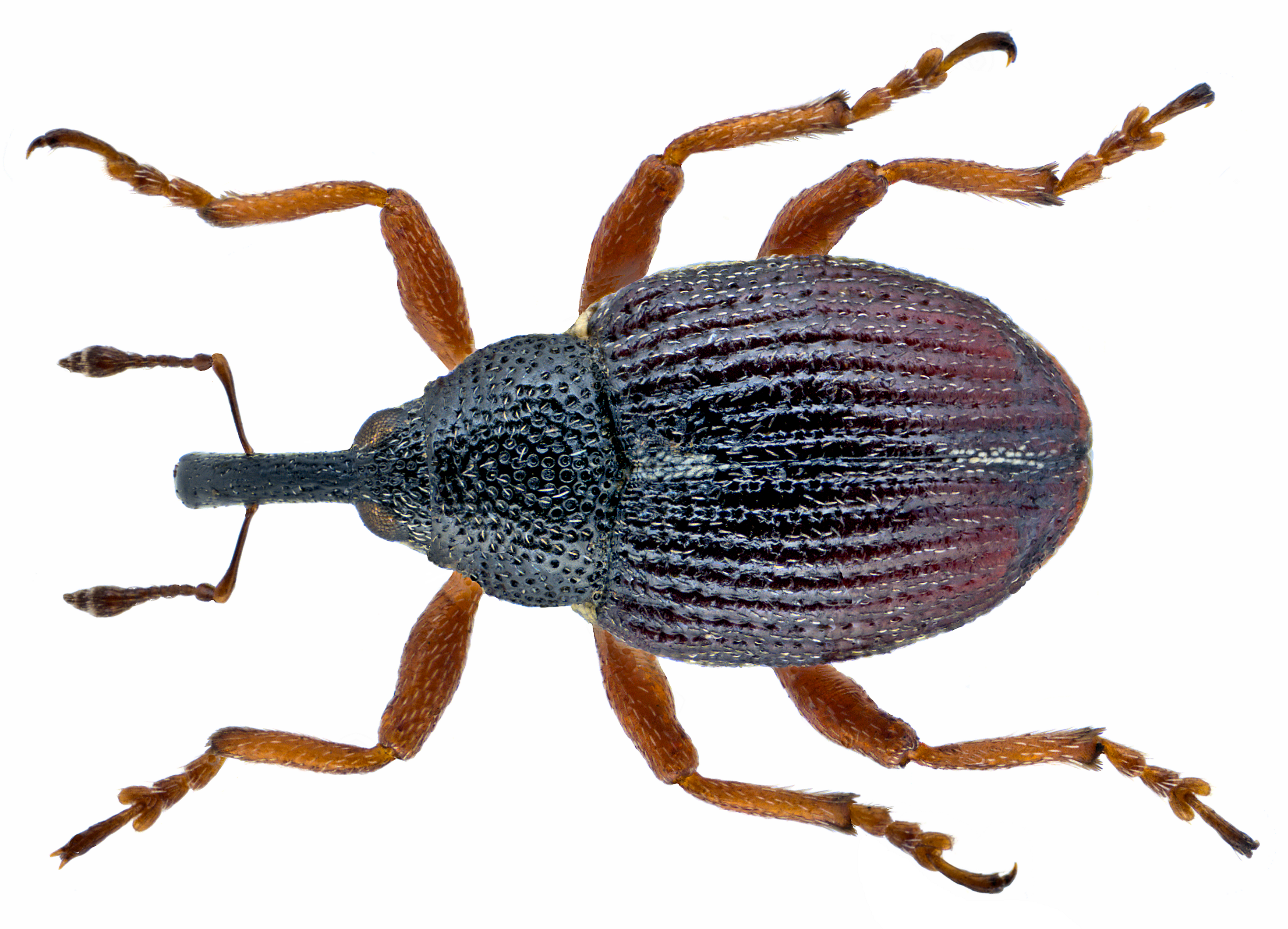
Ceutorhynchitae (Amalini): Amalus scortillum lebt an Vogel-Knöterich.

##### TribusAmalini
Amalus scortillum

##### TribusCeutorhynchini

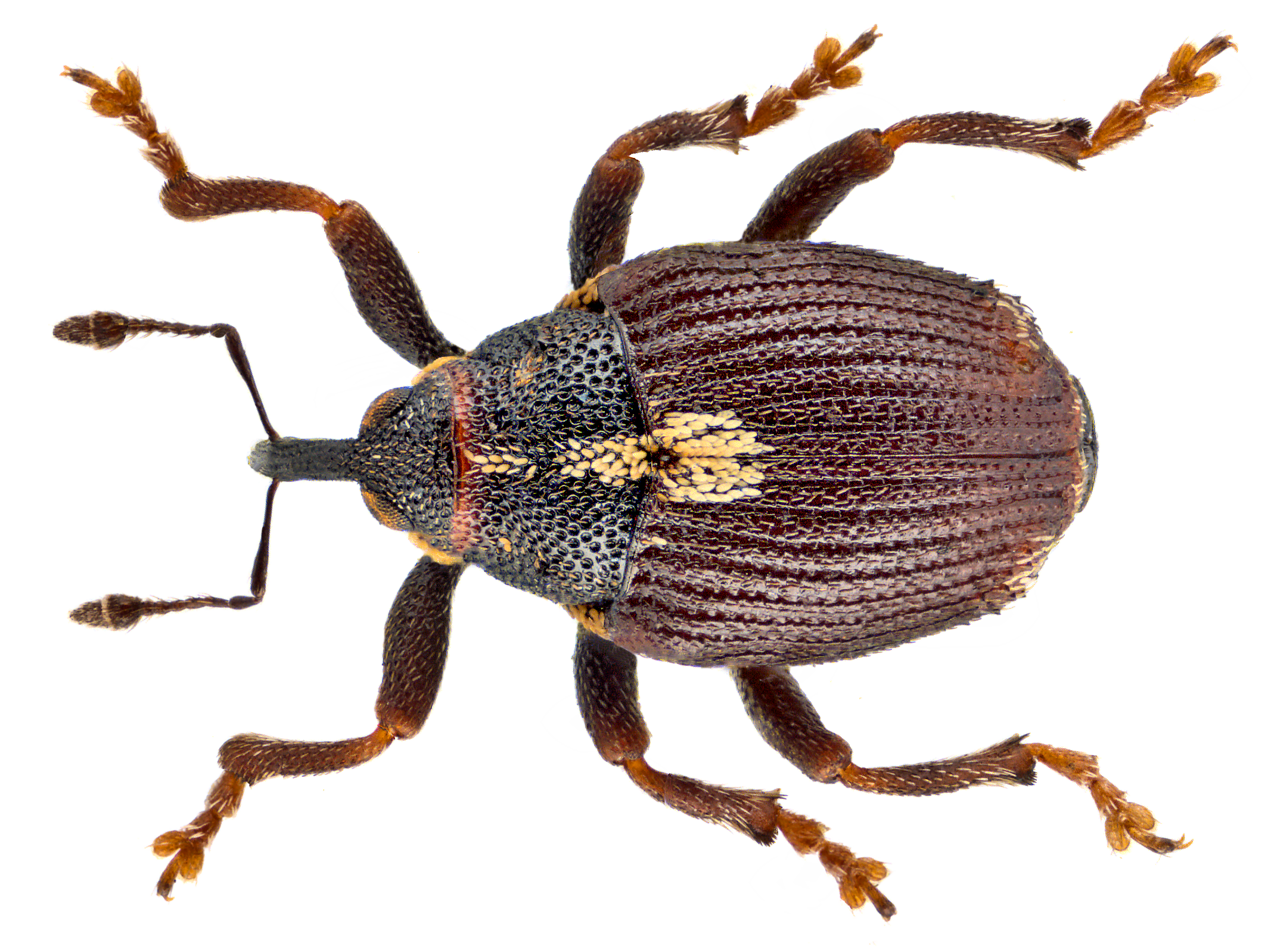
Ceutorhynchitae (Ceutorhynchini): Calosirus terminatus ist an zahlreichen Gattungen der Doldenblütler zu finden.

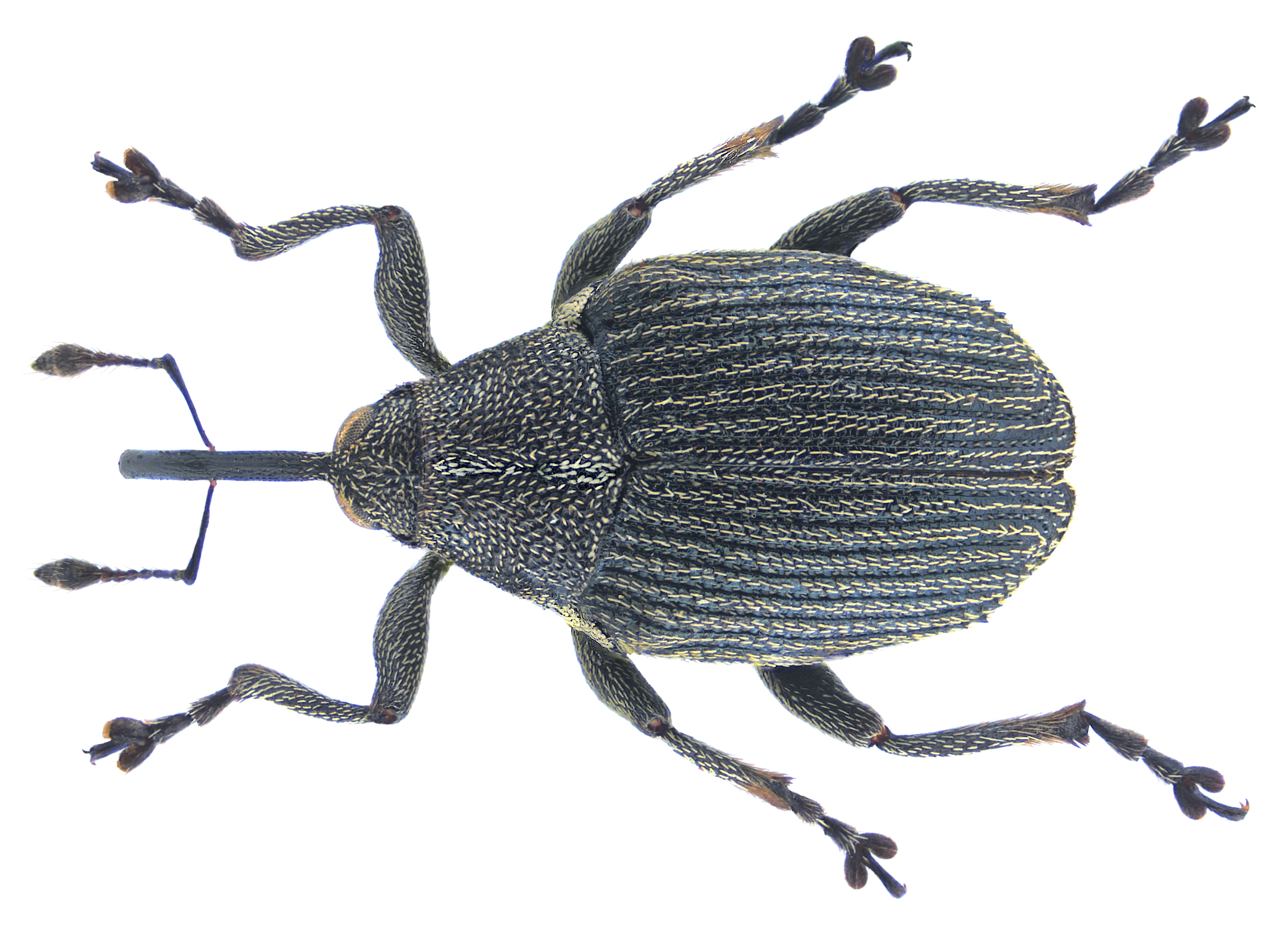
Ceutorhynchitae (Ceutorhynchini): Ceutorhynchus obstrictus ist nicht selten und tritt auch als Schädling an Raps auf.

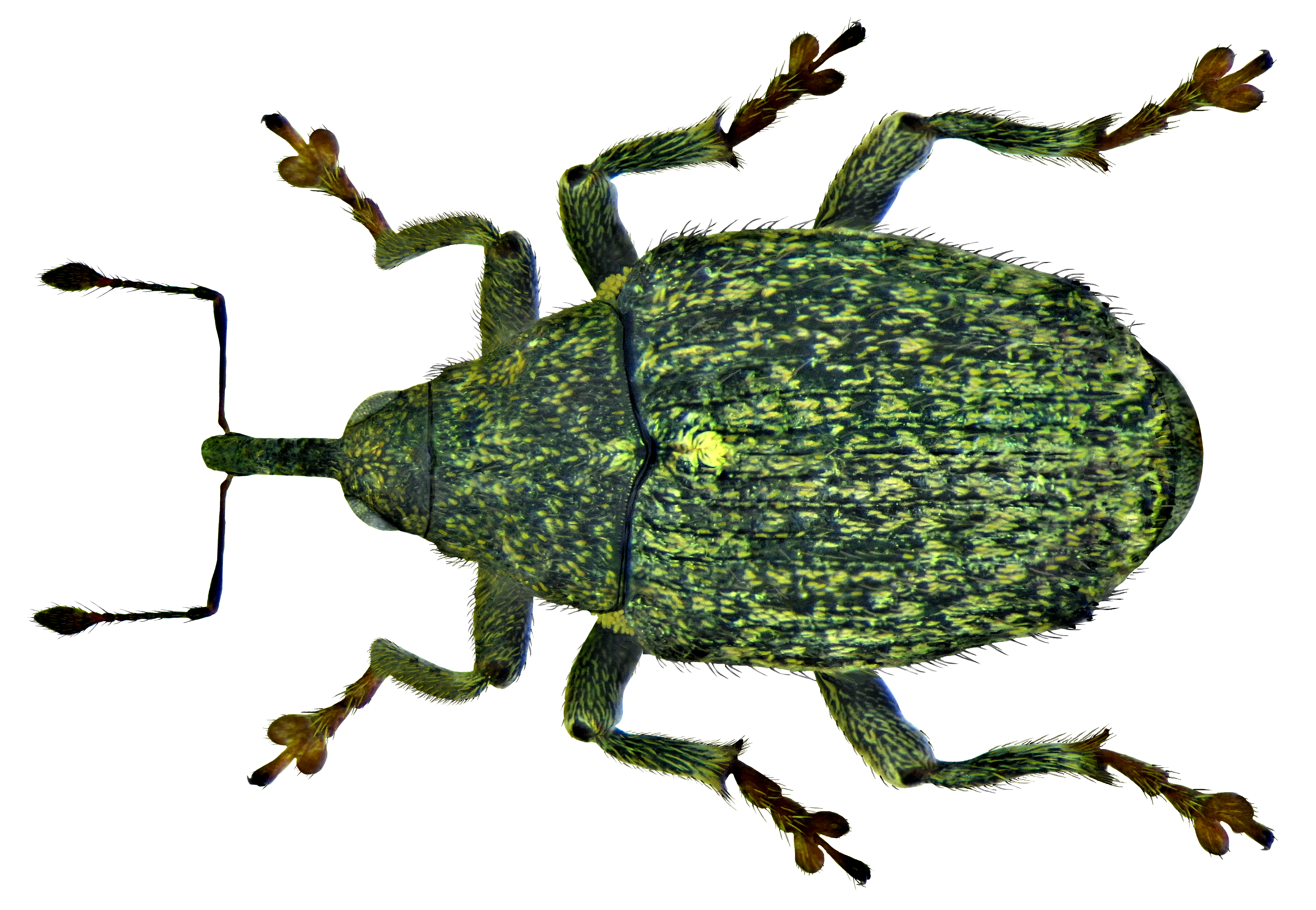
Ceutorhynchitae (Ceutorhynchini): Ceutorhynchus pallidactylus ist einer der häufigsten Rüsselkäfer in Deutschland und an Kreuzblütengewächsen zu finden.

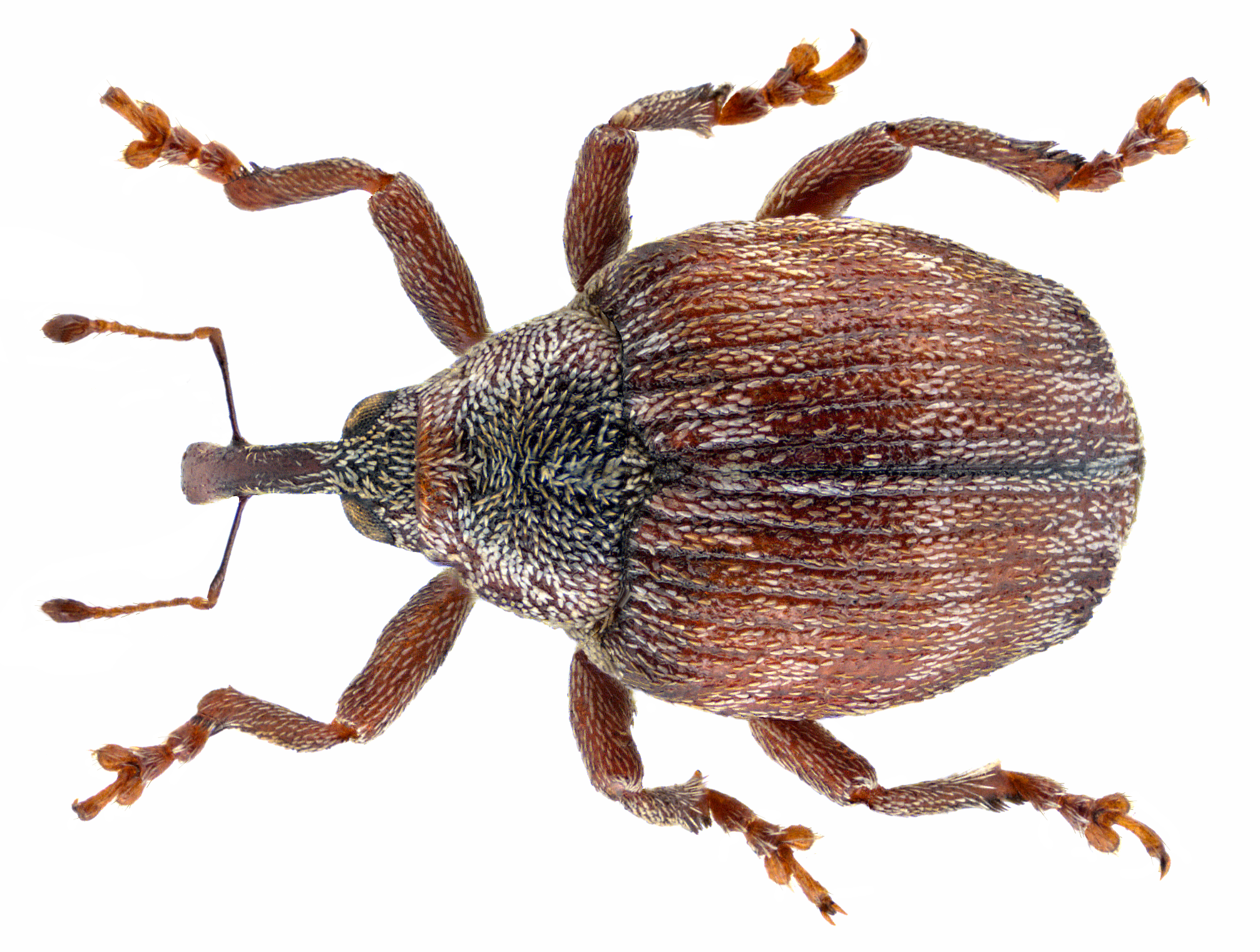
Ceutorhynchitae (Ceutorhynchini): Coeliodes ruber legt im Herbst und anscheinend auch im Winter Eier in Eichenknospen.

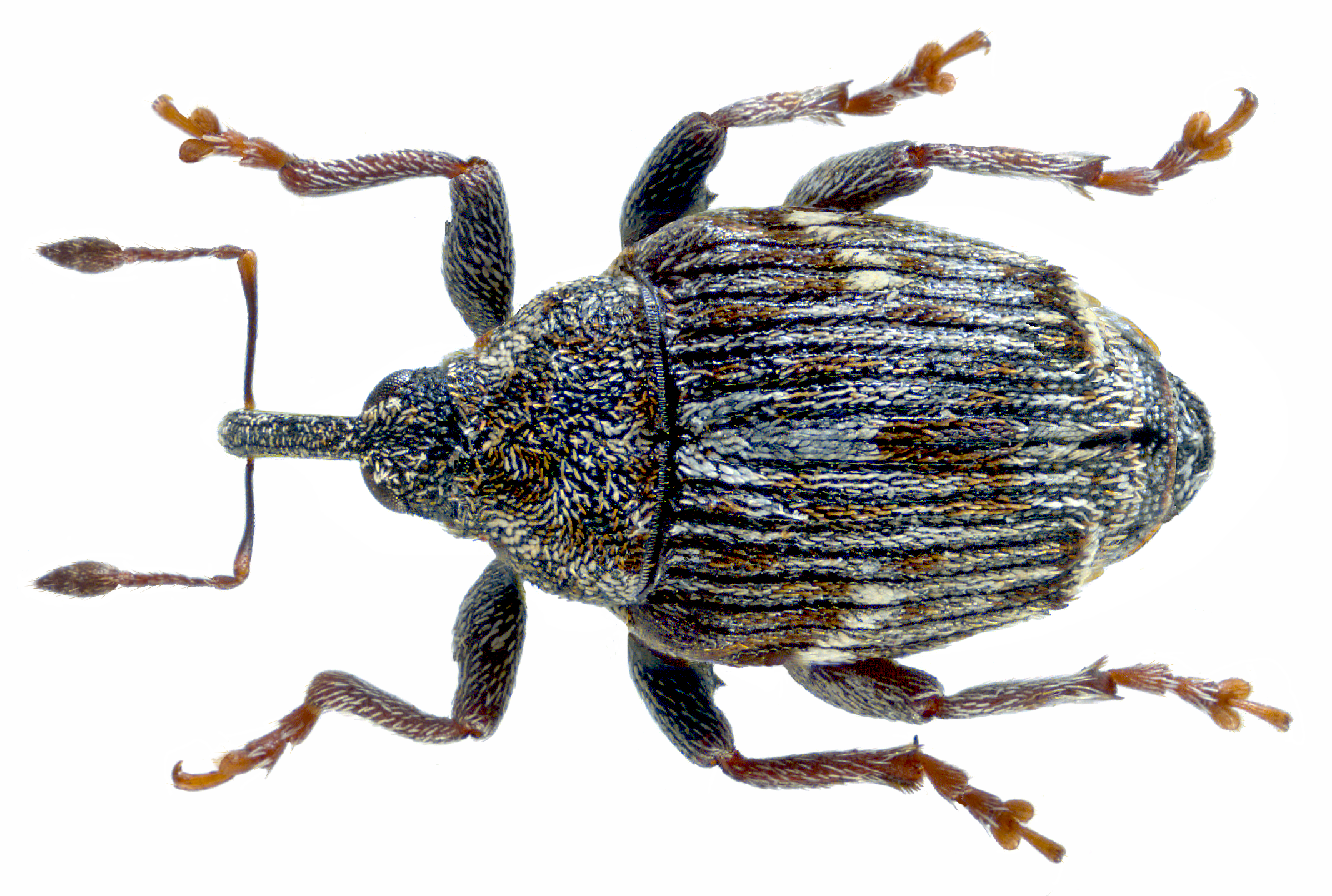
Ceutorhynchitae (Ceutorhynchini): Microplontus campestris ist selten an Margeriten zu finden.

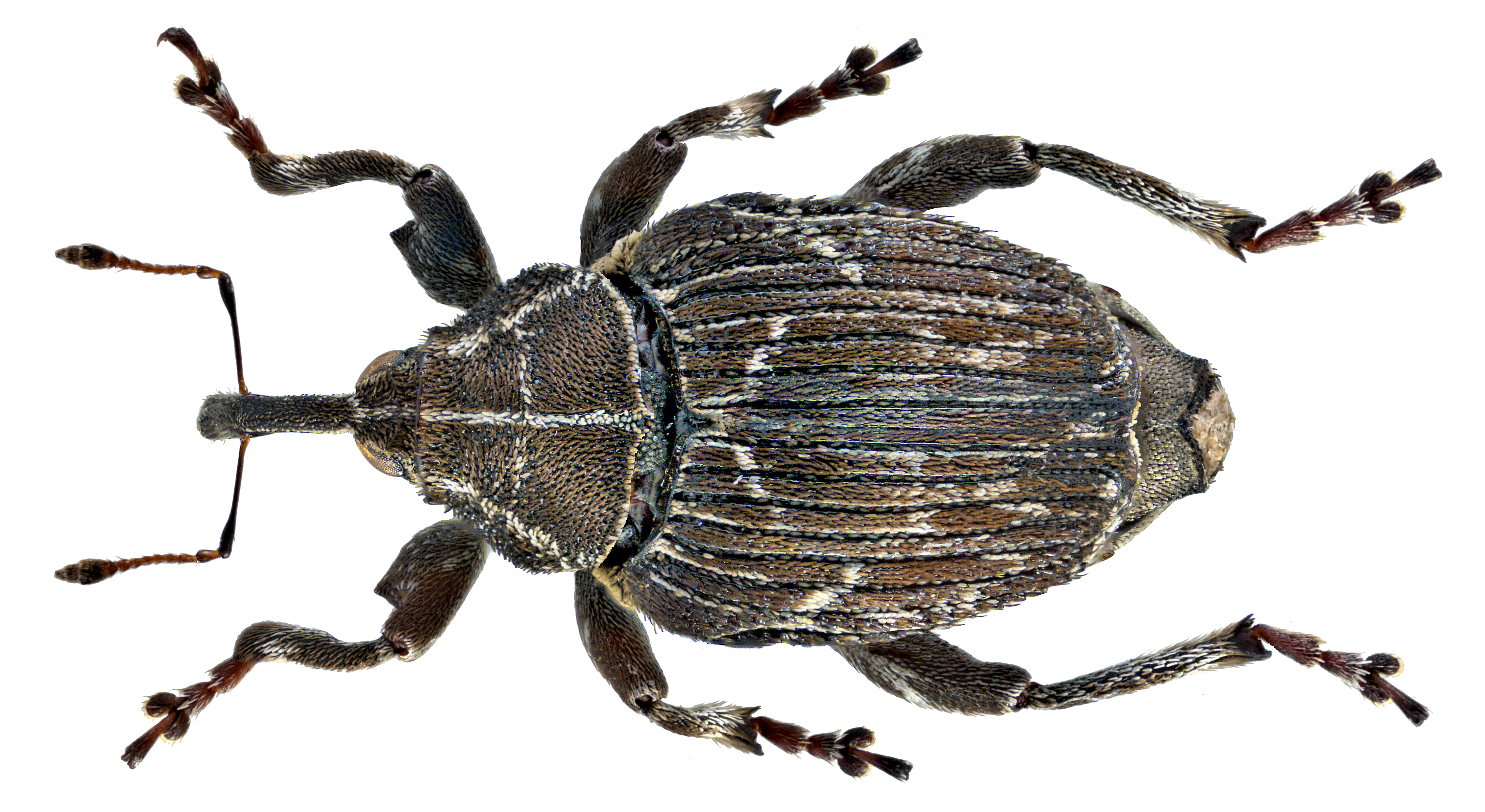
Ceutorhynchitae (Ceutorhynchini): Landkarten-Raublattrüssler (Mogulones geographicus). Die Art lebt am Natternkopf.

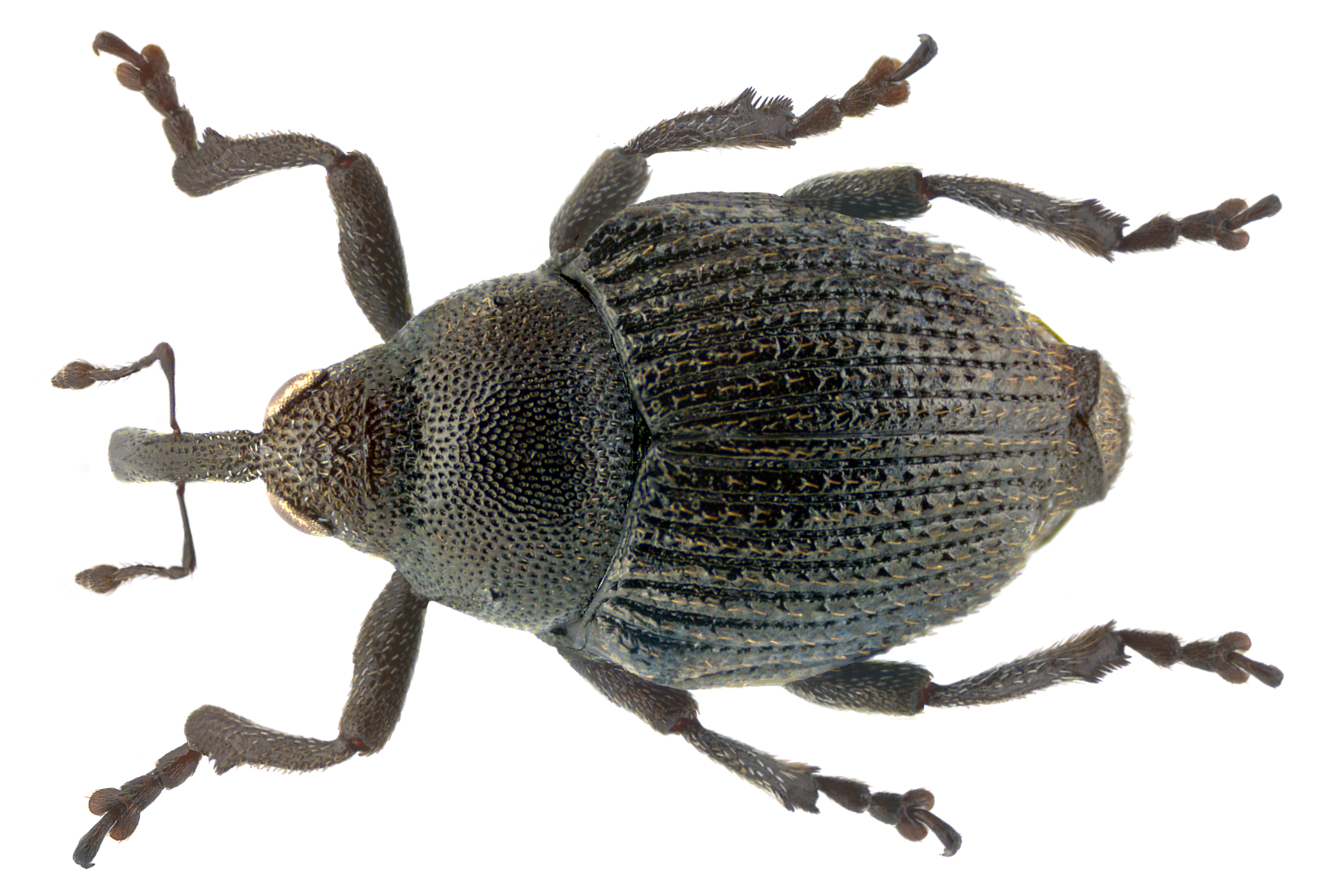
Ceutorhynchitae (Ceutorhynchini): Großer Storchschnabelrüssler (Zacladus geranii). Die Käfer finden sich oft in den Blüten von großblütigen Storchschnabel-Arten.

Amalorrhynchus melanarius
Calosirus apicalis

Calosirus terminatus
Ceutorhynchus aeneicollis
Ceutorhynchus alliariae
Ceutorhynchus assimilis (Kohlschotenrüssler)
Ceutorhynchus atomus
Ceutorhynchus barbareae
Ceutorhynchus cakilis
Ceutorhynchus canaliculatus
Ceutorhynchus carinatus
Ceutorhynchus chalybaeus
Ceutorhynchus chlorophanus
Ceutorhynchus coarctatus
Ceutorhynchus cochleariae
Ceutorhynchus coerulescens
Ceutorhynchus constrictus
Ceutorhynchus contractus
Ceutorhynchus dubius
Ceutorhynchus erysimi
Ceutorhynchus gallorhenanus
Ceutorhynchus granulicollis
Ceutorhynchus griseus
Ceutorhynchus hampei
Ceutorhynchus hirtulus
Ceutorhynchus hutchinsiae
Ceutorhynchus ignitus
Ceutorhynchus inaffectatus
Ceutorhynchus interjectus
Ceutorhynchus leprieuri
Ceutorhynchus nanus
Ceutorhynchus napi (Großer Rapsstängelrüssler)
Ceutorhynchus nigritulus
Ceutorhynchus niyazii
Ceutorhynchus obstrictus

Ceutorhynchus pallidactylus (Gefleckter Kohltriebrüssler)
Ceutorhynchus pandellei
Ceutorhynchus parvulus
Ceutorhynchus pectoralis
Ceutorhynchus pervicax
Ceutorhynchus picitarsis
Ceutorhynchus plumbeus
Ceutorhynchus posthumus
Ceutorhynchus pulvinatus
Ceutorhynchus pumilio
Ceutorhynchus puncticollis
Ceutorhynchus pyrrhorhynchus
Ceutorhynchus querceti
Ceutorhynchus rapae
Ceutorhynchus resedae
Ceutorhynchus rhenanus
Ceutorhynchus roberti
Ceutorhynchus rusticus
Ceutorhynchus scapularis
Ceutorhynchus scrobicollis
Ceutorhynchus similis
Ceutorhynchus sisymbrii
Ceutorhynchus sophiae
Ceutorhynchus striatellus
Ceutorhynchus sulcicollis
Ceutorhynchus syrites
Ceutorhynchus thlaspi
Ceutorhynchus thomsoni
Ceutorhynchus turbatus
Ceutorhynchus typhae
Ceutorhynchus unguicularis
Coeliastes lamii
Coeliodes ilicis
Coeliodes rana

Coeliodes ruber
Coeliodes transversealbofasciatus
Coeliodes trifasciatus
Coeliodinus nigritarsis
Coeliodinus rubicundus
Datonychus angulosus
Datonychus arquata
Datonychus derennei
Datonychus melanostictus
Datonychus paszlavszkyi
Datonychus urticae
Drupenatus nasturtii
Ethelcus denticulatus
Eucoeliodes mirabilis
Glocianus distinctus
Glocianus fennicus
Glocianus maculaalba
Glocianus moelleri
Glocianus pilosellus
Glocianus punctiger
Hadroplontus litura
Hadroplontus trimaculatus
Micrelus ericae

Microplontus campestris
Microplontus rugulosus
Microplontus millefolii
Microplontus molitor
Microplontus melanostigma 
Microplontus triangulum
Mogulones abbreviatulus
Mogulones albosignatus
Mogulones andreae
Mogulones angulicollis
Mogulones asperifoliarum
Mogulones borraginis
Mogulones crucifer
Mogulones cynoglossi
Mogulones diecki
Mogulones euphorbiae

Mogulones geographicus (Landkarten-Raublattrüssler)
Mogulones javetii
Mogulones larvatus
Mogulones pallidicornis
Mogulones raphani
Mogulones t-album
Mogulones venedicus
Mogulonoides radula
Nedyus quadrimaculatus (Gefleckter Brennnesselrüssler)
Oprohinus consputus
Oprohinus suturalis
Parethelcus pollinarius (Gekörnter Nesselrüssler)
Phrydiuchus topiarius
Poophagus hopffgarteni
Poophagus sisymbrii
Prisistus obsoletus
Ranunculiphilus faeculentus
Ranunculiphilus lycoctoni
Sirocalodes depressicollis
Sirocalodes mixtus
Sirocalodes quercicola
Stenocarus cardui
Stenocarus ruficornis
Thamiocolus pubicollis
Thamiocolus sahlbergi
Thamiocolus signatus
Thamiocolus viduatus
Trichosirocalus barnevillei
Trichosirocalus horridus
Trichosirocalus rufulus
Trichosirocalus spurnyi
Trichosirocalus thalhammeri
Trichosirocalus troglodytes
Zacladus exiguus
Zacladus geranii (Großer Storchschnabelrüssler)

##### TribusCnemogonini
Auleutes epilobii

##### TribusHypurini
Aphytobius sphaerion

##### TribusMononychini

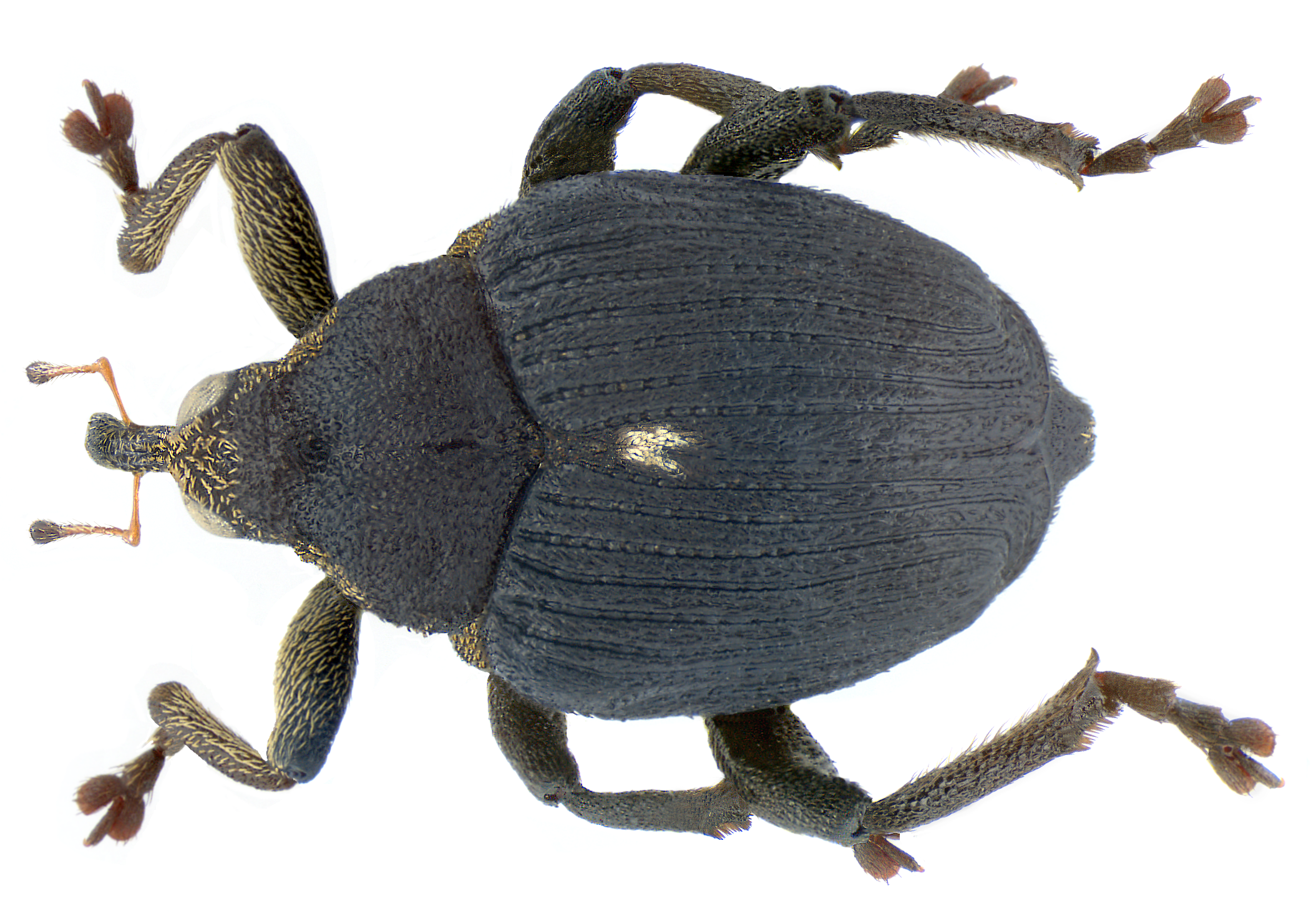
Ceutorhynchitae (Mononychini): Weißpunktiger Schwertlilienrüssler (Mononychus punctumalbum)

Mononychus punctumalbum (Weißpunktiger Schwertlilienrüssler)

##### TribusPhytobiini

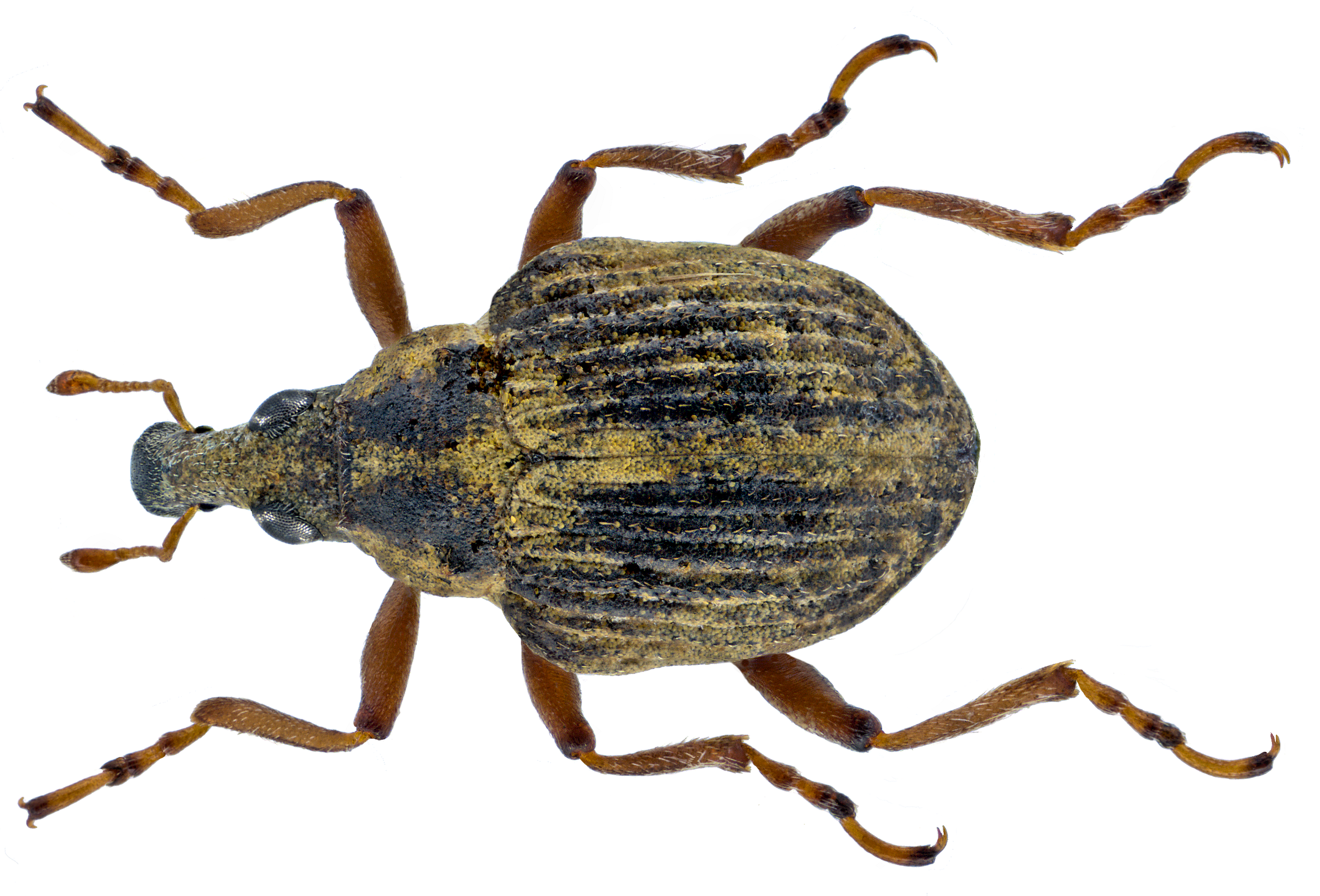
Ceutorhynchitae (Phytobiini): Eubrychius velutus gehört zu den Rüsselkäferarten mit vollständig aquatischer Lebensweise. Käfer und Larven fressen an der Wasserpflanze Tausendblatt und verlassen das Wasser nur zur Überwinterung. In einem Versuch unter künstlichen Bedingungen wurde ermittelt, dass die Käfer sogar zu einer Überwinterung im Wasser fähig sind.

Eubrychius velutus
Marmaropus besseri
Neophytobius granatus
Neophytobius muricatus
Neophytobius quadrinodosus
Pelenomus canaliculatus
Pelenomus commari
Pelenomus olssoni
Pelenomus quadricorniger
Pelenomus quadrituberculatus
Pelenomus velaris
Pelenomus waltoni
Pelenomus zumpti
Phytobius leucogaster
Rhinoncus albicinctus
Rhinoncus bosnicus
Rhinoncus bruchoides
Rhinoncus castor
Rhinoncus henningsi
Rhinoncus inconspectus
Rhinoncus pericarpius
Rhinoncus perpendicularis
Rhinoncus smreczynskii

##### TribusScleropterini
Brachiodontus alpinus
Rutidosoma graminosus
Scleropteridius fallax
Scleropterus serratus
Tapinotus sellatus

#### ÜbertribusConoderitae
Coryssomerus capucinus
Euryommatus mariae

#### ÜbertribusOrobititae
Orobitis cyanea

### UnterfamilieCossoninae

#### TribusCossonini

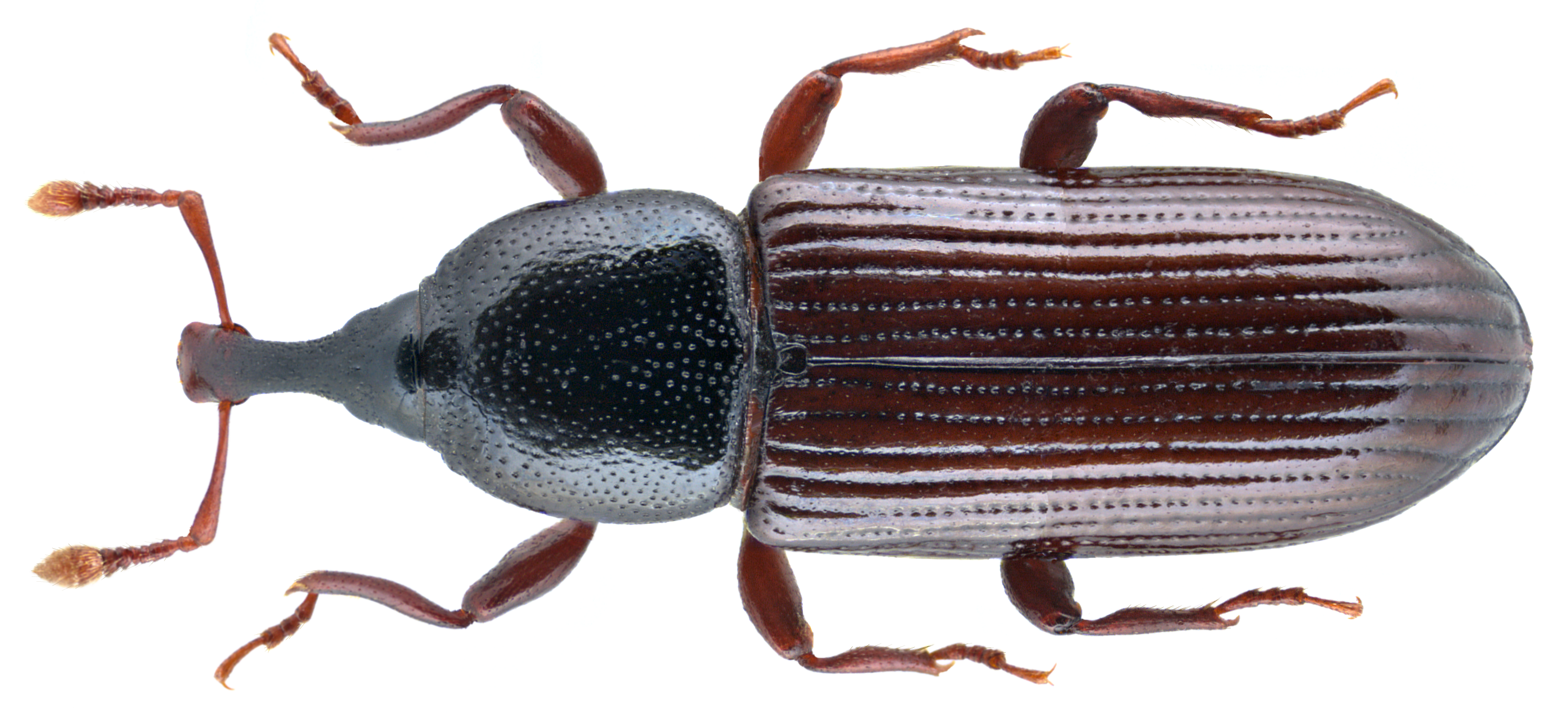
Die Vertreter der Cossoninae leben typischerweise in Totholz. Hier Cossonus parallelepipedus, eine Art, die besonders in Totholz von Weiden und Pappeln zu finden ist.

Cossonus cylindricus
Cossonus parallelepipedus
Cossonus linearis (Gemeiner Faulholzrüssler)

#### TribusDryotribini
Cotaster cuneipennis
Cotaster speziai
Cotaster uncipes

#### TribusOnycholipini
Brachytemnus porcatus
Hexarthrum capitulum
Hexarthrum duplicatum
Hexarthrum exiguum (Grubenholzkäfer)
Pselactus spadix spadix
Pselactus spadix ulmi
Pseudophloeophagus truncorum
Stereocorynes truncorum

#### TribusPentarthrini

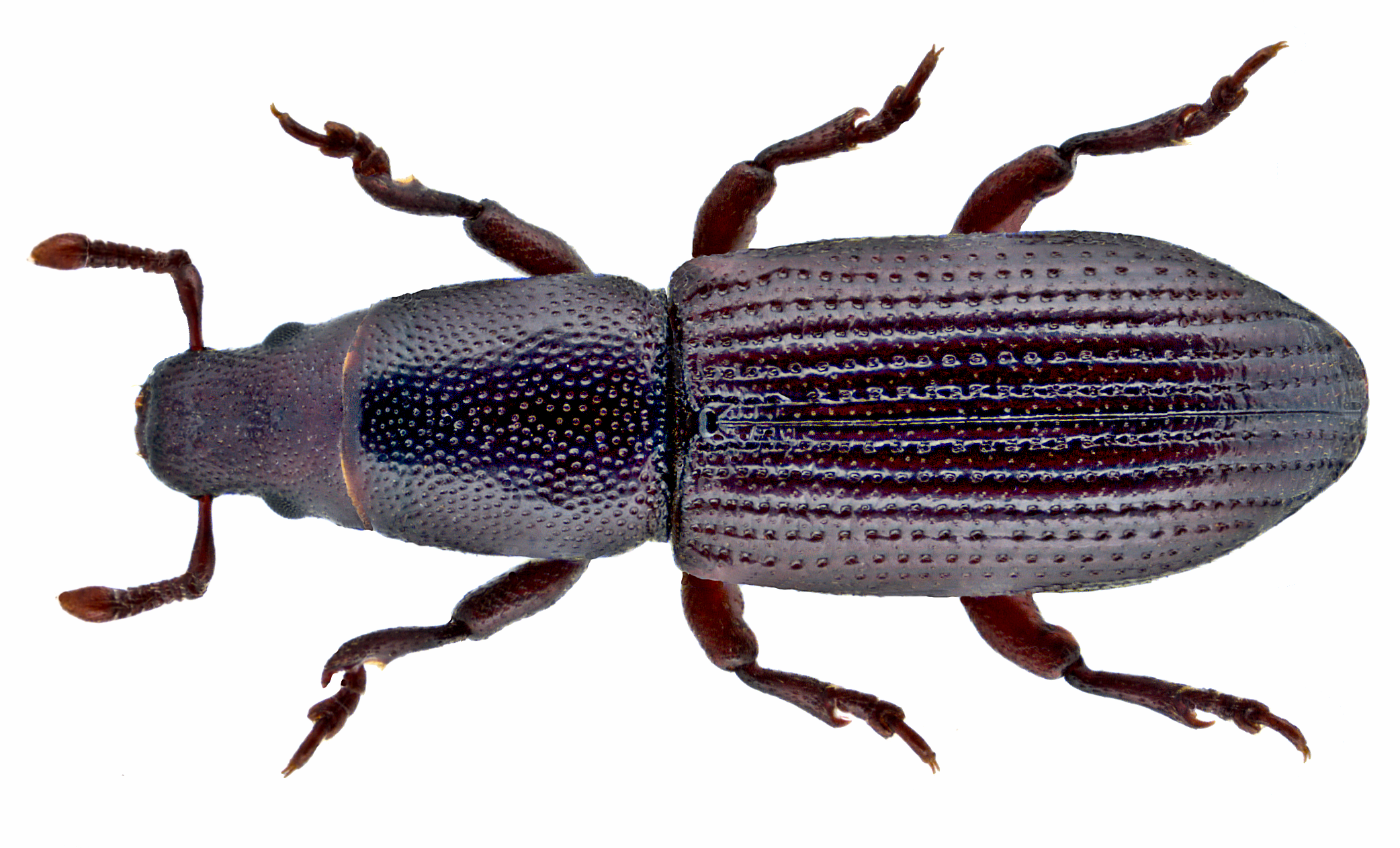
Cossoninae: Rhyncolus ater

Euophryum confine
Pentarthrum huttoni

#### TribusRhyncolini
Phloeophagus lignarius
Phloeophagus thomsoni
Phloeophagus turbatus
Rhyncolus reflexus
Rhyncolus ater
Rhyncolus elongatus
Rhyncolus punctatulus
Rhyncolus sculpturatus

### UnterfamilieCurculioninae

#### TribusAcalyptini

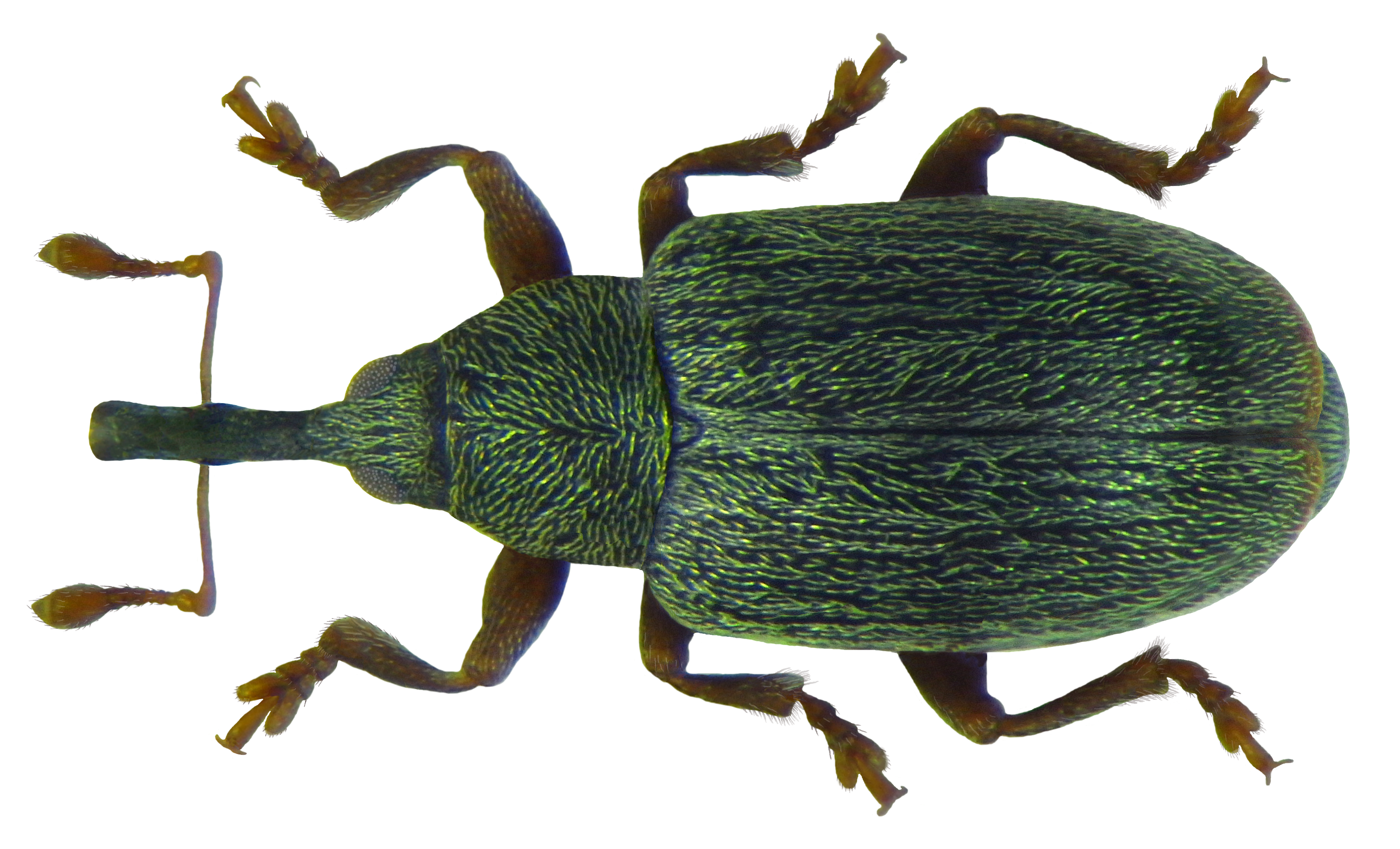
Curculioninae (Acalyptini): Acalyptus carpini. Die Art ist im Frühjahr an Weidenkätzchen zu finden, worin sich auch die Larven entwickeln.

Acalyptus carpini
Acalyptus sericeus

#### TribusAnoplini
Gattung Anoplus
Anoplus plantaris
Anoplus roboris
Anoplus setulosus

#### TribusAnthonomini

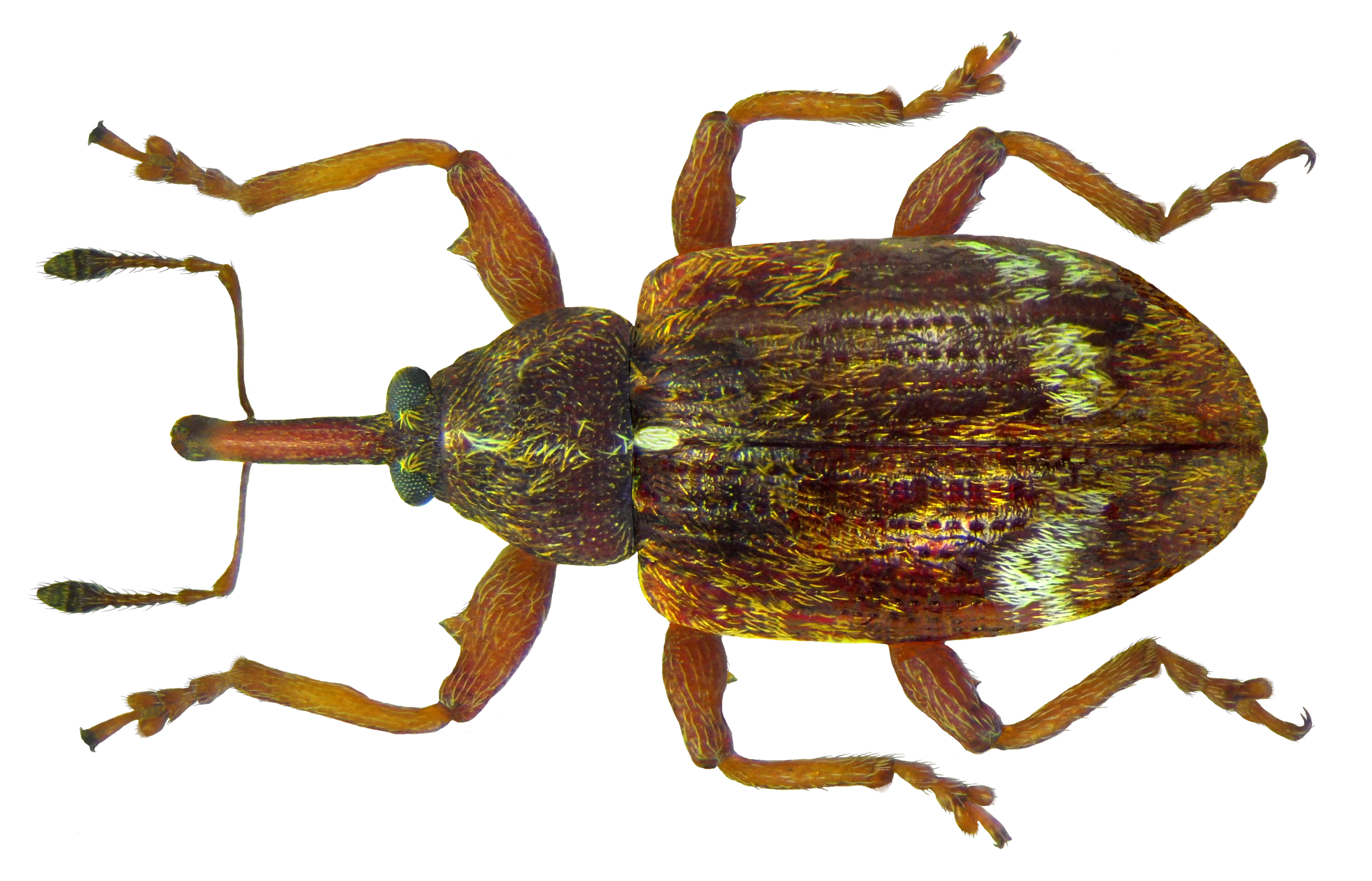
Anthonomini: Anthonomus pedicularius entwickelt sich an Weißdorn.

Anthonomus phyllocola
Anthonomus pinivorax
Anthonomus germanicus
Anthonomus bituberculatus
Anthonomus brunnipennis
Anthonomus chevrolati
Anthonomus conspersus
Anthonomus humeralis
Anthonomus kirschi
Anthonomus pedicularius
Anthonomus pomorum (Apfelblütenstecher)
Anthonomus pyri
Anthonomus rubi (Erdbeerblütenstecher)
Anthonomus rufus
Anthonomus sorbi
Anthonomus spilotus
Anthonomus ulmi
Anthonomus undulatus
Anthonomus rectirostris (Kirschkernstecher)
Brachonyx pineti (Kiefernnadel-Scheidenrüssler)
Bradybatus creutzeri
Bradybatus kellneri
Bradybatus elongatulus
Bradybatus fallax

#### TribusCionini

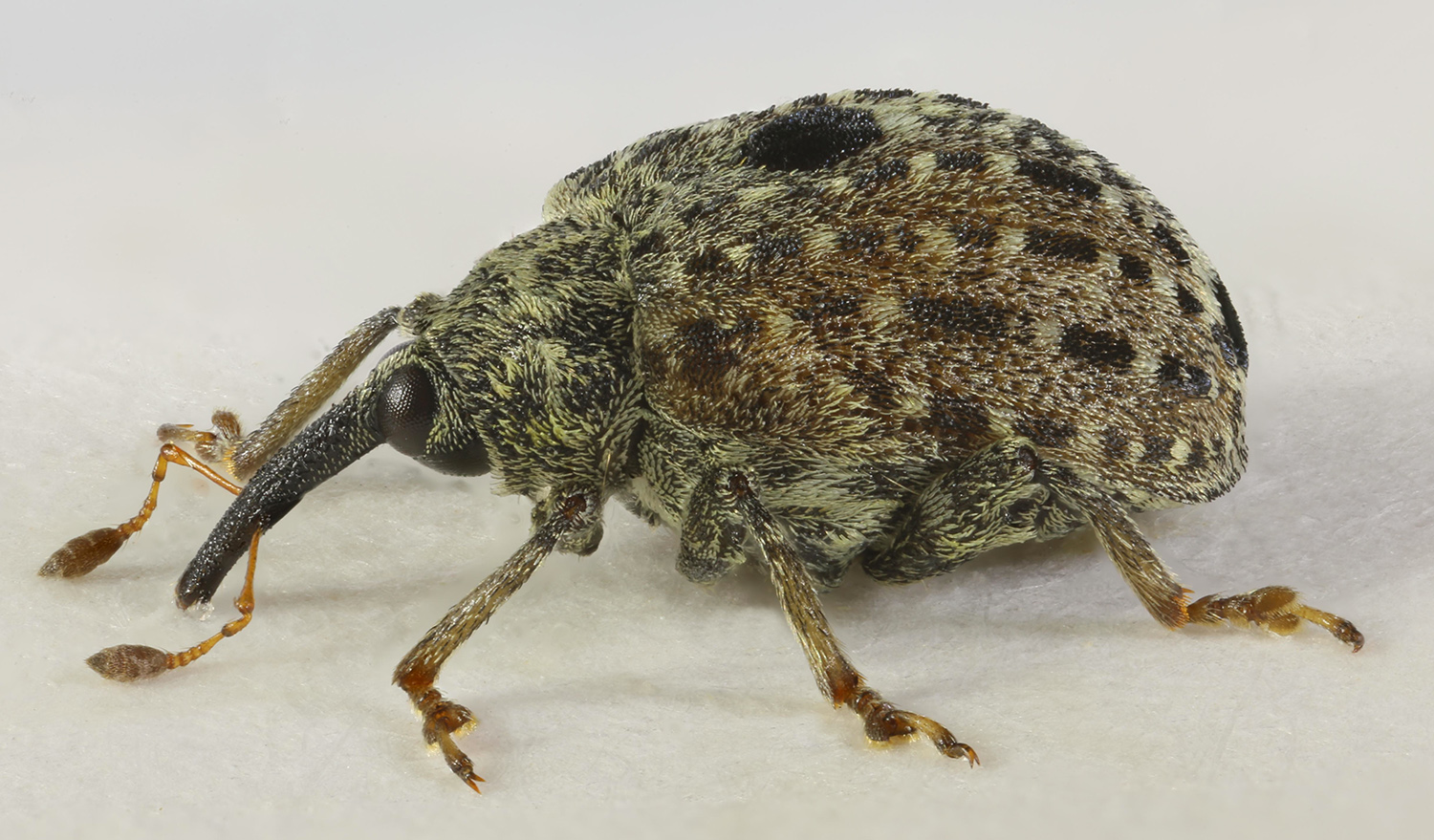
Die Vertreter der Cionini entwickeln sich aus frei an der Pflanze lebenden Larven, die etwas an Nacktschnecken erinnern und sich in Sekretkokons verpuppen. Hier Cionus hortulanus.

Cionus alauda
Cionus clairvillei
Cionus ganglbaueri
Cionus hortulanus
Cionus leonhardi
Cionus longicollis longicollis
Cionus longicollis montanus
Cionus nigritarsis
Cionus olens
Cionus olivieri
Cionus scrophulariae (Weißschildiger Braunwurzschaber)
Cionus thapsus
Cionus tuberculosus
Cleopus pulchellus
Cleopus solani
Stereonychus fraxini (Eschen-Blattschaber)

#### TribusCurculionini

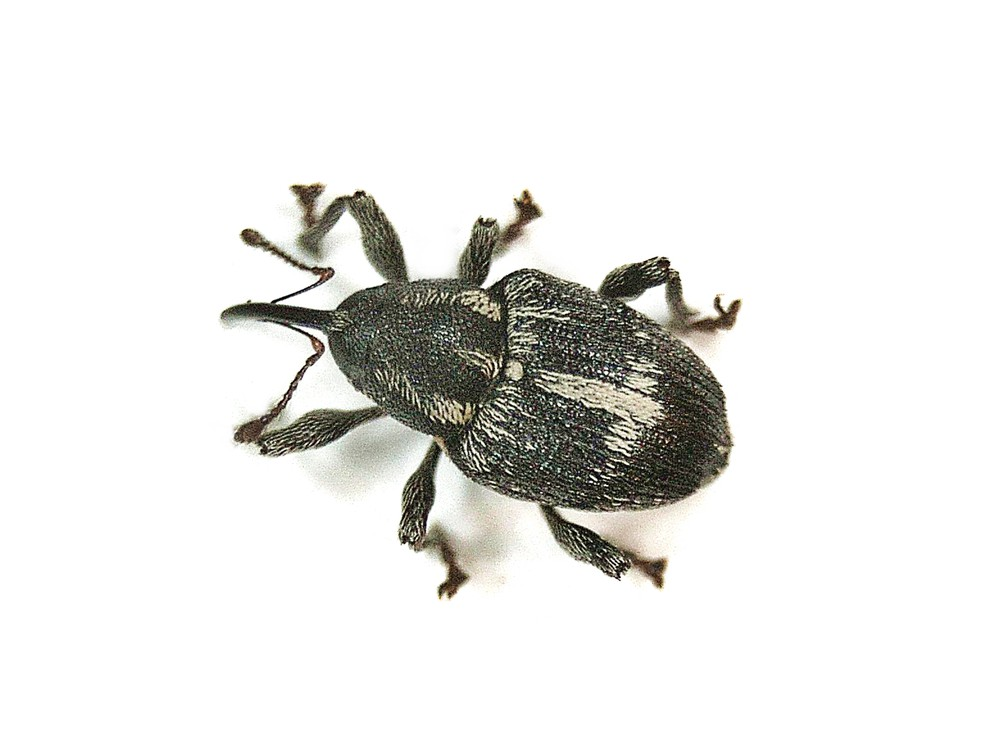
Curculioninae (Curculionini): Die Larven von Archarius crux entwickeln sich den Gallen von Blattwespen, wo sie nicht nur das pflanzliche Gallgewebe, sondern auch das Ei oder die Larve der Blattwespe auffressen.

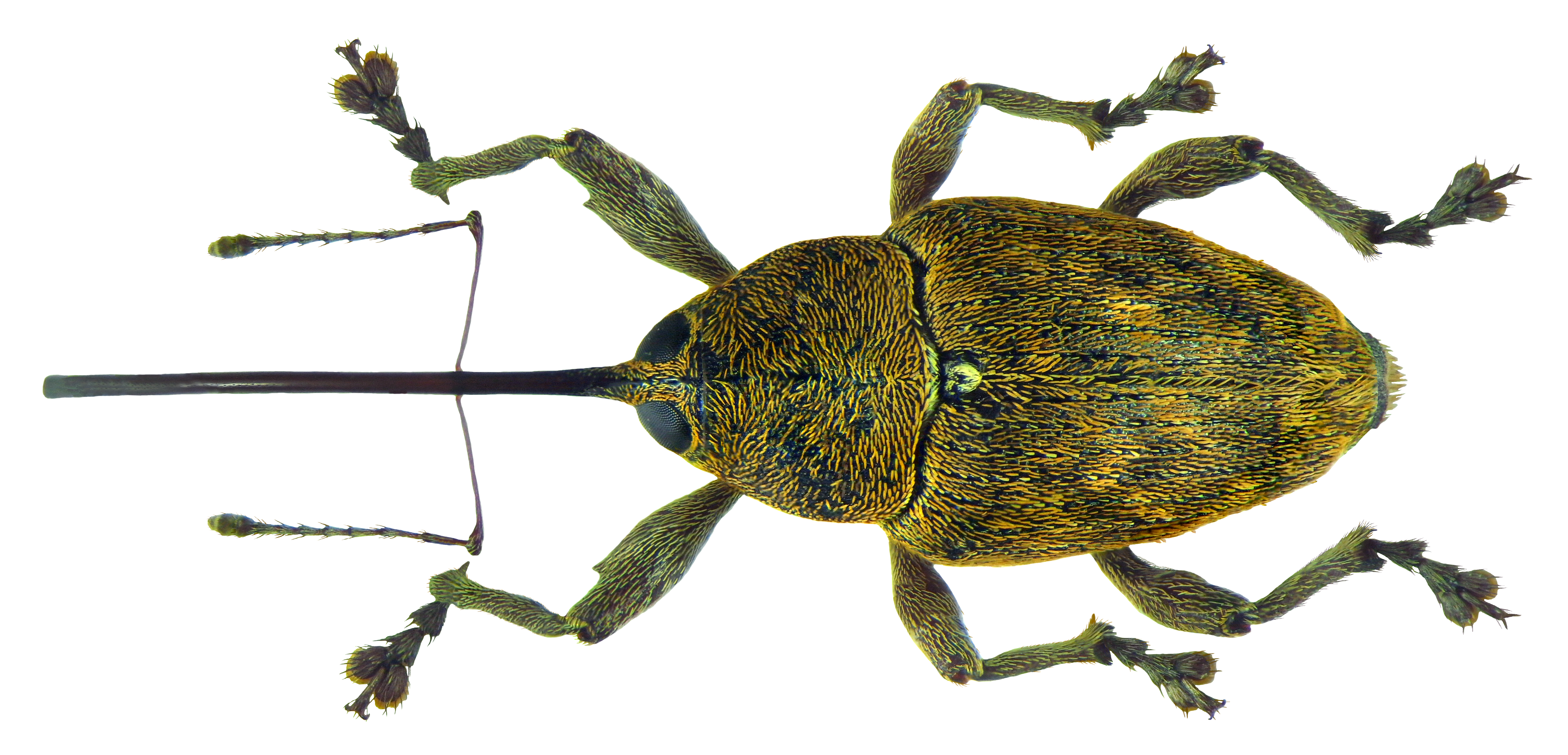
Curculioninae (Curculionini): Der Eichelbohrer (Curculio glandium) steht archetypisch für die Rüsselkäfer. Die Weibchen nutzen ihren langen Rüssel, um ein Loch für die Eiablage in Eicheln zu bohren. Es gibt mehrere ähnlich aussehende Arten der Gattung, die teilweise ebenfalls an Eichen leben.

Archarius crux
Archarius pyrrhoceras
Archarius salicivorus (Weiden-Gallenbohrer)
Curculio betulae
Curculio elephas (Esskastanienbohrer)
Curculio glandium (Eichelbohrer)
Curculio nucum (Haselnussbohrer)
Curculio pellitus
Curculio propinquus
Curculio rubidus
Curculio venosus (Adern-Eichelbohrer)
Curculio vicetinus
Curculio villosus

#### TribusEllescini

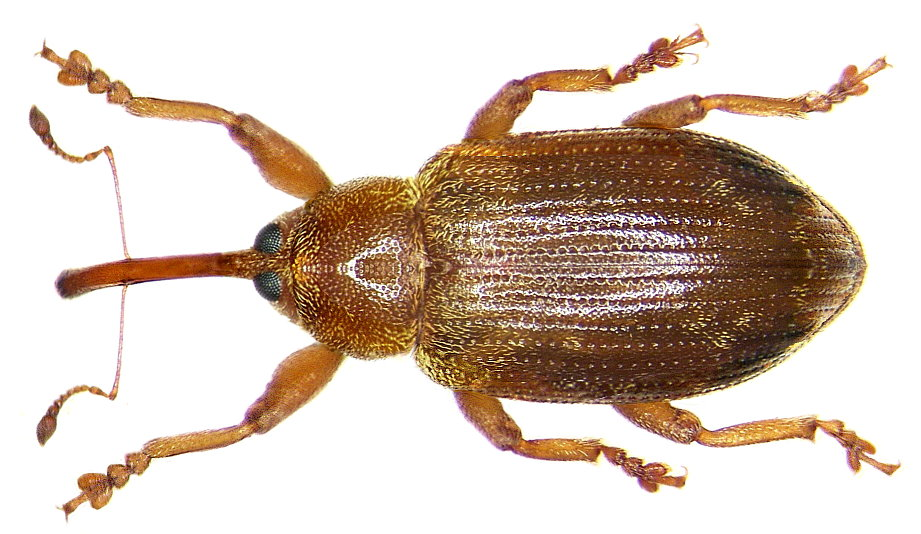
Curculioninae (Ellescini): Dorytomus tortrix. Die Arten der Gattung Dorytomus entwickeln sich in den Kätzchen von Pappeln und Weiden und sind vor allem im Frühjahr an diesen zu finden.

Dorytomus dejeani
Dorytomus dorsalis
Dorytomus filirostris
Dorytomus hirtipennis
Dorytomus ictor
Dorytomus longimanus (Langarmiger Spießrüssler)
Dorytomus majalis
Dorytomus melanophthalmus
Dorytomus minutus
Dorytomus nebulosus
Dorytomus nordenskioldi
Dorytomus occallescens
Dorytomus puberulus
Dorytomus rubrirostris
Dorytomus rufatus
Dorytomus salicinus
Dorytomus salicis
Dorytomus schoenherri
Dorytomus suratus
Dorytomus taeniatus
Dorytomus tortrix
Dorytomus tremulae
Dorytomus villosulus
Ellescus bipunctatus
Ellescus infirmus
Ellescus scanicus

#### TribusMecinini

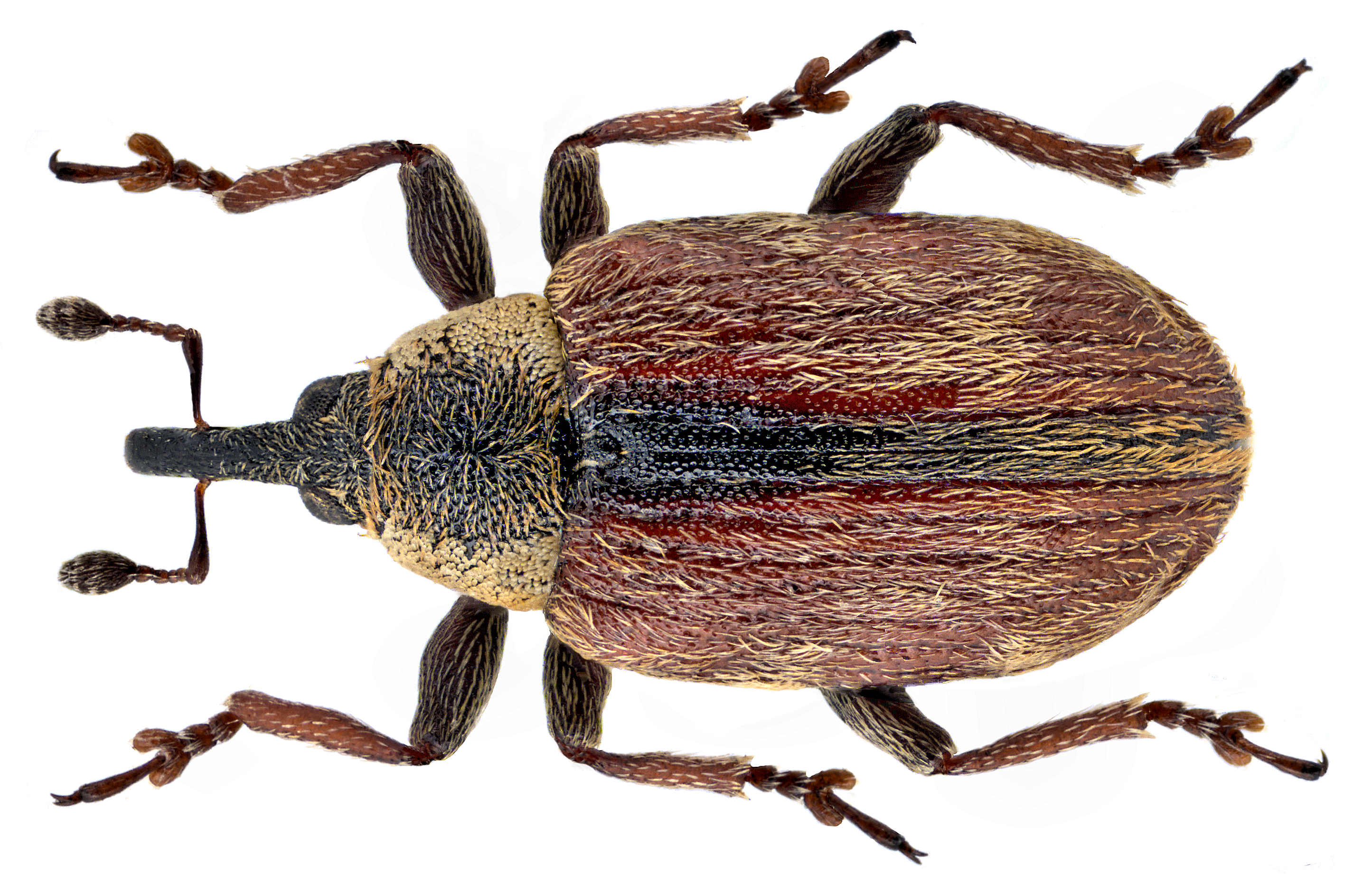
Curculioninae (Mecinini): Gymnetron villosulum

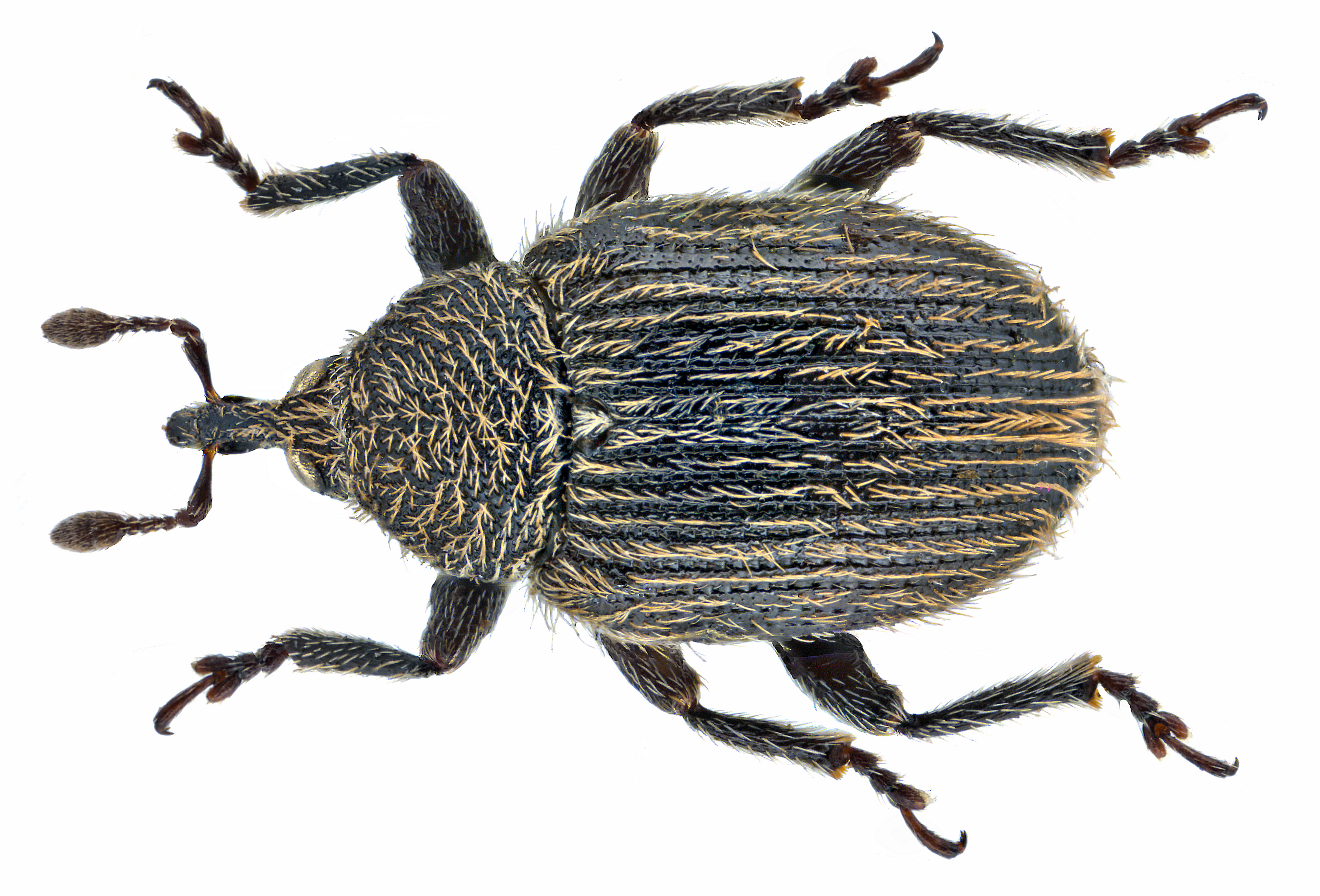
Curculioninae (Mecinini): Rhinusa antirrhini ist eine von sieben bis acht Arten der Gattung, die sich in Deutschland am Echten Leinkraut entwickeln. Dabei werden je nach Art verschiedene Pflanzenteile befallen. Die Larven von zwei Arten entwickeln sich als Inquilinen in den Gallen jeweils einer anderen Rhinusa-Art.

Cleopomiarus distinctus
Cleopomiarus graminis
Cleopomiarus meridionalis
Cleopomiarus micros
Cleopomiarus plantarum
Gymnetron aper
Gymnetron beccabungae
Gymnetron melanarium
Gymnetron rostellum
Gymnetron rotundicolle
Gymnetron stimulosum (Schwarzbeiniger Borstenrüssler)
Gymnetron veronicae
Gymnetron villosulum
Mecinus circulatus
Mecinus collaris (Strandwegerich-Gallrüsselkäfer)
Mecinus heydenii
Mecinus ictericus
Mecinus janthinus
Mecinus labilis (Schrägbinden-Gallenrüssler)
Mecinus ludyi
Mecinus pascuorum (Spitzwegerich-Gallenrüssler)
Mecinus pirazzolii
Mecinus plantaginis
Mecinus pyraster
Mecinus reichei
Miarus ajugae
Miarus campanulae
Miarus monticola
Rhinusa antirrhini
Rhinusa asellus (Wollkraut-Gallenrüssler)
Rhinusa bipustulata
Rhinusa collina
Rhinusa eversmanni
Rhinusa herbarum
Rhinusa linariae
Rhinusa melas
Rhinusa neta
Rhinusa pilosa
Rhinusa tetra

#### TribusRhamphini(Springrüssler)

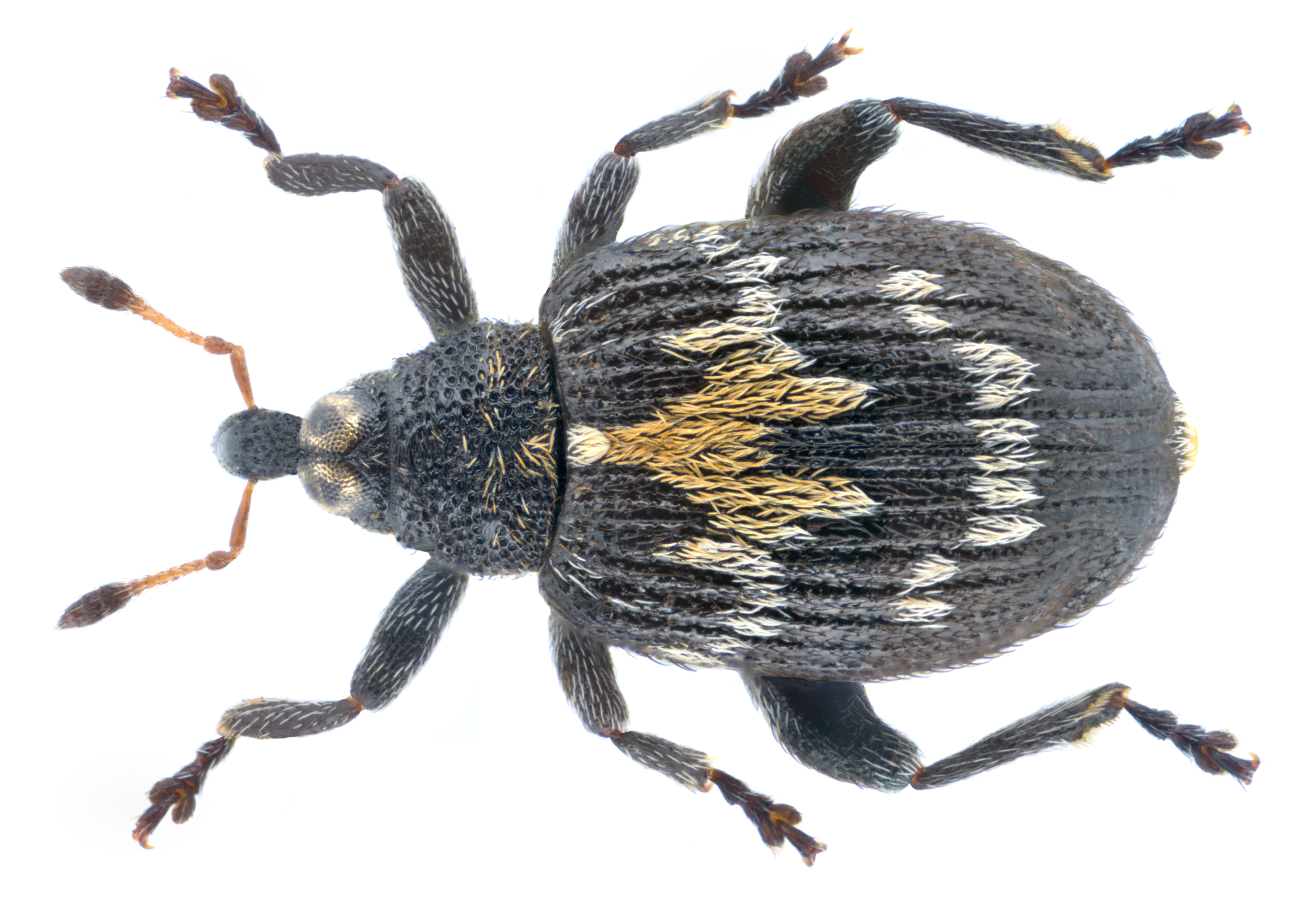
Curculioninae (Rhamphini): Tachyerges salicis ist ein typischer Springrüssler, dem seine verdickten Hinterschenkel Sprungfähigkeit verleihen. Die Art ist an Weiden zu finden, wo sich die Larven in den Blättern minierend entwickeln, wie es für die Rhamphini typisch ist.

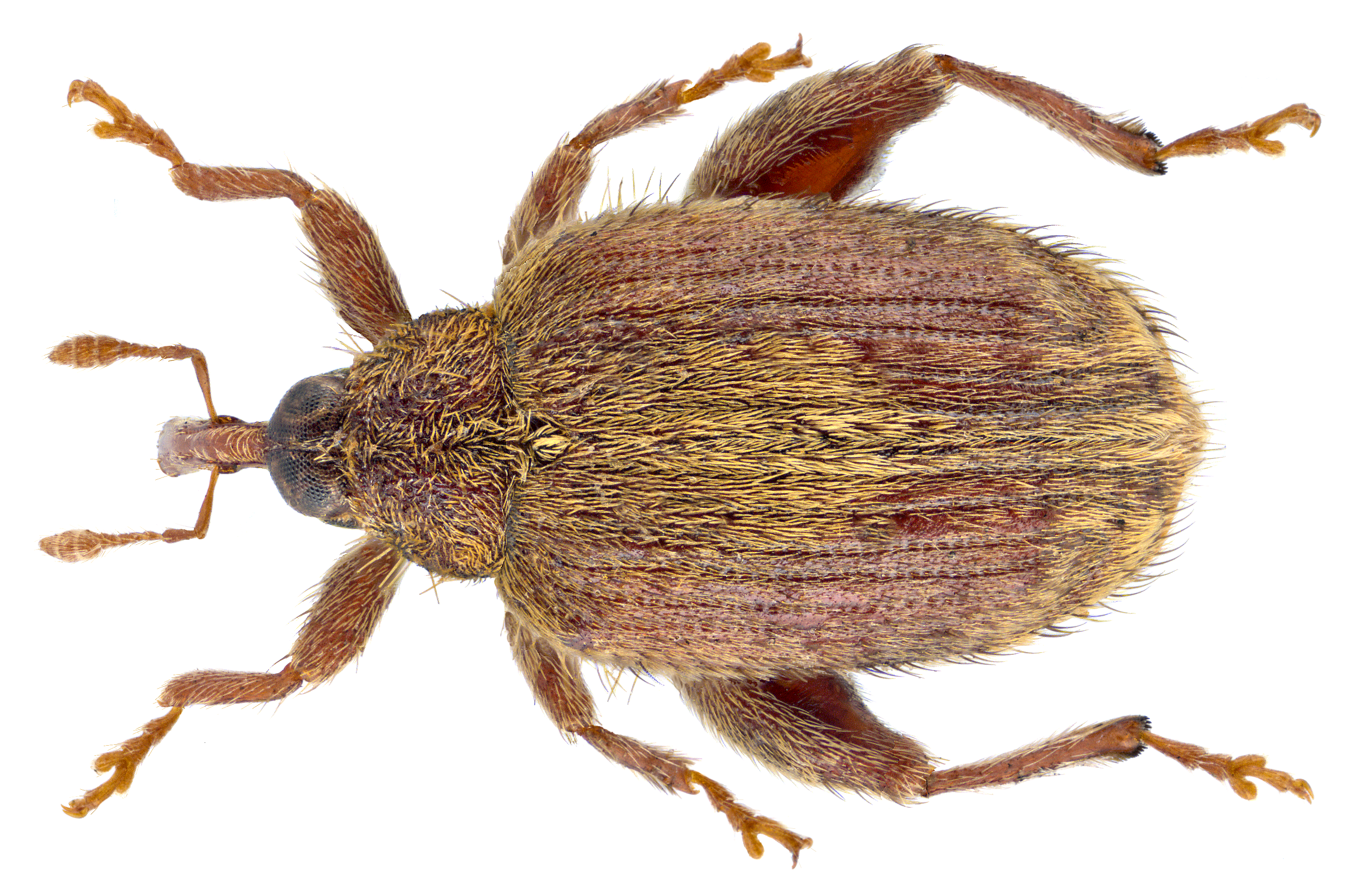
Curculioninae (Rhamphini): Der Eichenspringrüssler (Orchestes quercus).

Isochnus angustifrons
Isochnus foliorum
Isochnus sequensi
Orchestes calceatus
Orchestes rusci
Orchestes testaceus
Orchestes alni
Orchestes betuleti
Orchestes erythropus
Orchestes fagi (Buchenspringrüssler)
Orchestes hortorum
Orchestes jota
Orchestes pilosus
Orchestes quercus (Eichenspringrüssler)
Orchestes sparsus
Orchestes subfasciatus
Pseudorchestes ermischi
Pseudorchestes pratensis
Pseudorchestes purkynei
Rhamphus oxyacanthae
Rhamphus pulicarius
Rhamphus subaeneus
Rhynchaenus xylostei
Tachyerges decoratus
Tachyerges pseudostigma
Tachyerges rufitarsis
Tachyerges salicis
Tachyerges stigma

#### TribusSmicronychini

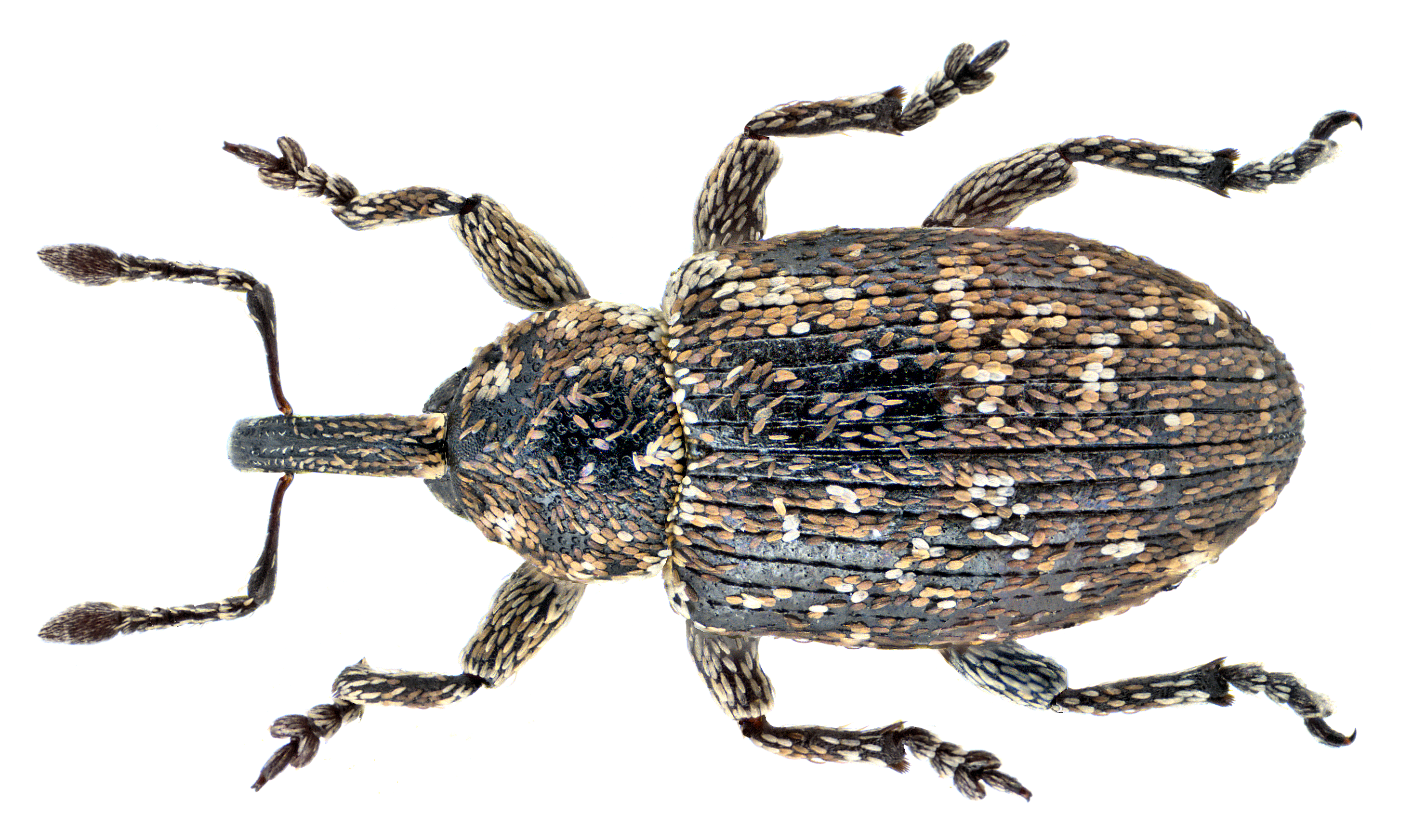
Curculioninae (Smicronychini): Smicronyx jungermanniae bildet Gallen an Seide-Arten (Cuscuta spp.), parasitischen Rankenpflanzen.

Smicronyx coecus
Smicronyx jungermanniae
Smicronyx nebulosus
Smicronyx reichii
Smicronyx smreczynskii
Smicronyx swertiae
Smicronyx syriacus

#### TribusStoreini

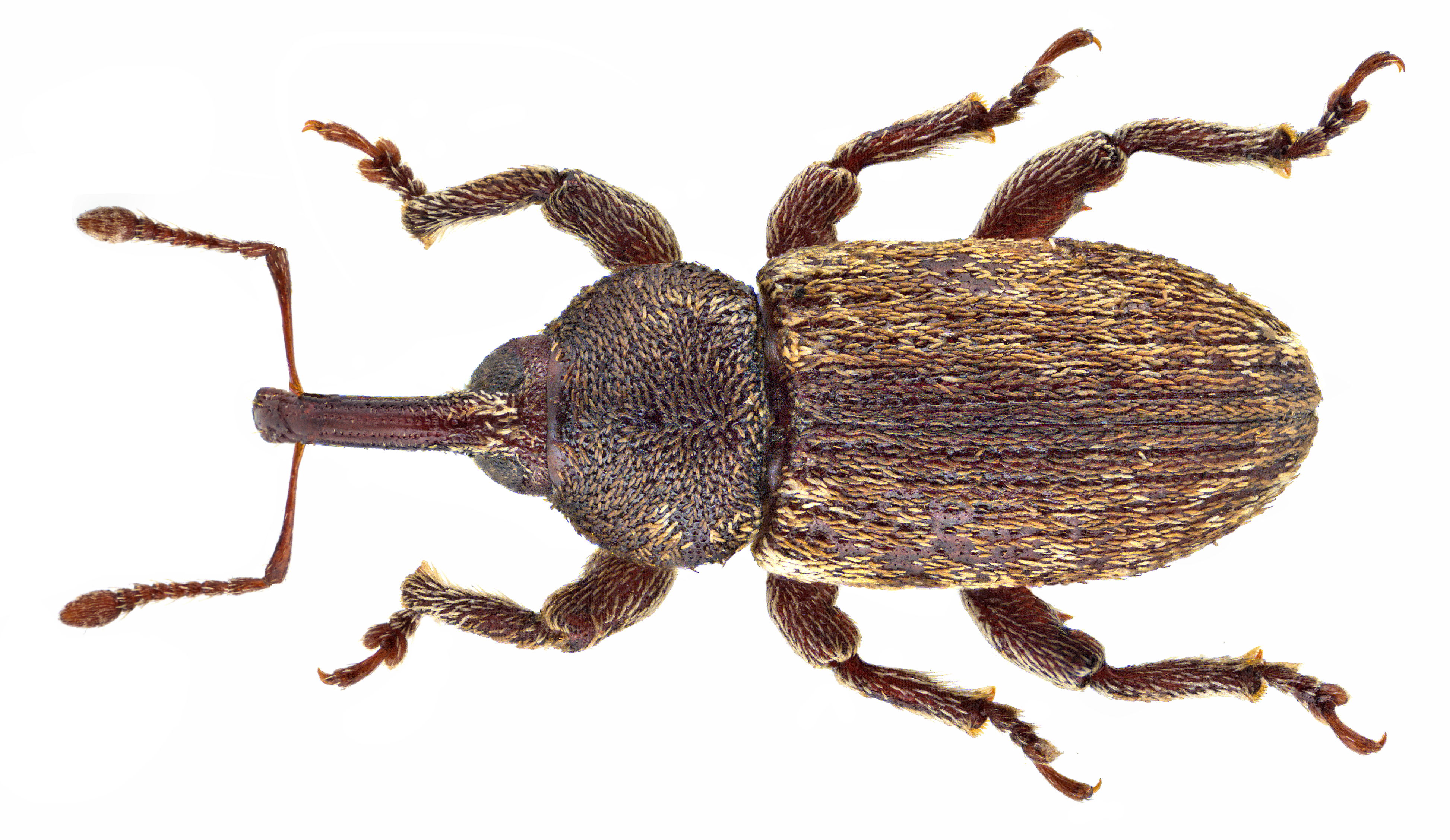
Curculioninae (Storeini): Pachytychius haematocephalus lebt an wärmebegünstigten Standorten am Gewöhnlichen Hornklee.

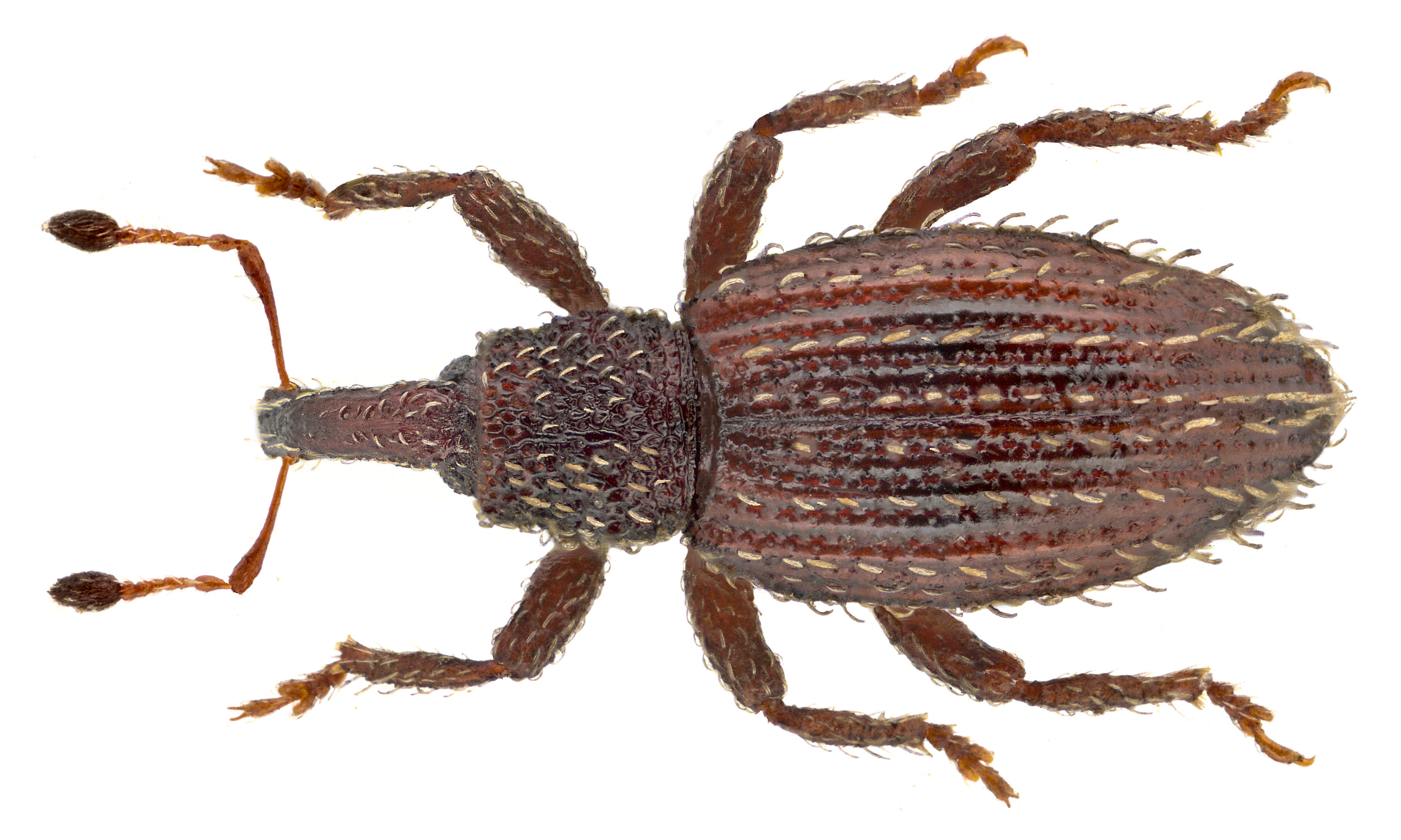
Curculioninae (Storeini): Orthochaetes setiger vermehrt sich parthenogenetisch, die Larven minieren in den Blättern der Wirtspflanzen.

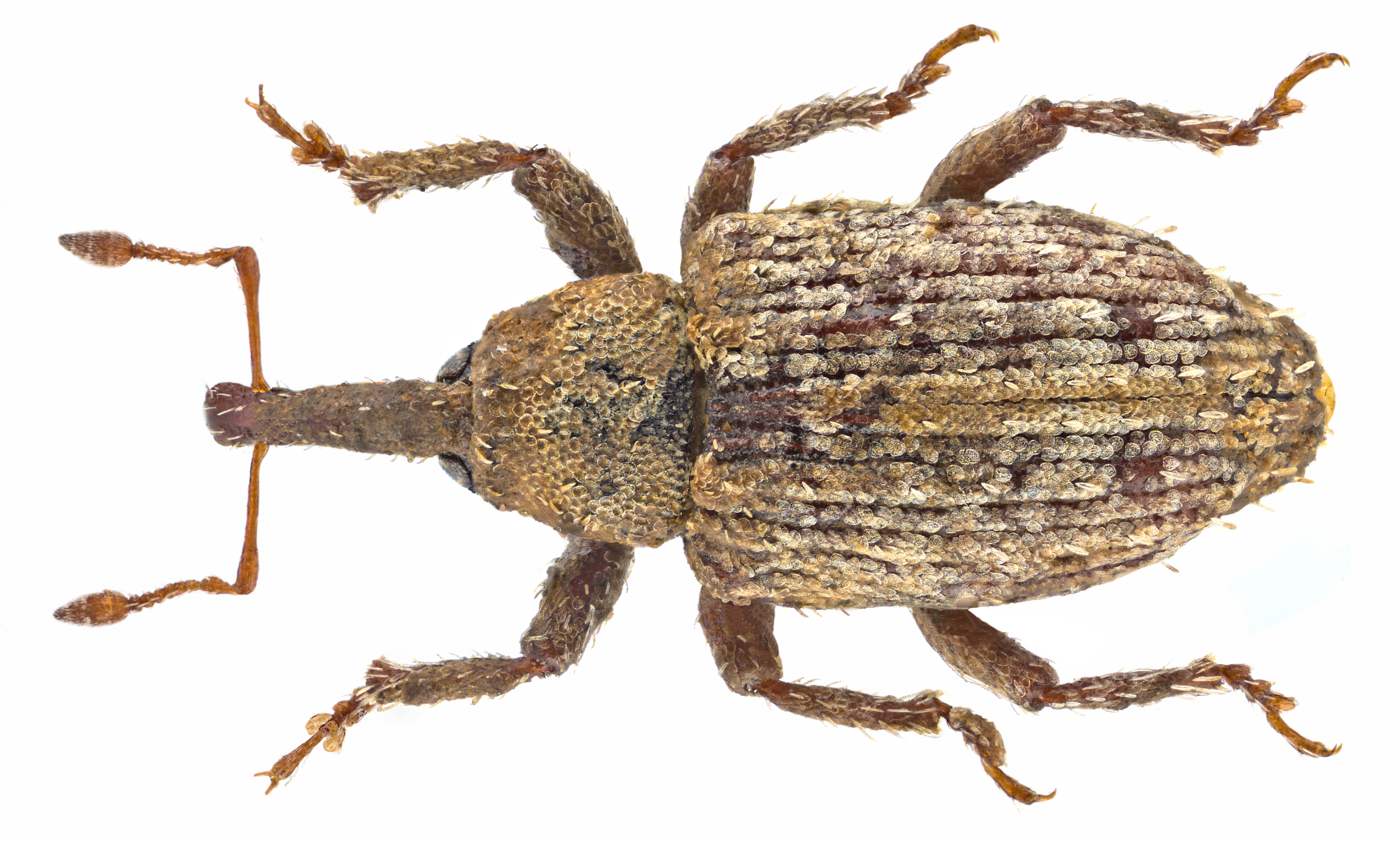
Curculioninae (Storeini): Pseudostyphlus pillumus ist eine seltene Art, obwohl ihre Wirtspflanzen (u. a. Kamillen: Matricaria, Anthemis, Tripleurospermum etc.) häufig vorkommen.

Pachytychius haematocephalus
Pachytychius sparsutus
Orthochaetes setiger
Pseudostyphlus pillumus

#### TribusTychiini

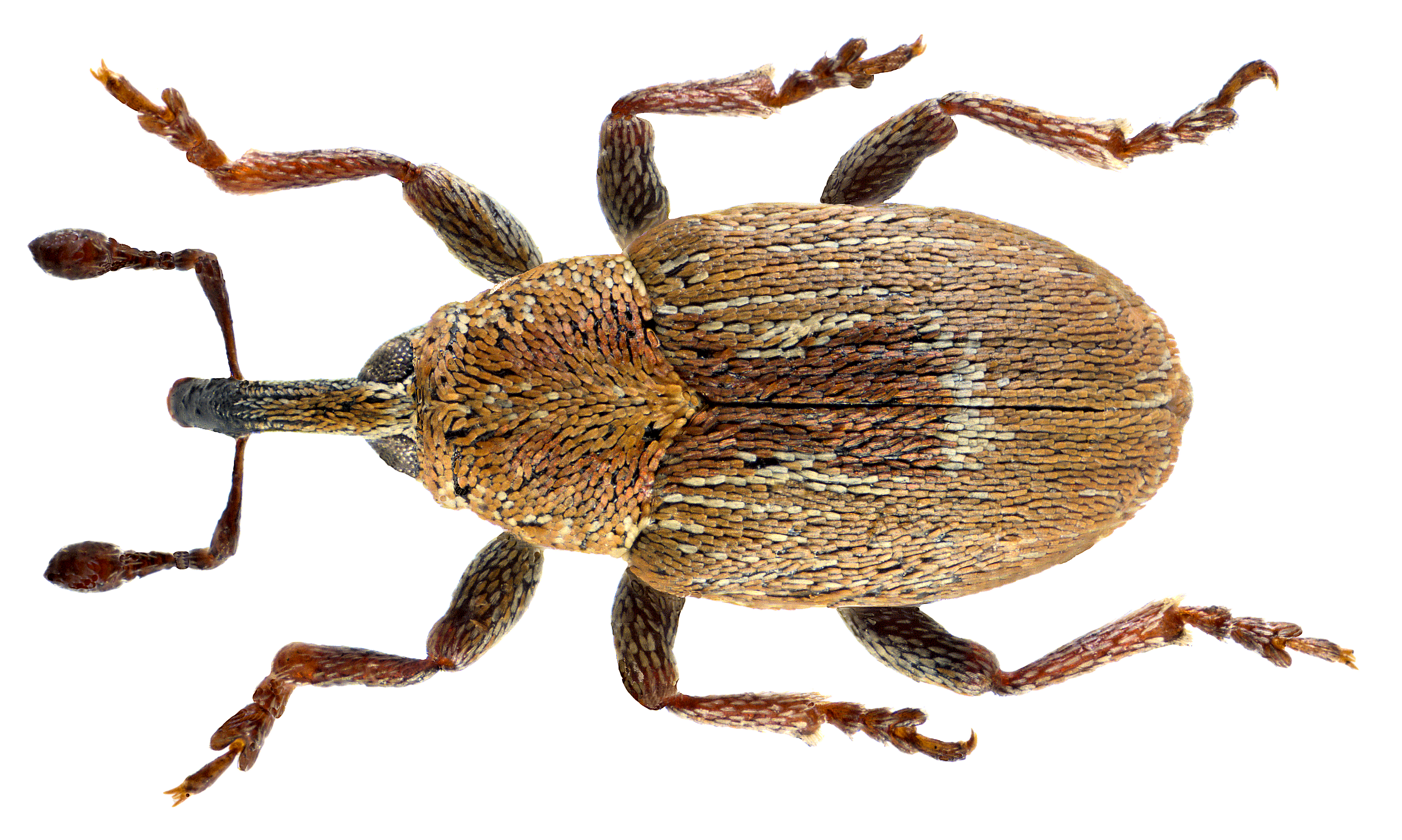
Die Arten der Gattung Sibinia haben eine Vorliebe für Nelkengewächse. Sibinia primita ist vor allem an der Roten Schuppenmiere auf offenen Sandböden zu finden.

Lignyodes bischoffi
Lignyodes enucleator
Sibinia sodalis
Sibinia arenariae
Sibinia femoralis
Sibinia pellucens
Sibinia phalerata
Sibinia primita
Sibinia pyrrhodactyla
Sibinia subelliptica
Sibinia tibialis
Sibinia unicolor
Sibinia variata
Sibinia viscariae
Sibinia vittata
Tychius aureolus
Tychius breviusculus
Tychius crassirostris
Tychius cuprifer
Tychius junceus
Tychius kulzeri
Tychius lineatulus
Tychius medicaginis
Tychius meliloti
Tychius parallelus
Tychius picirostris
Tychius polylineatus
Tychius pumilus
Tychius pusillus
Tychius quinquepunctatus
Tychius schneideri
Tychius sharpi
Tychius squamulatus
Tychius stephensi
Tychius tibialis
Tychius trivialis

### UnterfamilieCyclominae

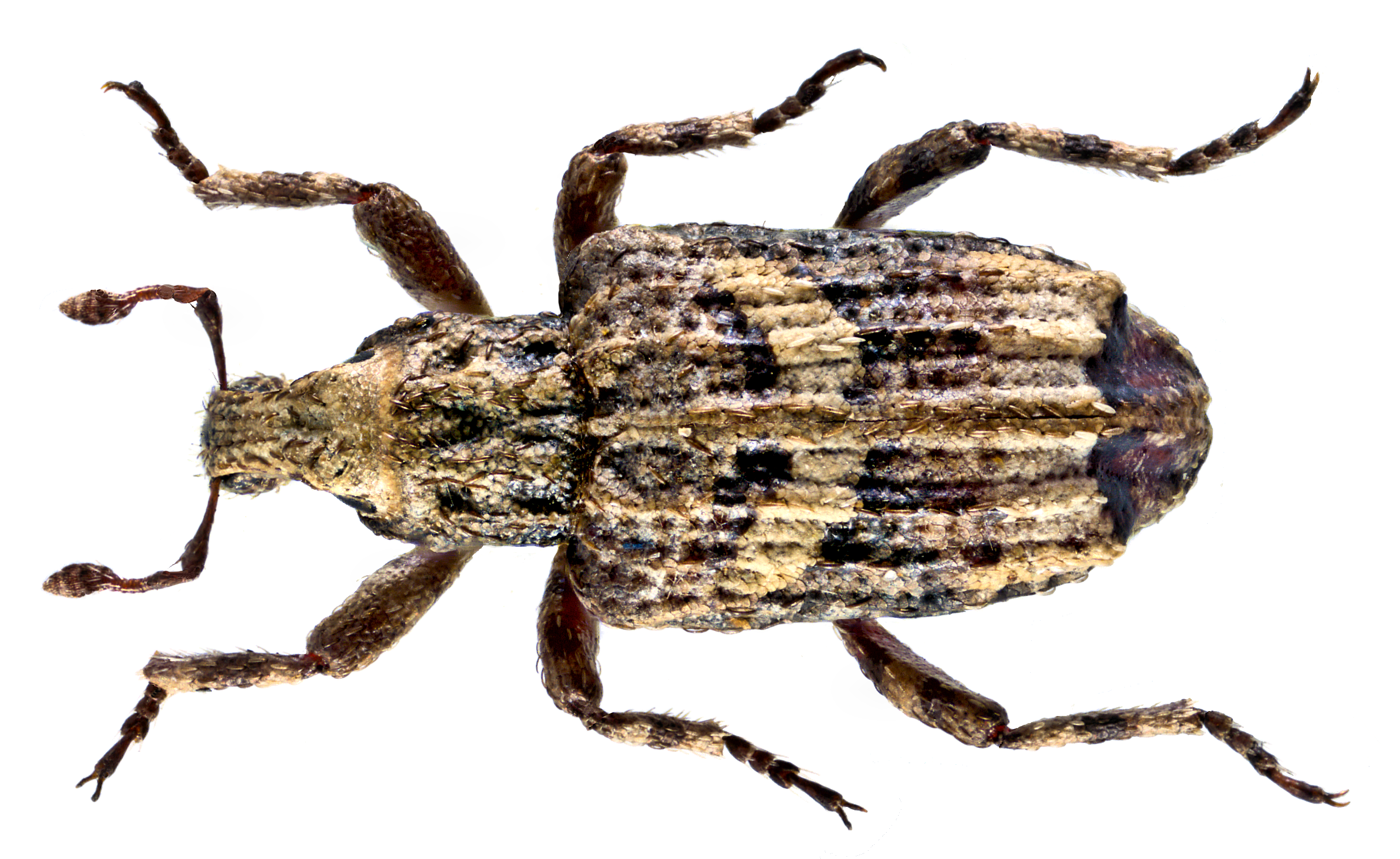
Cyclominae: Gronops lunatus lebt auf offenen Sandböden an der Roten Schuppenmiere und vermutlich noch weiteren niedrig wachsenden Nelkengewächsen.

Gronops inaequalis
Gronops lunatus

### UnterfamilieDryophthorinae

#### TribusDryophthorini
Dryophthorus corticalis

#### TribusRhynchophorini

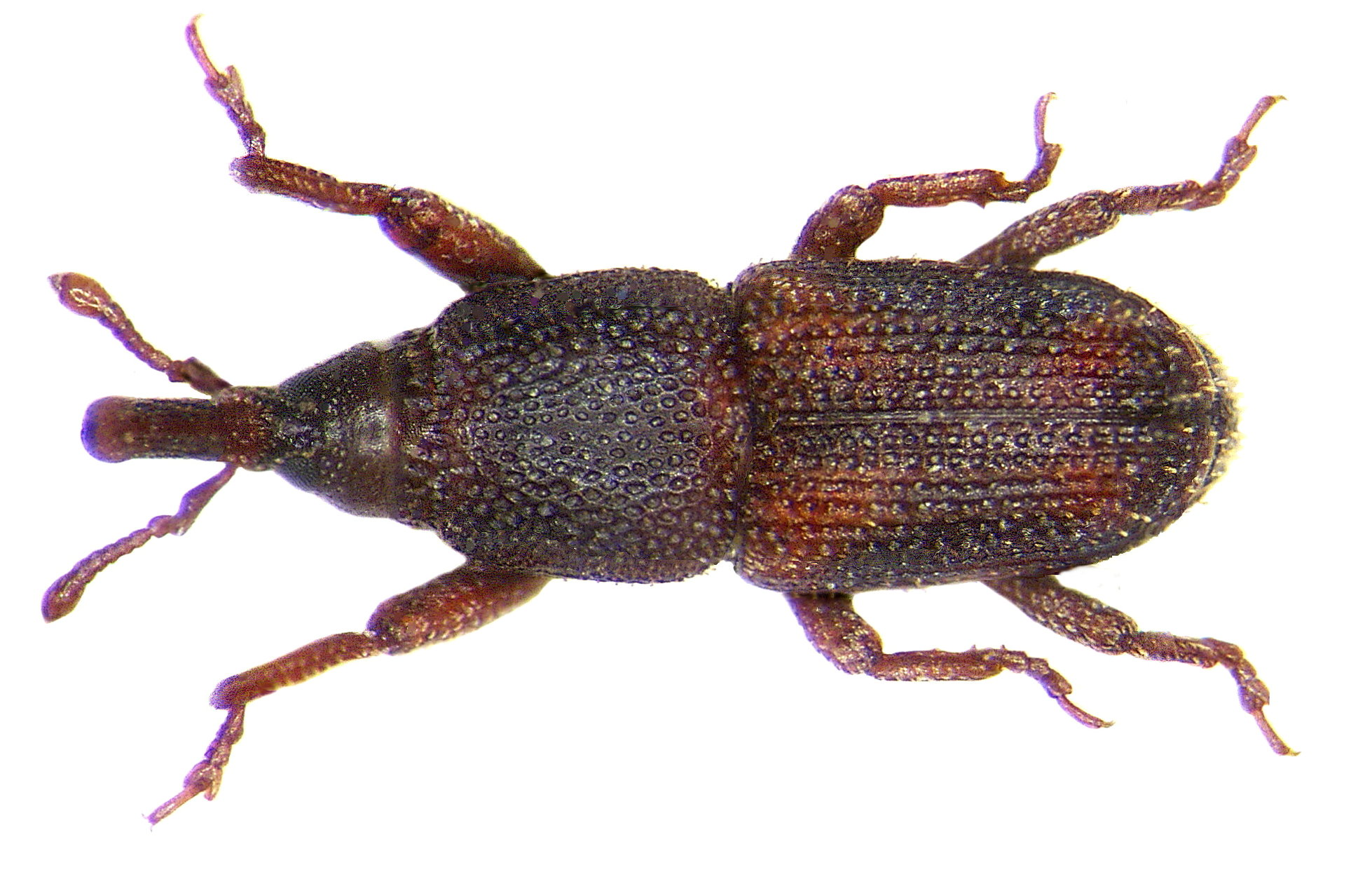
Dryophthorinae: Der Reiskäfer (Sitophilus oryzae) tritt als Vorratsschädling in Haushalten auf.

Diocalandra frumenti
Sitophilus granarius (Kornkäfer)
Sitophilus linearis
Sitophilus oryzae (Reiskäfer)
Sitophilus zeamais
Sphenophorus abbreviatus
Sphenophorus piceus
Sphenophorus striatopunctatus (Lieschgrasrüssler)

### UnterfamilieEntiminae

#### TribusBrachyderini

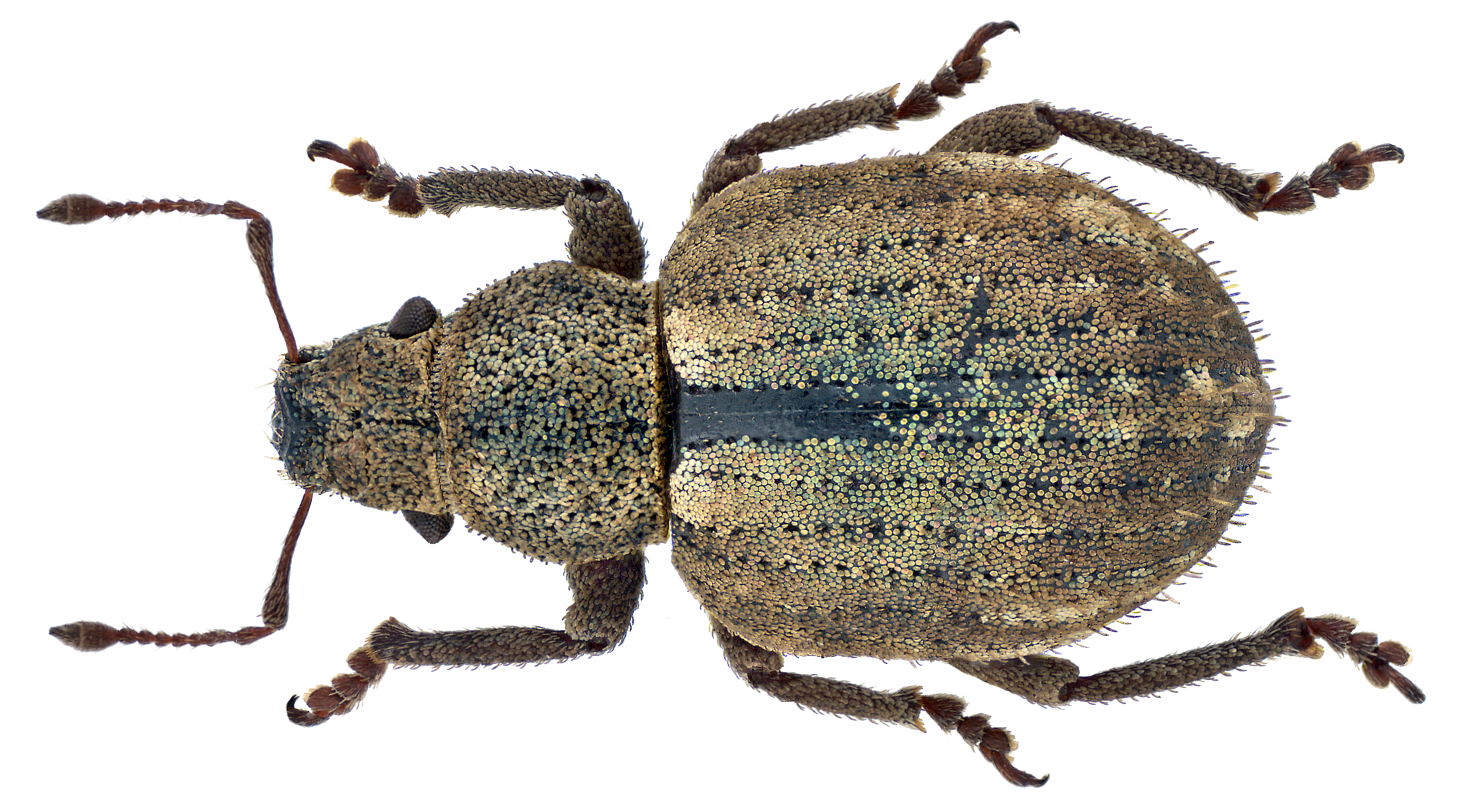
Entiminae (Brachyderini): Strophosoma melanogrammum

Brachyderes incanus (Gemeiner Graurüssler)
Brachyderes lusitanicus
Strophomorphus porcellus
Strophosoma faber
Strophosoma nebulosum
Strophosoma sus
Strophosoma capitatum
Strophosoma fulvicorne
Strophosoma melanogrammum

#### TribusByrsopagini

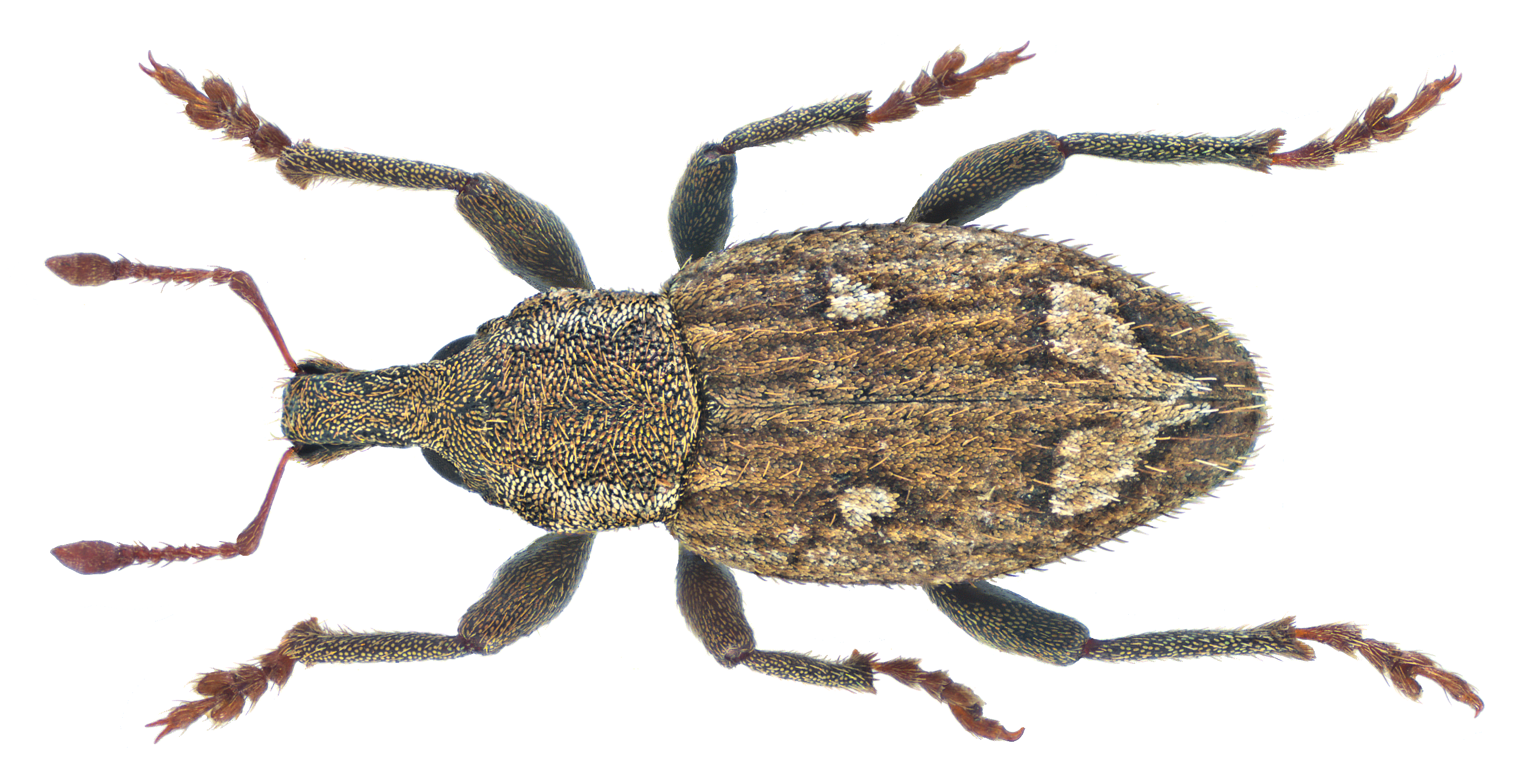
Entiminae (Byrsopagini): Graptus triguttatus

Graptus triguttatus triguttatus (Gewöhnlicher Dreimakelrüssler)
Graptus triguttatus vau
Tropiphorus cucullatus
Tropiphorus elevatus (Gerippter Kielhalsrüssler)
Tropiphorus obtusus
Tropiphorus styriacus
Tropiphorus terricola

#### TribusCneorhinini

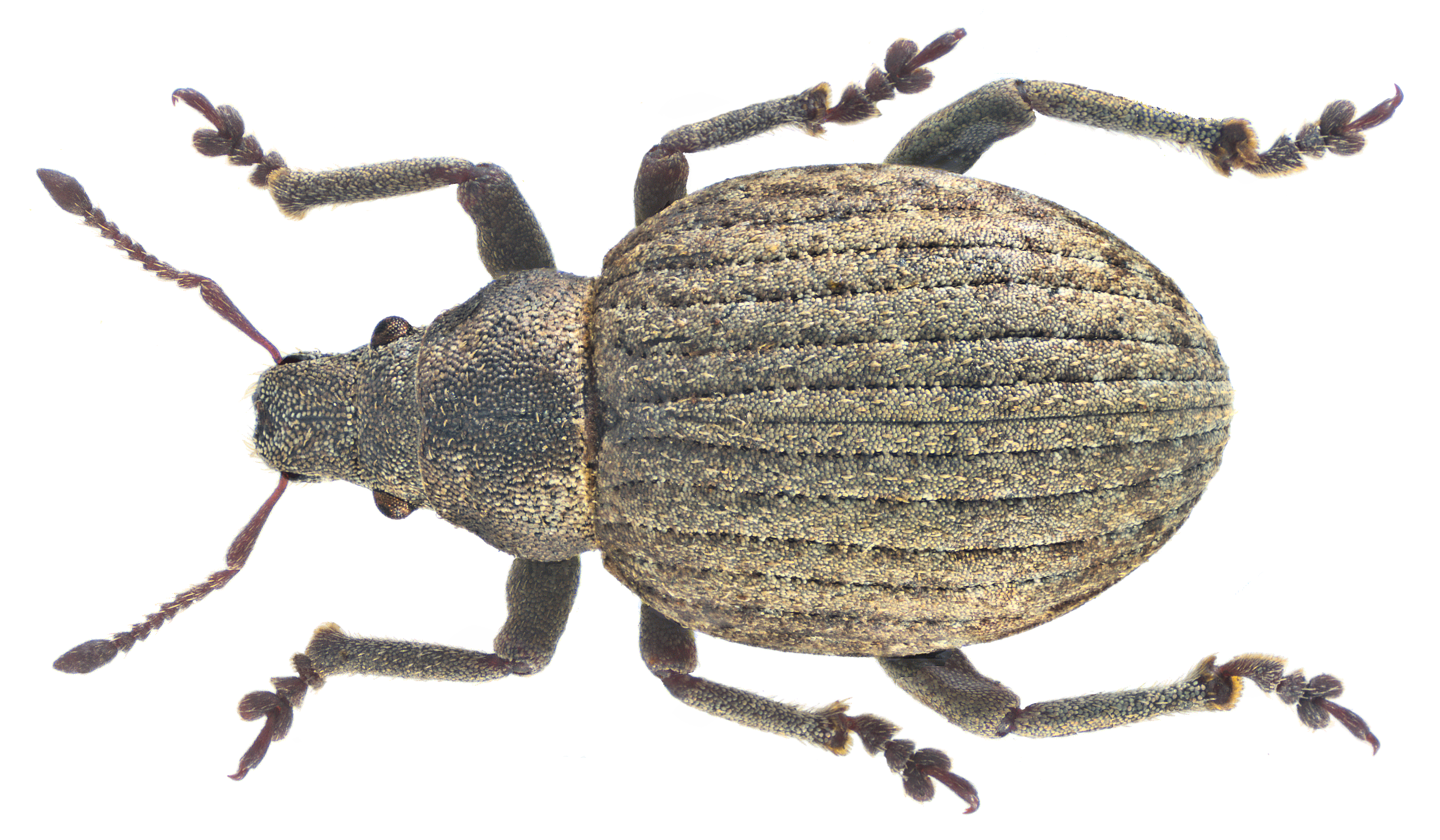
Entiminae (Cneorhinini): Attactogenus plumbeus ist in Deutschland sehr selten nachgewiesen worden, könnte aber wegen der Ähnlichkeit zum häufigen Philopedon plagiatum übersehen worden sein.

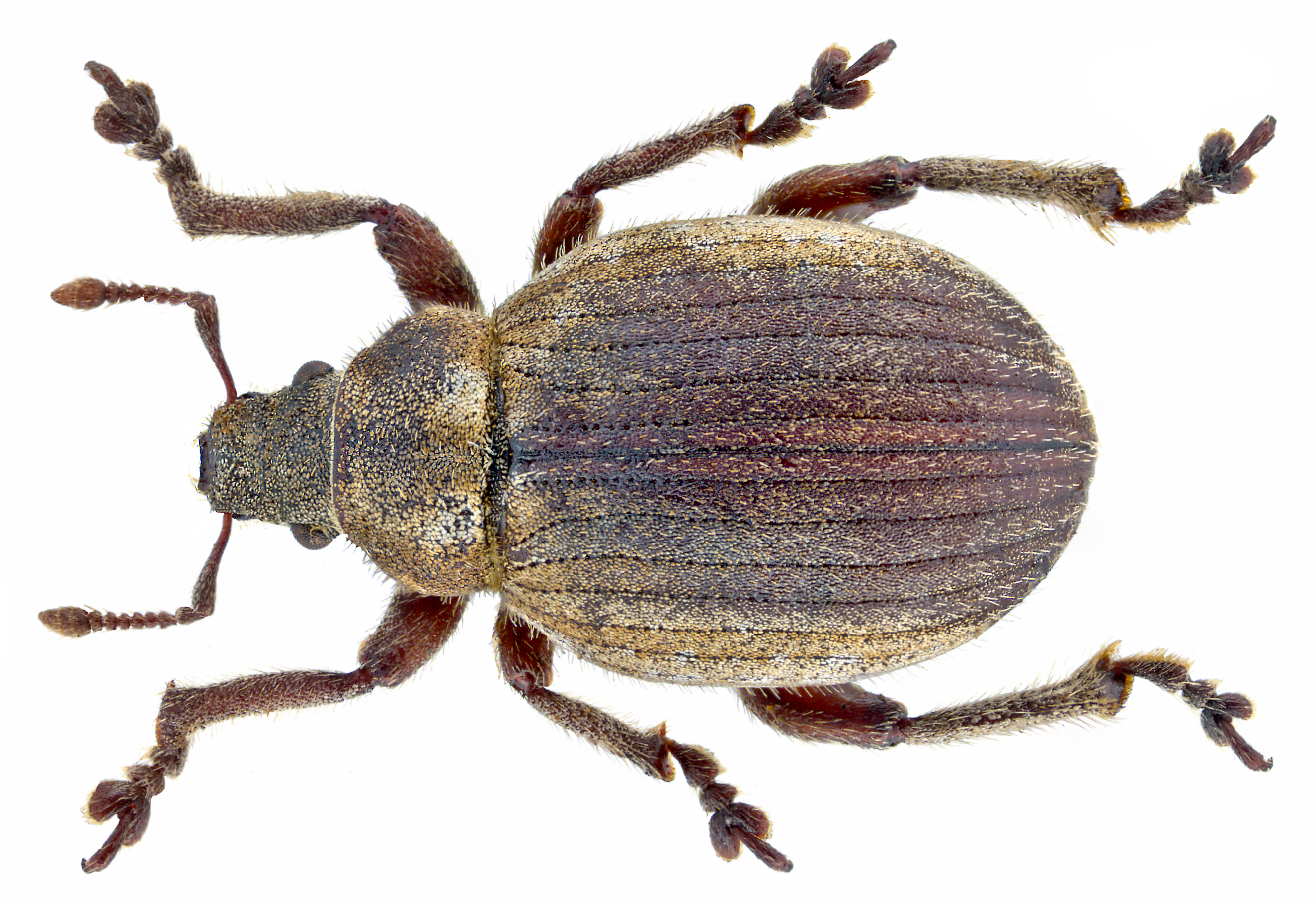
Entiminae (Cneorhinini): Der Dünengrasrüssler Philopedon plagiatum ist farblich sehr variabel. Die Art kommt auf Sandböden vor und ist in Teilen Deutschlands sehr häufig, fehlt aber in anderen Landesteilen völlig.

Attactogenus plumbeus
Philopedon plagiatum

#### TribusGeonemini
Barynotus alternans
Barynotus moerens
Barynotus obscurus
Barynotus margaritaceus
Baromiamima concinna

#### TribusNaupactini
Pantomorus cervinus (adventiv, syn. Naupactus cervinus)

#### TribusOmiini
Omiamima mollina
Omias puberulus
Omias seminulum
Rhinomias forticornis

#### TribusOtiorhynchini
Dodecastichus geniculatus
Dodecastichus inflatus
Dodecastichus pulverulentus

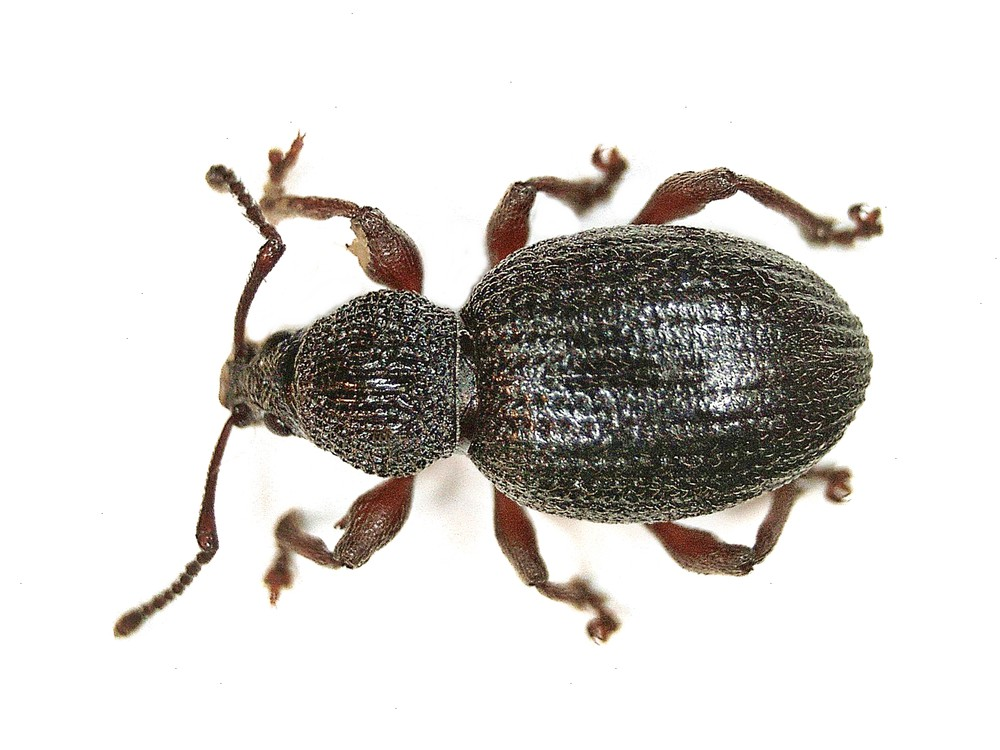
Entiminae (Otiorhynchini): Otiorhynchus ovatus

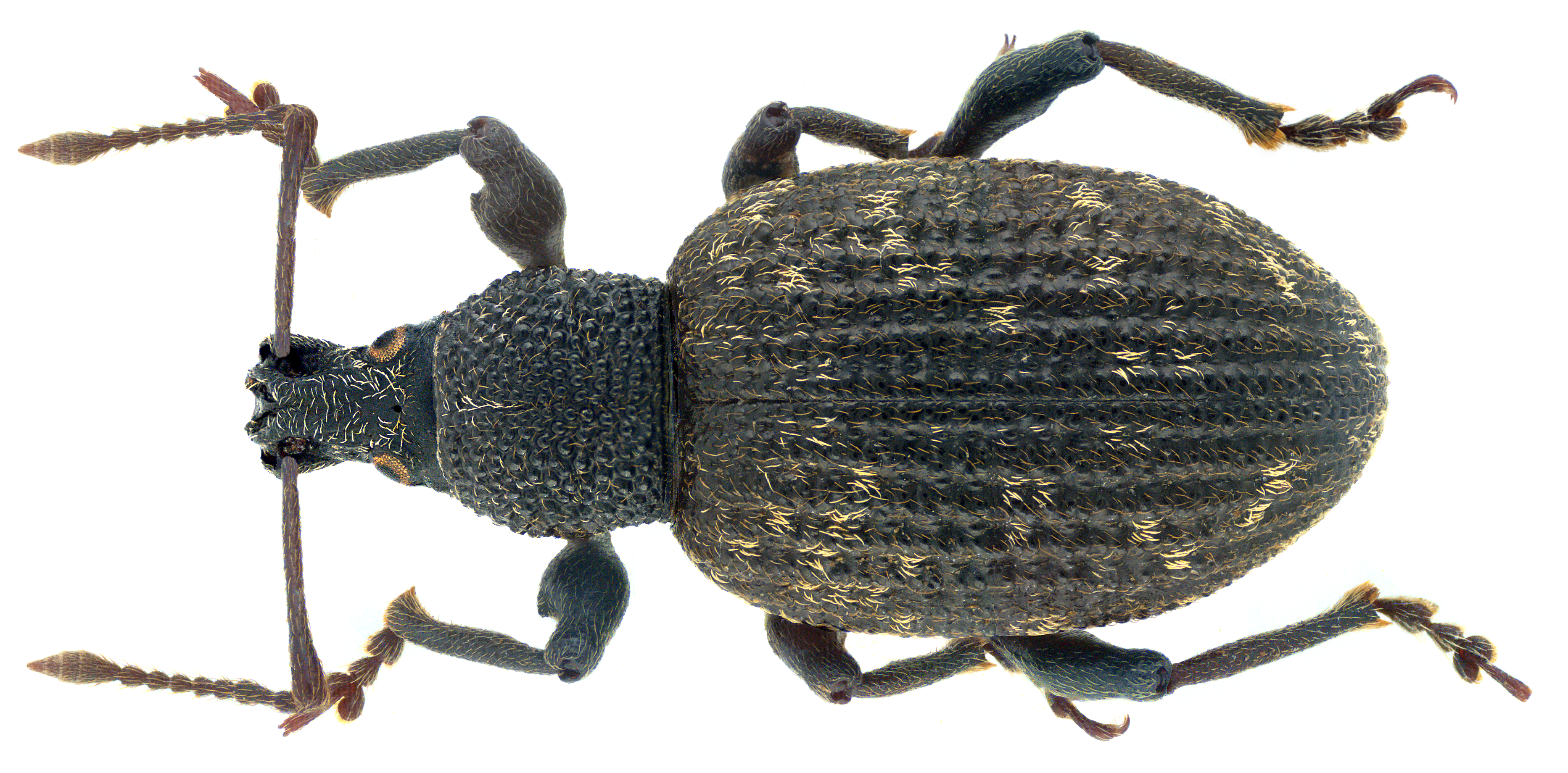
Entiminae (Otiorhynchini): Die zahlreichen Arten der Gattung Otiorhynchus sind oft schwer zu bestimmen, weil sie ähnliche Doppelgänger haben. Hier Otiorhynchus sulcatus, der Gefurchte Dickmaulrüssler. Er wird in Gärten als Schädling betrachtet.

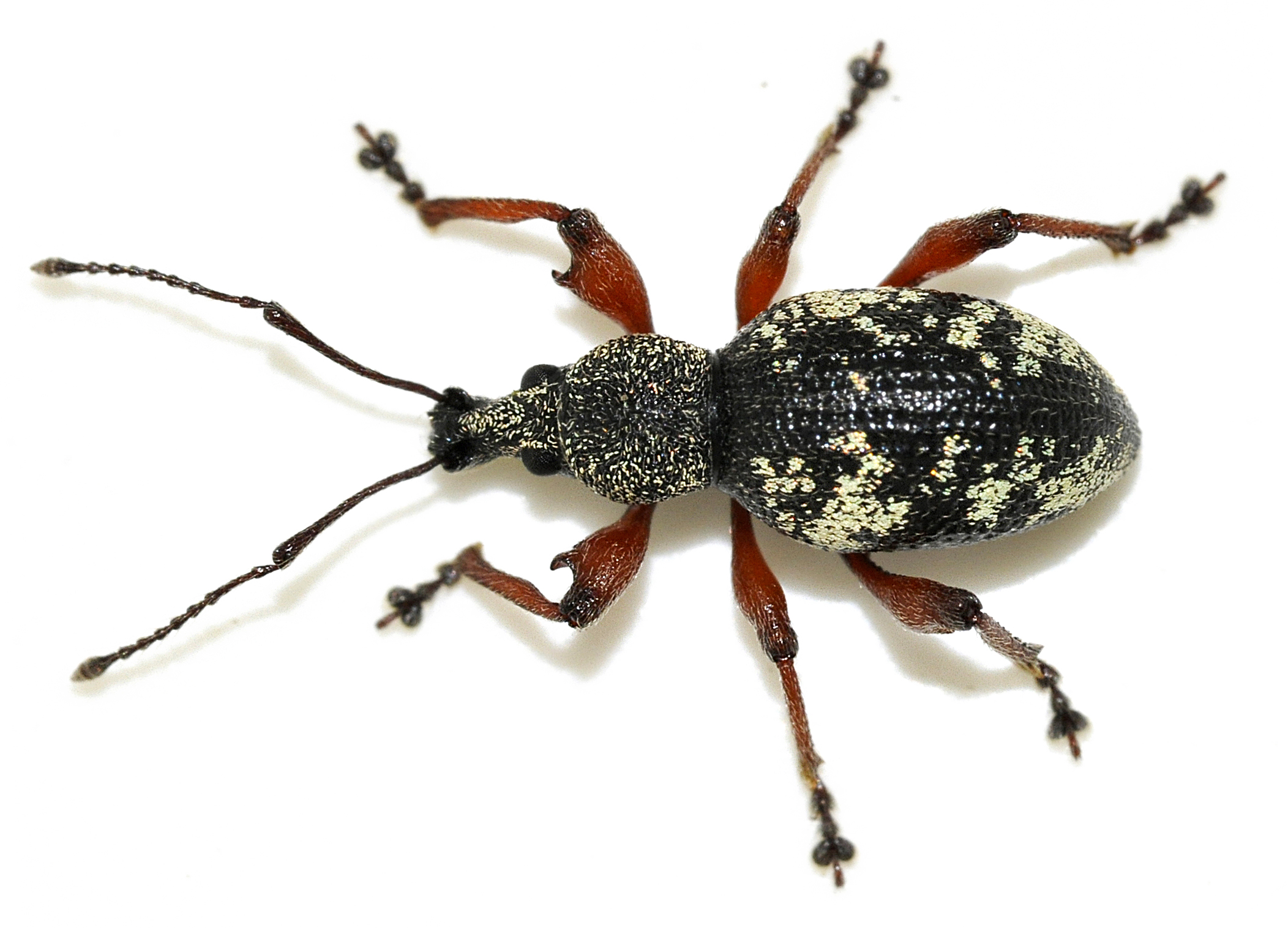
Entiminae (Otiorhynchini): Otiorhynchus lepidopterus

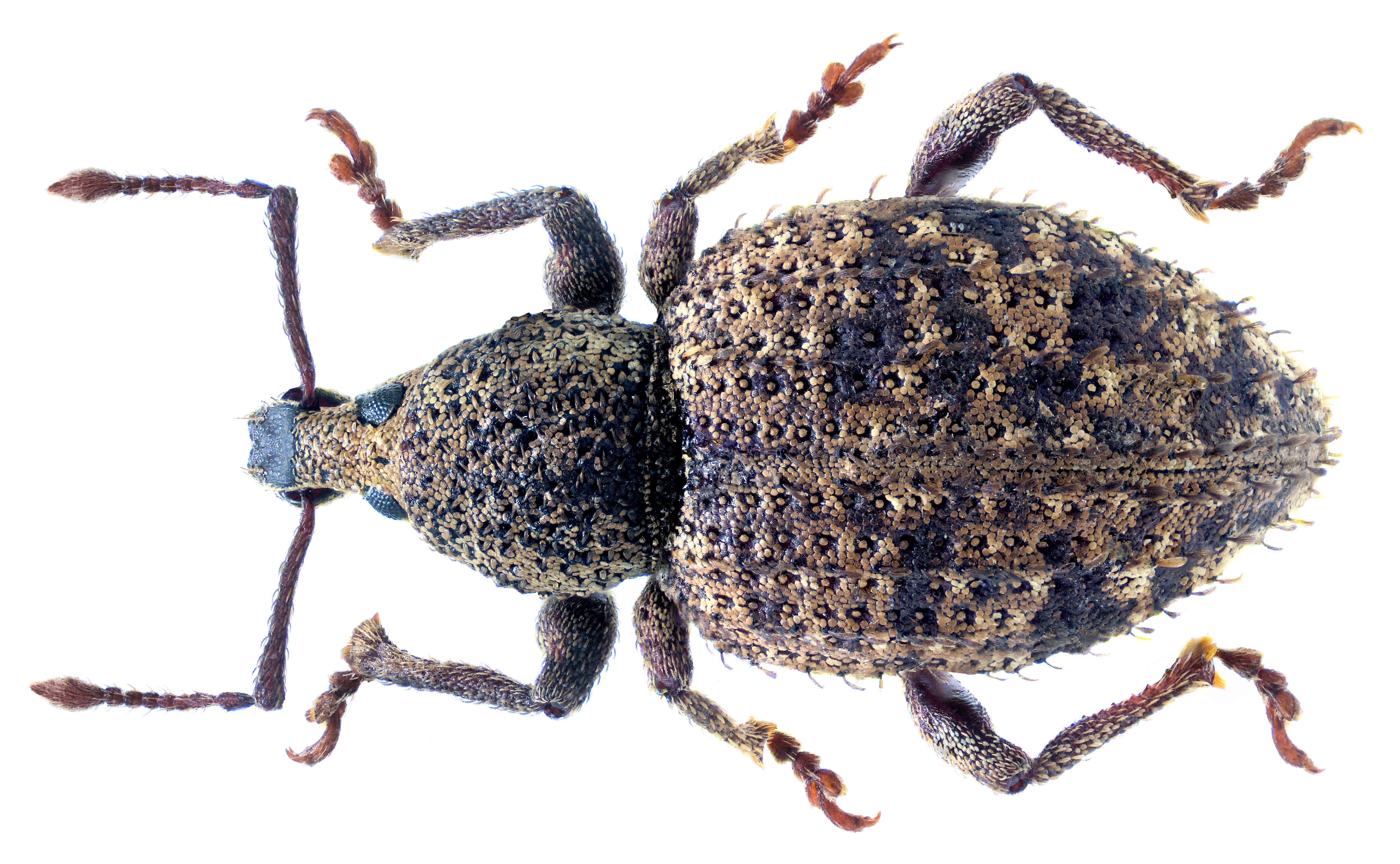
Entiminae (Otiorhynchini): Otiorhynchus carinatopunctatus (auch unter dem Synonym Otiorhynchus scaber bekannt)

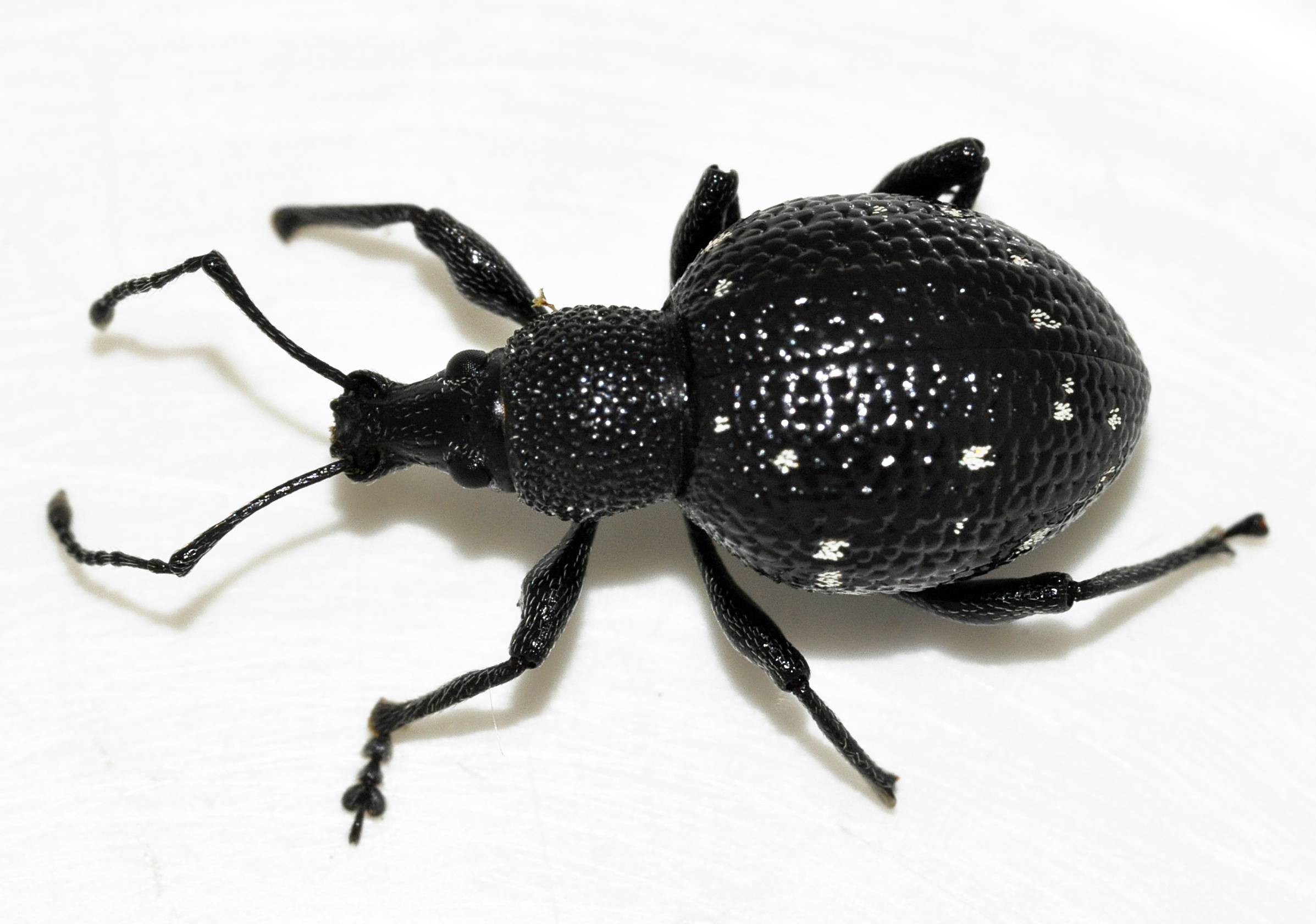
Entiminae (Otiorhynchini): Der Otiorhynchus gemmatus ist eine montane Art. In Deutschland kommt er nur ganz im Süden vor.

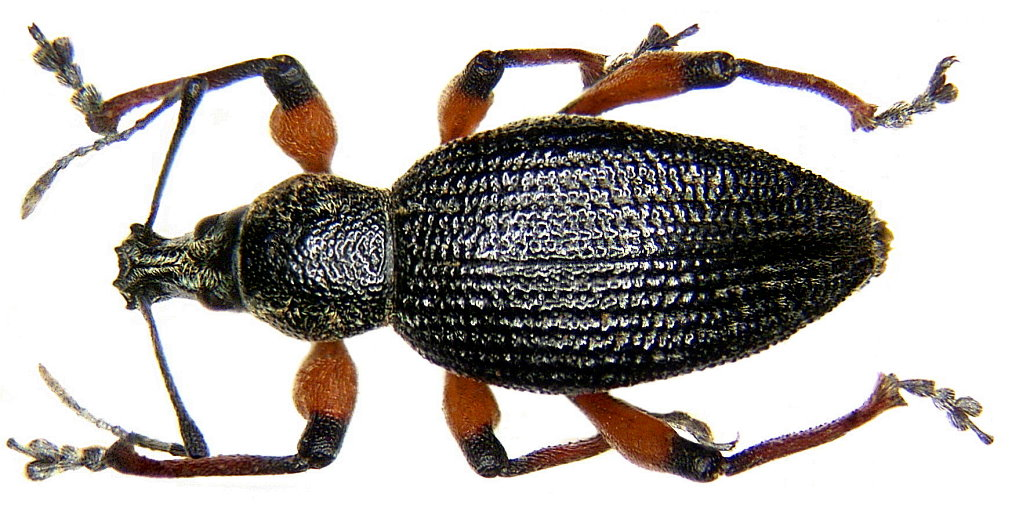
Entiminae (Otiorhynchini): Otiorhynchus sensitivus

Gattung Otiorhynchus (Dickmaulrüssler)
Otiorhynchus cribricollis
Otiorhynchus indefinitus
Otiorhynchus ligneus
Otiorhynchus brunneus
Otiorhynchus raucus (Rauer Dickmaulrüssler)
Otiorhynchus velutinus
Otiorhynchus crataegi (Weißdorn-Dickmaulrüssler)
Otiorhynchus ligustici

Otiorhynchus sulcatus (Gefurchter Dickmaulrüssler)
Otiorhynchus auricomus
Otiorhynchus eremicola
Otiorhynchus fraxini
Otiorhynchus subquadratus
Otiorhynchus chalceus
Otiorhynchus porcatus
Otiorhynchus troyeri
Otiorhynchus equestris
Otiorhynchus norici

Otiorhynchus lepidopterus
Otiorhynchus labilis
Otiorhynchus procerus
Otiorhynchus pupillatus
Otiorhynchus singularis
Otiorhynchus subdentatus
Otiorhynchus varius
Otiorhynchus veterator
Otiorhynchus lugens
Otiorhynchus armatus
Otiorhynchus corruptor
Otiorhynchus carinatopunctatus
Otiorhynchus subcostatus
Otiorhynchus uncinatus
Otiorhynchus alpestris
Otiorhynchus nocturnus
Otiorhynchus pigrans
Otiorhynchus sulcatellus
Otiorhynchus tristis
Otiorhynchus armadillo
Otiorhynchus aurifer
Otiorhynchus coecus (Schwarzer Rüsselkäfer)
Otiorhynchus lirus
Otiorhynchus lugdunensis
Otiorhynchus meridionalis
Otiorhynchus multipunctatus
Otiorhynchus pseudonothus
Otiorhynchus tenebricosus
Otiorhynchus pinastri
Otiorhynchus desertus
Otiorhynchus ovatus (Erdbeerwurzelrüsselkäfer)
Otiorhynchus arcticus
Otiorhynchus morio
Otiorhynchus fullo
Otiorhynchus pauxillus
Otiorhynchus rotundus
Otiorhynchus smreczynskii
Otiorhynchus nodosus

Otiorhynchus gemmatus
Otiorhynchus krattereri
Otiorhynchus punctifrons
Otiorhynchus alpicola
Otiorhynchus rugifrons
Otiorhynchus chrysostictus
Otiorhynchus globus
Otiorhynchus chrysocomus
Otiorhynchus prolixus

Otiorhynchus sensitivus
Otiorhynchus atroapterus
Otiorhynchus rugosostriatus
Stomodes gyrosicollis

#### TribusPeritelini

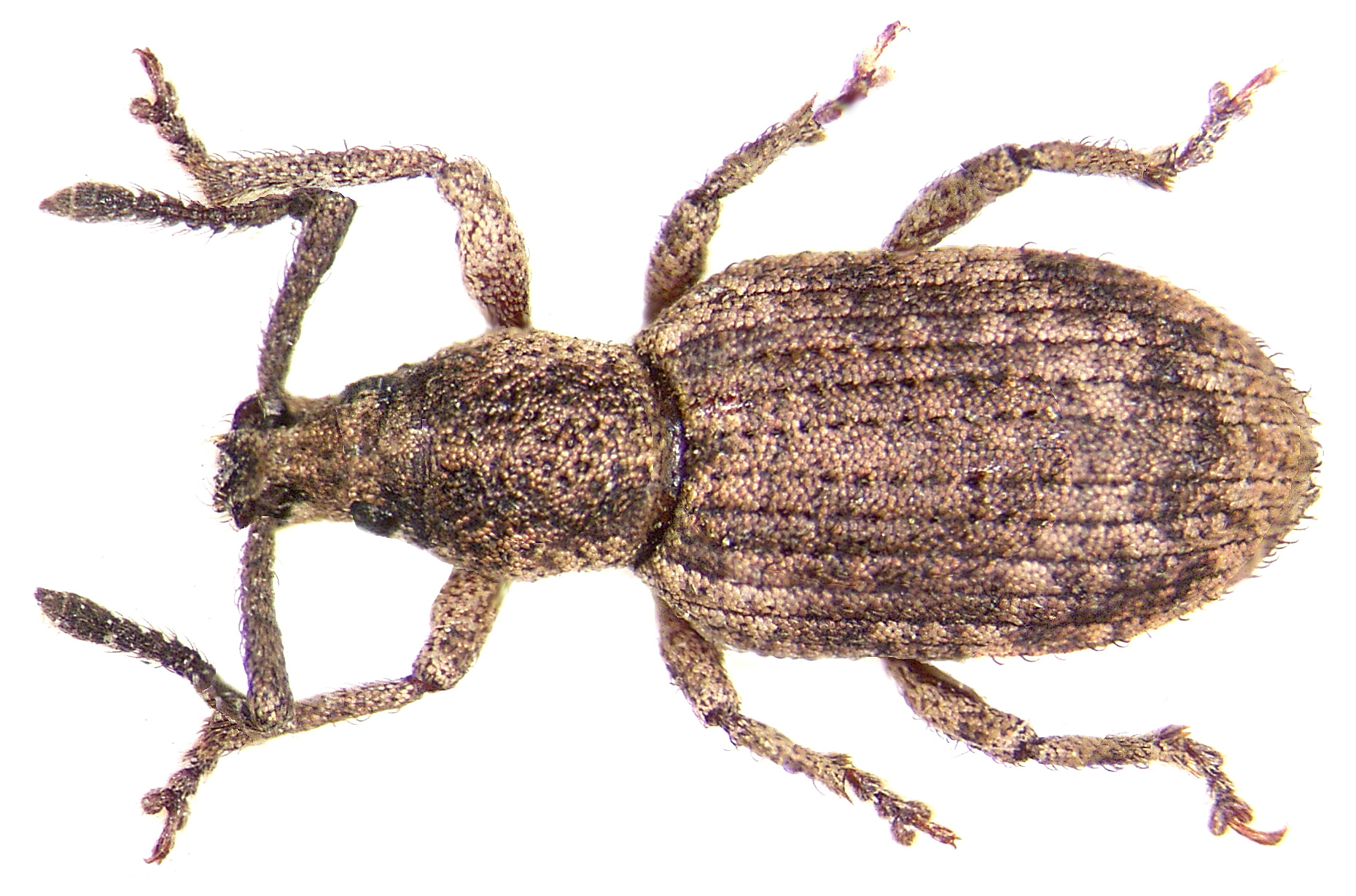
Entiminae (Peritelini): Simo hirticornis kann lebend nicht von Simo variegatus unterschieden werden, da sie sich fast nur durch die Form der Spermatheca unterscheiden.

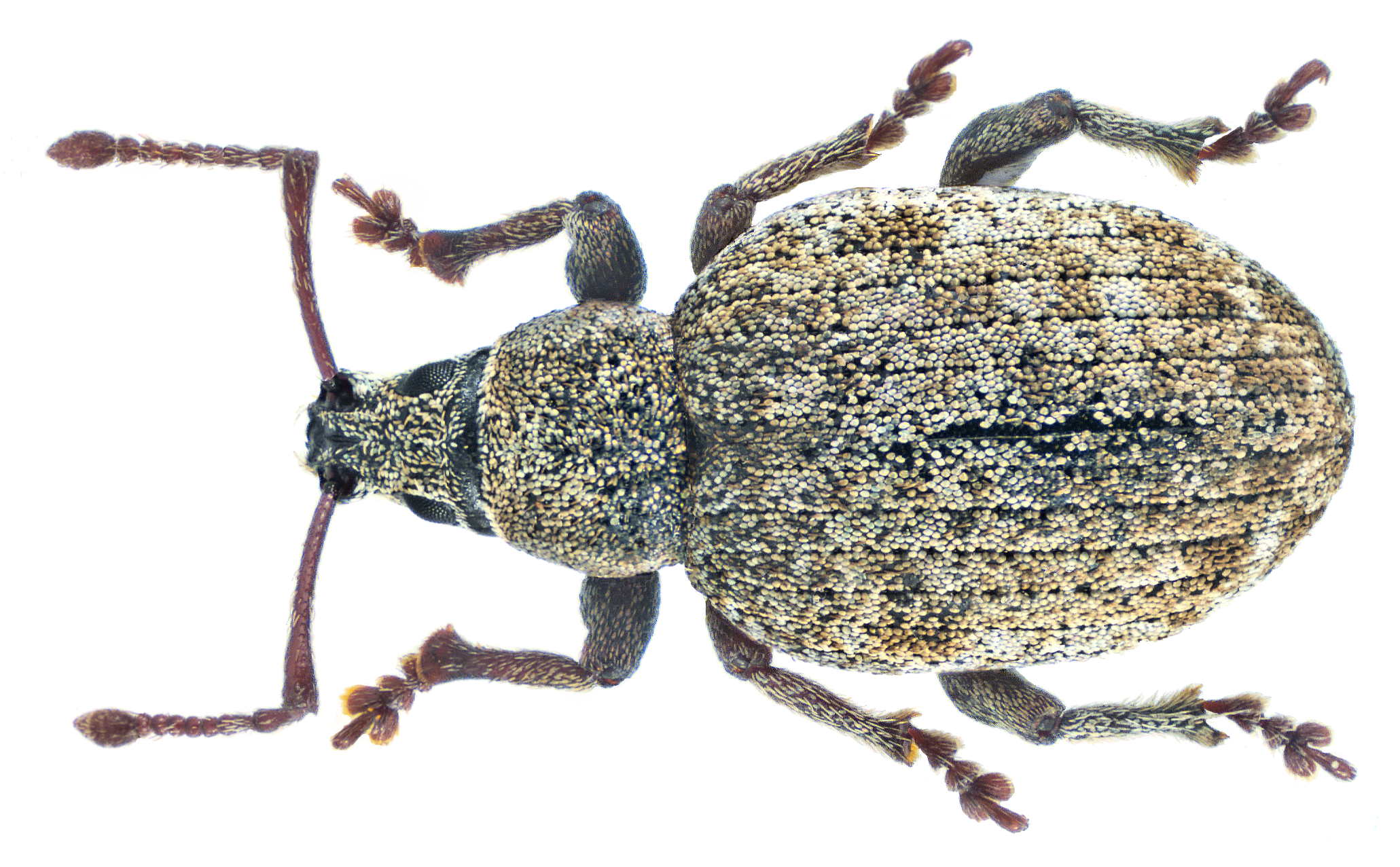
Entiminae (Peritelini): Peritelus sphaeroides ist eine Wärme liebende Art.

Centricnemus leucogrammus
Peritelus sphaeroides (Grauer Knospenrüssler)
Simo hirticornis
Simo variegatus

#### TribusPhyllobiini

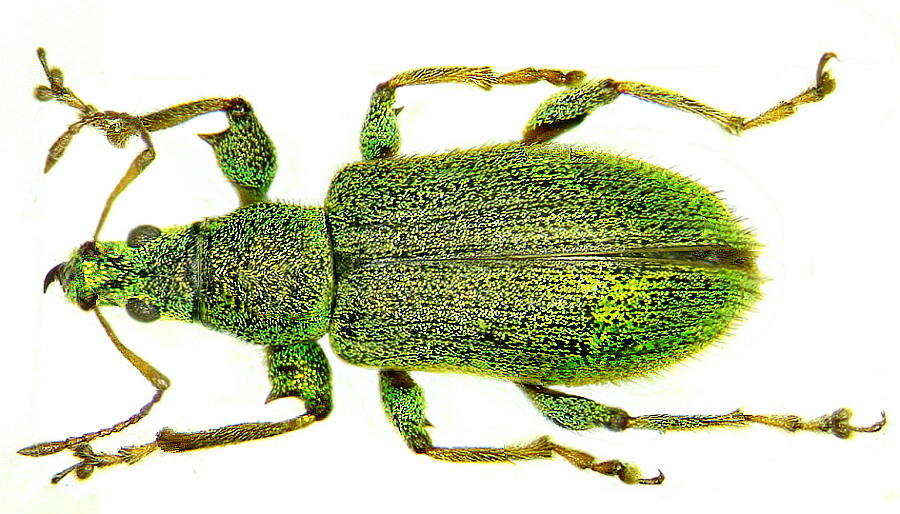
Entiminae (Phyllobiini): Phyllobius arborator. Im Bild ist noch ein zahnartiger Anhang einer Mandibel zu sehen. Beim Schlupf haben viele Entiminae solche Anhänge an beiden Mandibeln. Vermutlich helfen sie den Käfern nach dem Schlupf grabend die Erdoberfläche zu erreichen. Anschließend verlieren sie die Anhänge.

Argoptochus quadrisignatus
Parascythopus intrusus
Gattung Phyllobius
Phyllobius brevis
Phyllobius argentatus (Silberner Grünrüssler)
Phyllobius glaucus
Phyllobius pomaceus (Nessel-Blattrüssler)
Phyllobius oblongus (Zweifarbiger Schmalbauchrüssler)
Phyllobius roboretanus
Phyllobius viridicollis
Phyllobius arborator
Phyllobius betulinus
Phyllobius pyri
Phyllobius vespertinus
Phyllobius xanthocnemus
Phyllobius montanus
Phyllobius pallidus
Phyllobius maculicornis
Phyllobius virideaeris
Pseudomyllocerus canescens
Pseudomyllocerus sinuatus

#### TribusPolydrusini

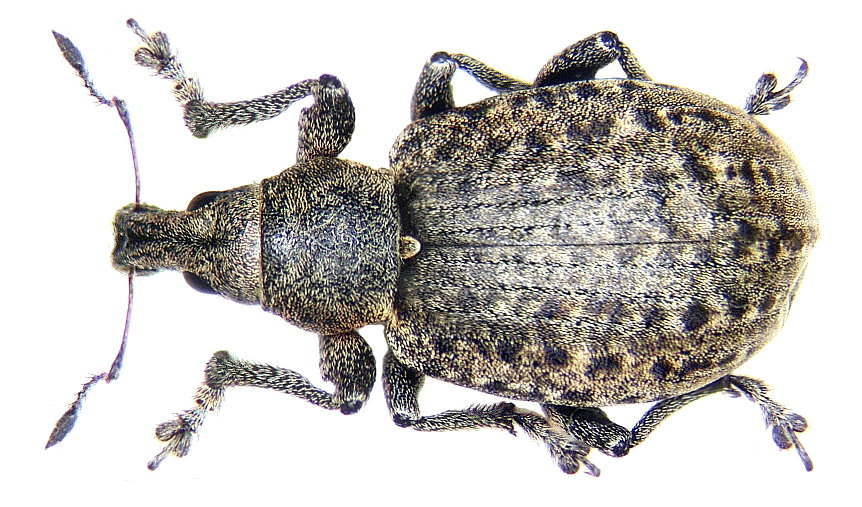
Entiminae (Polydrusini): Liophloeus tessulatus

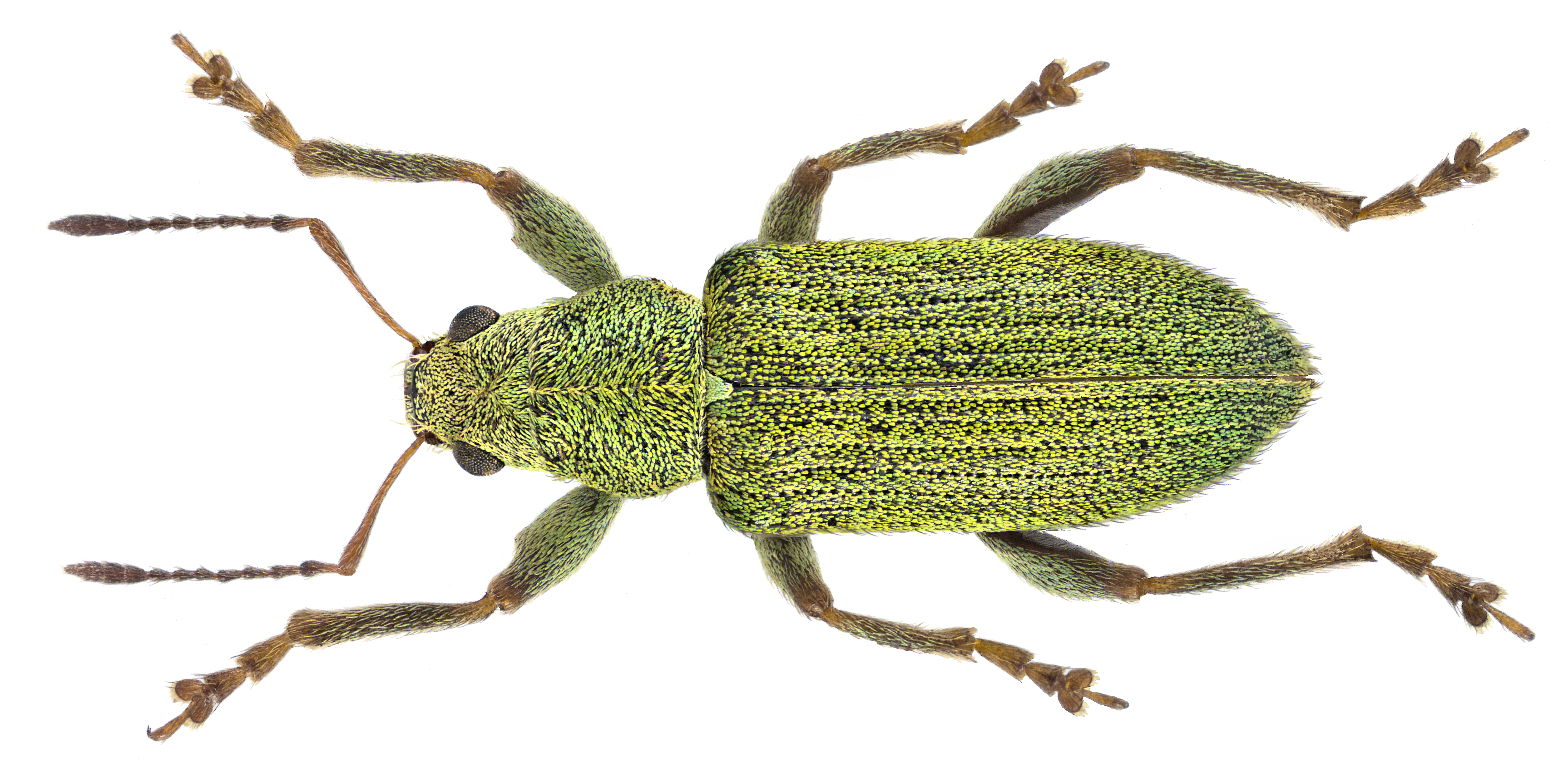
Entiminae (Polydrusini): Pachyrhinus lethierryi ist ein Neubürger in Deutschland, der von Zypressengewächsen lebt und beispielsweise in Thuja-Hecken zu finden ist.

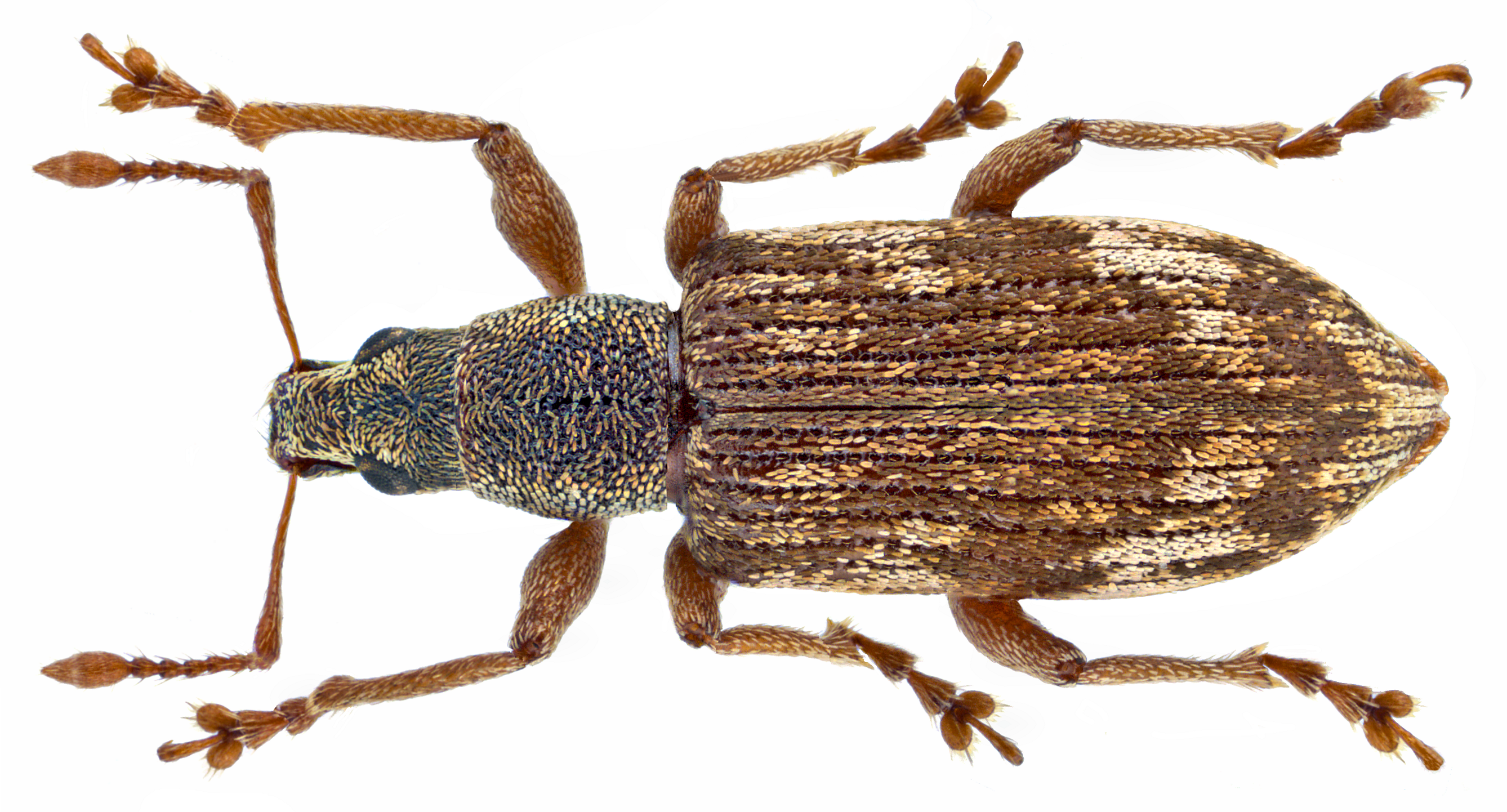
Entiminae (Polydrusini): Polydrusus tereticollis

Liophloeus tessulatus (Würfelfleckiger Staubrüssler)
Pachyrhinus lethierryi
Pachyrhinus squamulosus
Polydrusus amoenus
Polydrusus formosus
Polydrusus mollis (Kupfriger Glanzrüssler)
Polydrusus cervinus (Braungrauer Glanzrüssler)
Polydrusus confluens
Polydrusus pilosus
Polydrusus planifrons
Polydrusus pulchellus
Polydrusus corruscus
Polydrusus flavipes
Polydrusus impressifrons
Polydrusus pterygomalis
Polydrusus aeratus
Polydrusus impar
Polydrusus marginatus
Polydrusus paradoxus
Polydrusus fulvicornis
Polydrusus picus (Perlfleck-Glanzrüssler)
Polydrusus sparsus
Polydrusus tereticollis
Polydrusus inustus

#### TribusPsallidiini
Psallidium maxillosum

#### TribusSciaphilini

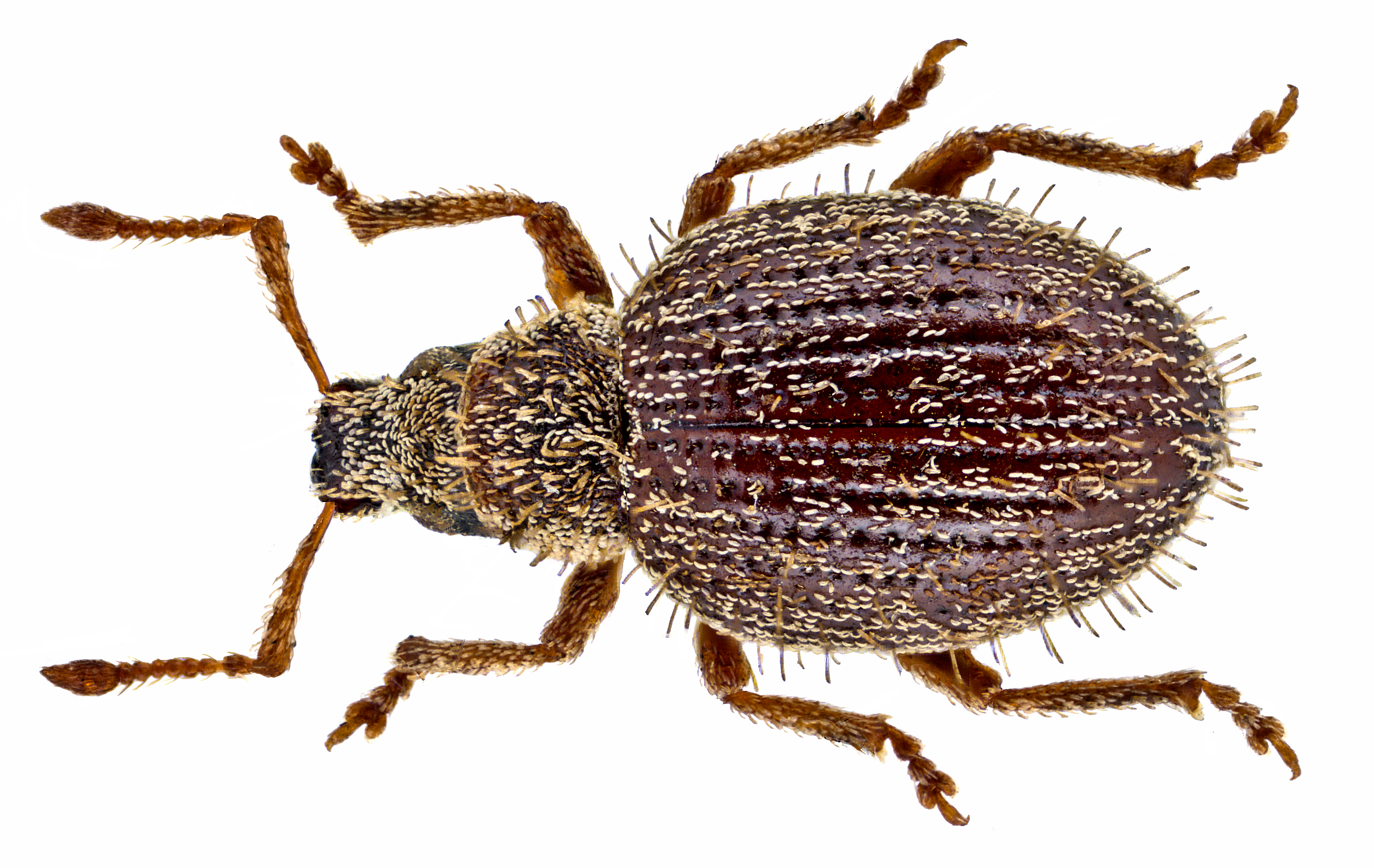
Entiminae (Sciaphilini): Die Larven von Brachysomus echinatus leben in der Laubstreu von abgefallenem Laub von Laubbäumen.

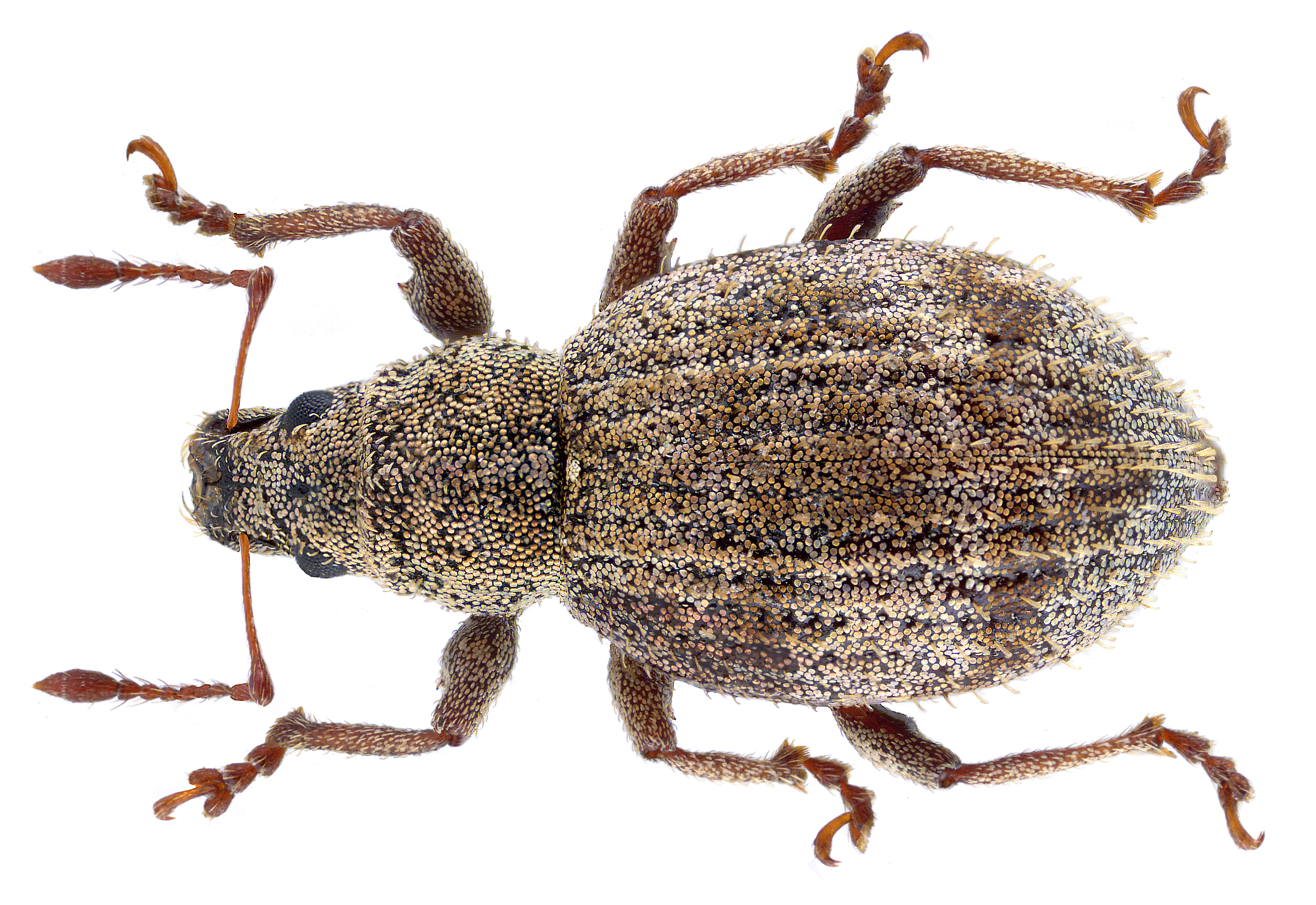
Entiminae (Sciaphilini): Der Borstige Wurzelrüssler (Sciaphilus asperatus) lebt gerne in feuchten Wäldern.

Archeophloeus inermis
Brachysomus echinatus
Brachysomus hirtus
Brachysomus setiger
Brachysomus subnudus
Eusomus ovulum
Exomias araneiformis
Exomias chevrolati
Exomias maritimus
Exomias mollicomus
Exomias montanus
Exomias pellucidus duplicatus
Exomias pellucidus pellucidus
Exomias tenex
Exomias trichopterus
Foucartia liturata
Foucartia ptochioides
Foucartia squamulata
Sciaphilus asperatus (Borstiger Wurzelrüssler)
Sciaphobus ningnidus
Sciaphobus scitulus
Stasiodis parvulus

#### TribusSitonini

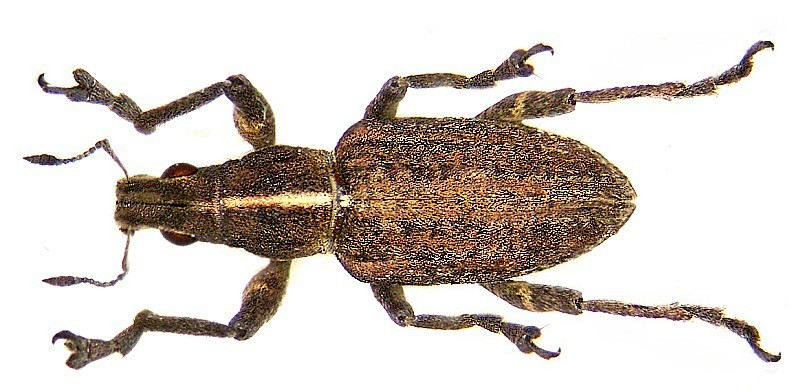
Entiminae (Sitonini): Charagmus gressorius lebt oligophag an verschiedenen Schmetterlingsblütlern.

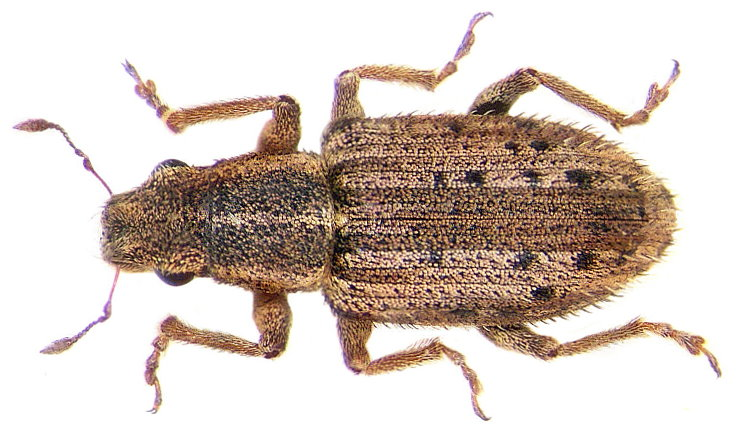
Entiminae (Sitonini): Sitona macularius

Andrion regensteinense
Charagmus gressorius (Großer Lupinen-Blattrandrüssler)
Charagmus griseus (Grauer Blattrandkäfer)
Charagmus intermedius
Coelositona cambricus
Coelositona cinerascens
Gattung Sitona (Blattrandkäfer)
Sitona ambiguus
Sitona cylindricollis
Sitona hispidulus
Sitona humeralis
Sitona inops
Sitona languidus
Sitona lateralis
Sitona lineatus (Gestreifter Blattrandkäfer)
Sitona lineellus
Sitona longulus
Sitona macularius
Sitona obsoletus
Sitona puncticollis
Sitona striatellus
Sitona sulcifrons argutulus
Sitona sulcifrons sulcifrons
Sitona suturalis
Sitona waterhousei

#### TribusTanymecini
Chlorophanus flavescens
Chlorophanus pollinosus
Chlorophanus viridis (Gelbrandrüssler)
Cycloderes pilosulus
Tanymecus palliatus (Echter Streckrüssler)

#### TribusTrachyphloeini

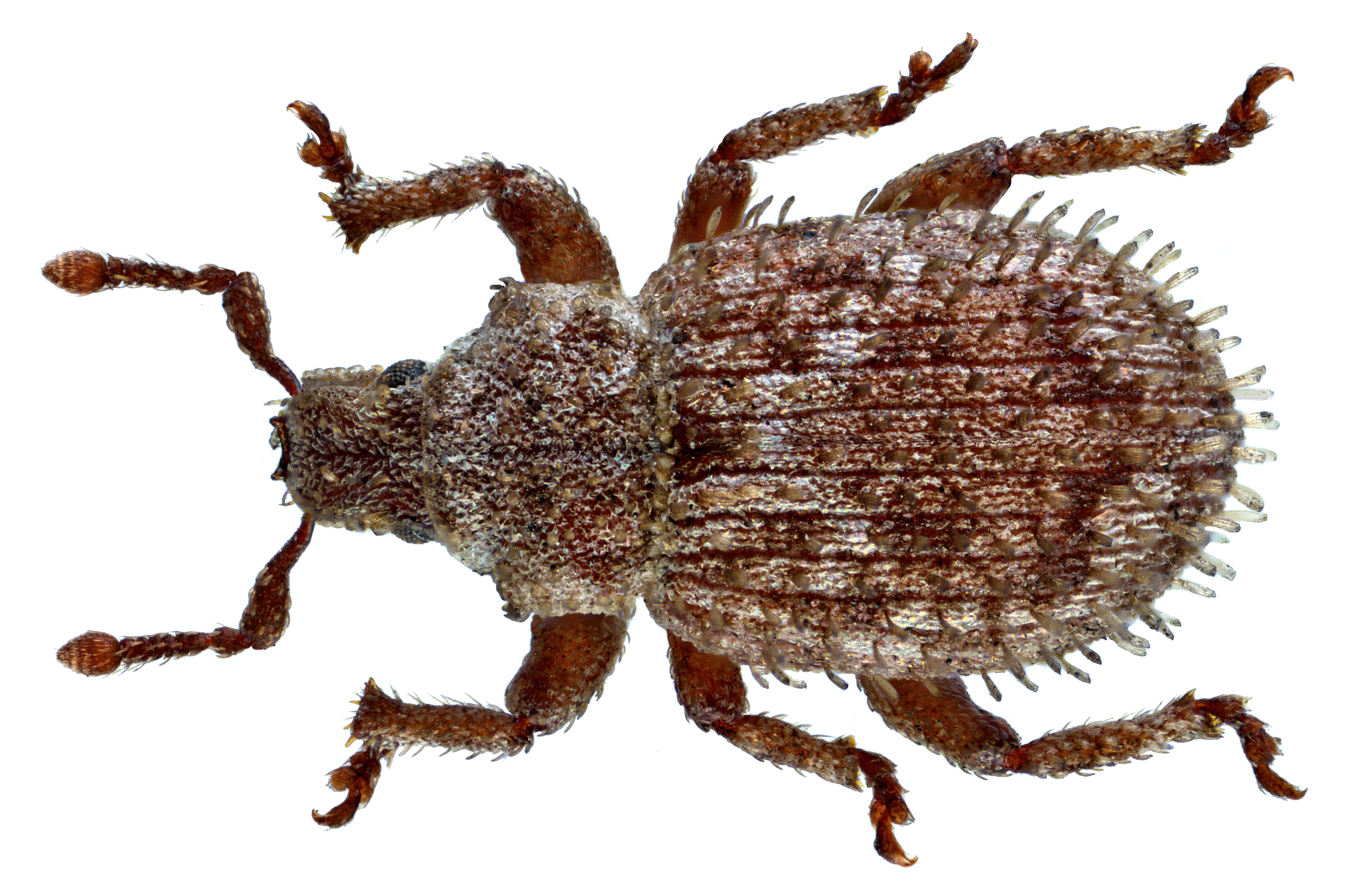
Entiminae (Trachyphloeini): Trachyphloeus scabriculus

Caenopsis fissirostris
Caenopsis waltoni
Cathormiocerus aristatus
Cathormiocerus spinosus
Romualdius angustisetulus
Romualdius scaber
Trachyphloeus alternans
Trachyphloeus digitalis
Trachyphloeus heymesi
Trachyphloeus parallelus
Trachyphloeus rectus
Trachyphloeus scabriculus
Trachyphloeus spinimanus

### UnterfamilieHyperinae

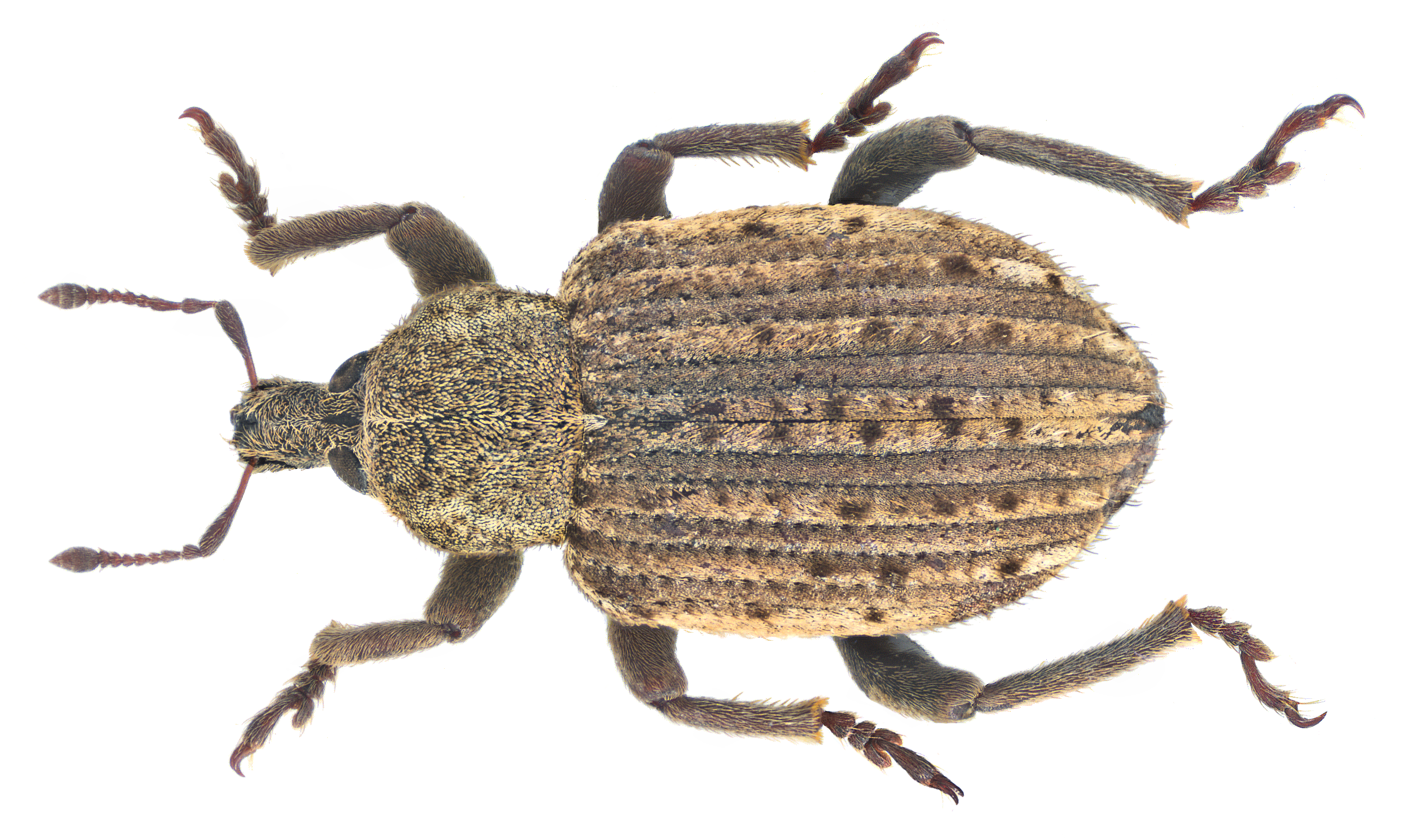
Hyperinae: Großer Klee-Kokonrüssler (Brachypera zoilus). Die Arten der Hyperinae haben raupenähnlich frei an der Wirtspflanze lebende Larven, die sich in einem Gespinstkokon verpuppen.

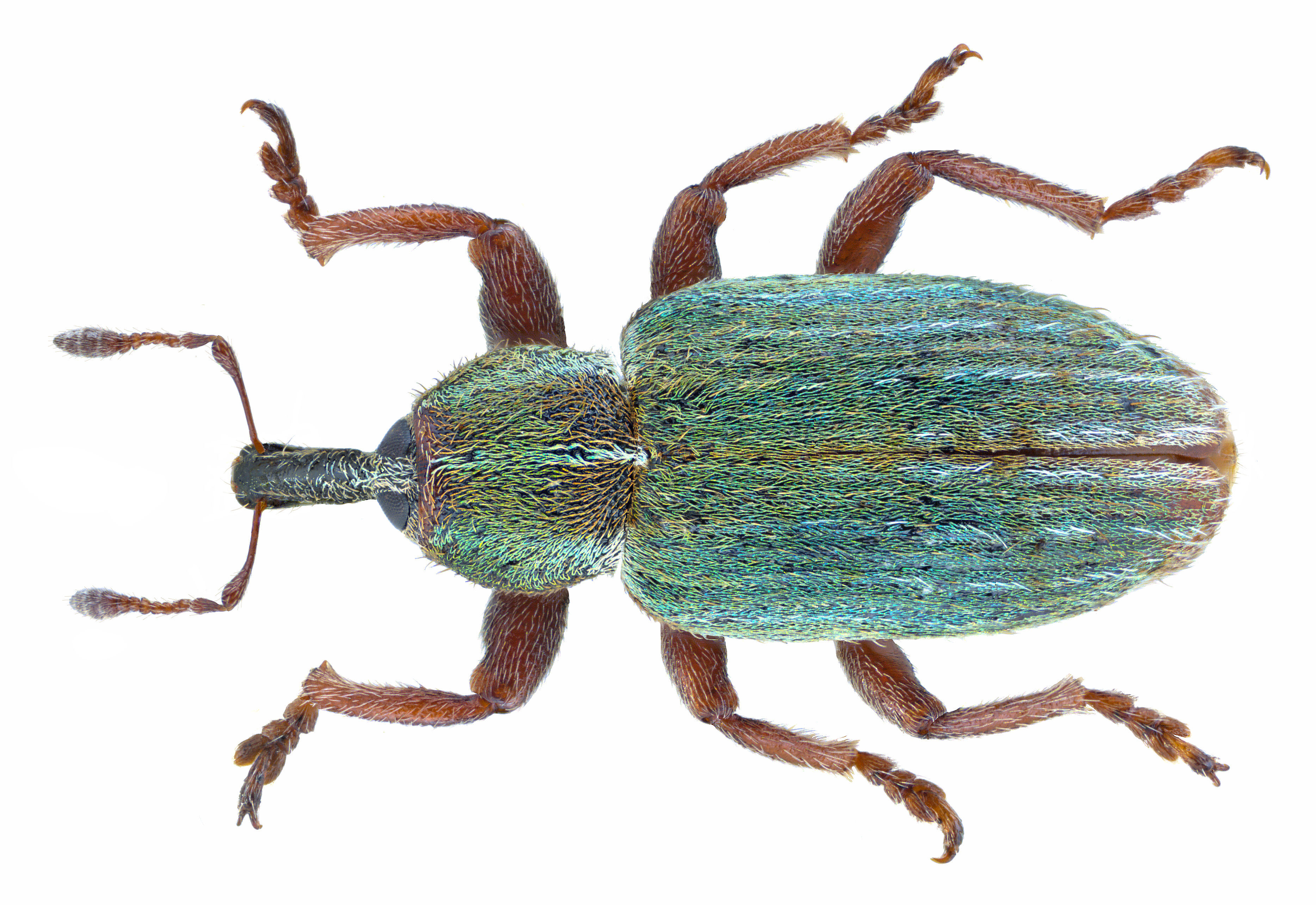
Hyperinae: Hypera nigrirostris

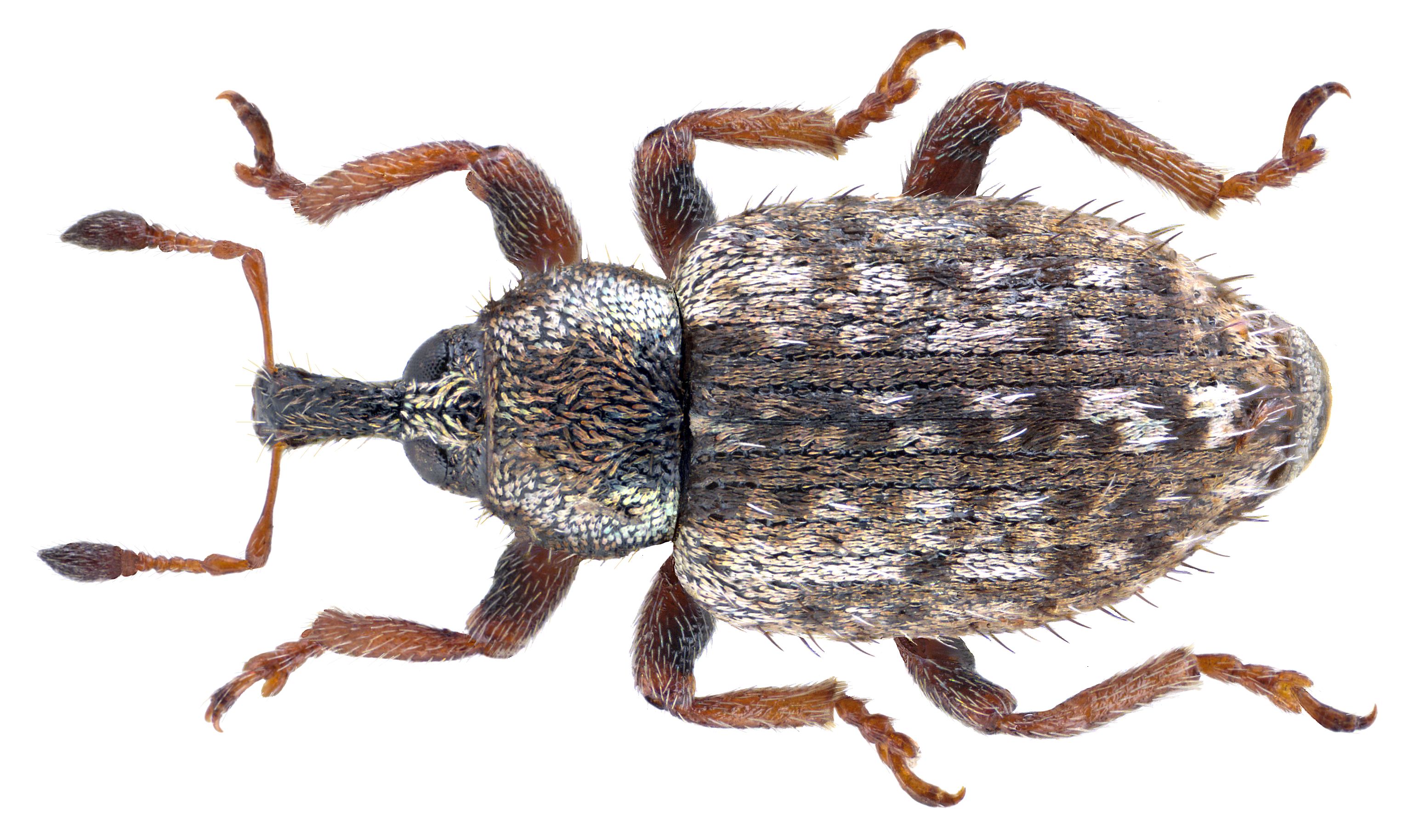
Hyperinae: Limobius borealis lebt an Storchschnabelgewächsen, vor allem am Reiherschnabel.

Brachypera dauci
Brachypera vidua
Brachypera zoilus – Großer Klee-Kokonrüssler
Coniatus wenckeri
Donus comatus
Donus elegans
Donus intermedius
Donus ovalis
Donus oxalis
Donus palumbarius
Donus rubi
Donus salviae
Donus segnis
Donus tessellatus
Donus velutinus
Donus viennensis
Hypera arator – Nelken-Kokonrüssler
Hypera arundinis
Hypera conmaculata
Hypera constans
Hypera contaminata
Hypera diversipunctata
Hypera denominanda
Hypera kunzei
Hypera melancholica
Hypera meles
Hypera miles
Hypera nigrirostris
Hypera ononidis
Hypera pandellei
Hypera pastinacae
Hypera plantaginis
Hypera postica – Luzerne-Kokonrüssler
Hypera rumicis – Ampfer-Kokonrüssler
Hypera striata
Hypera venusta – Südlicher Kokonrüssler
Hypera viciae
Limobius borealis – Nordischer Kokonrüssler

### UnterfamilieLixinae

#### TribusCleonini (Steppenrüssler)

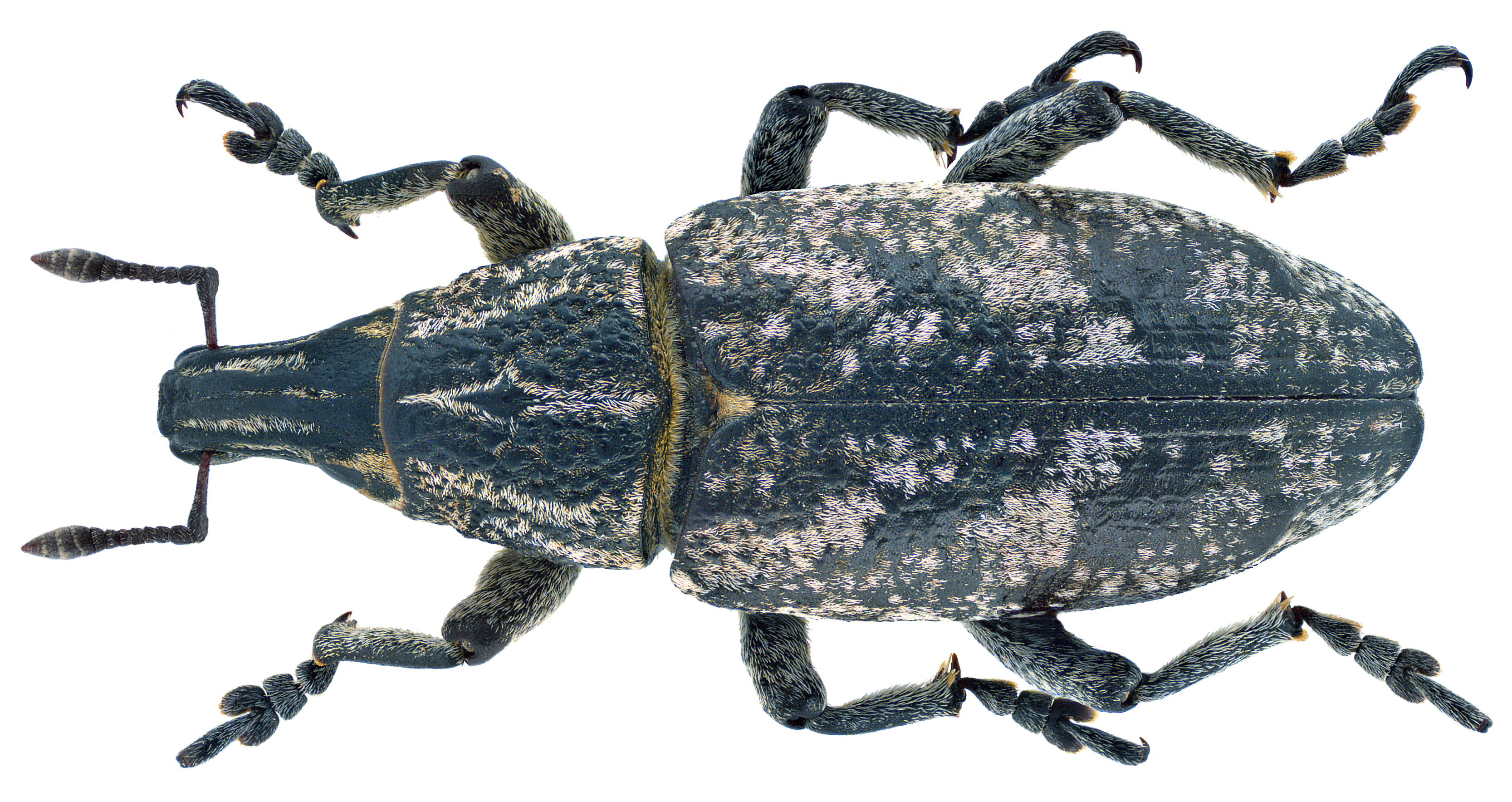
Lixinae (Cleonini): Der Distelgallrüssler (Cleonis pigra) ist in Deutschland der häufigste Vertreter der Cleonini.

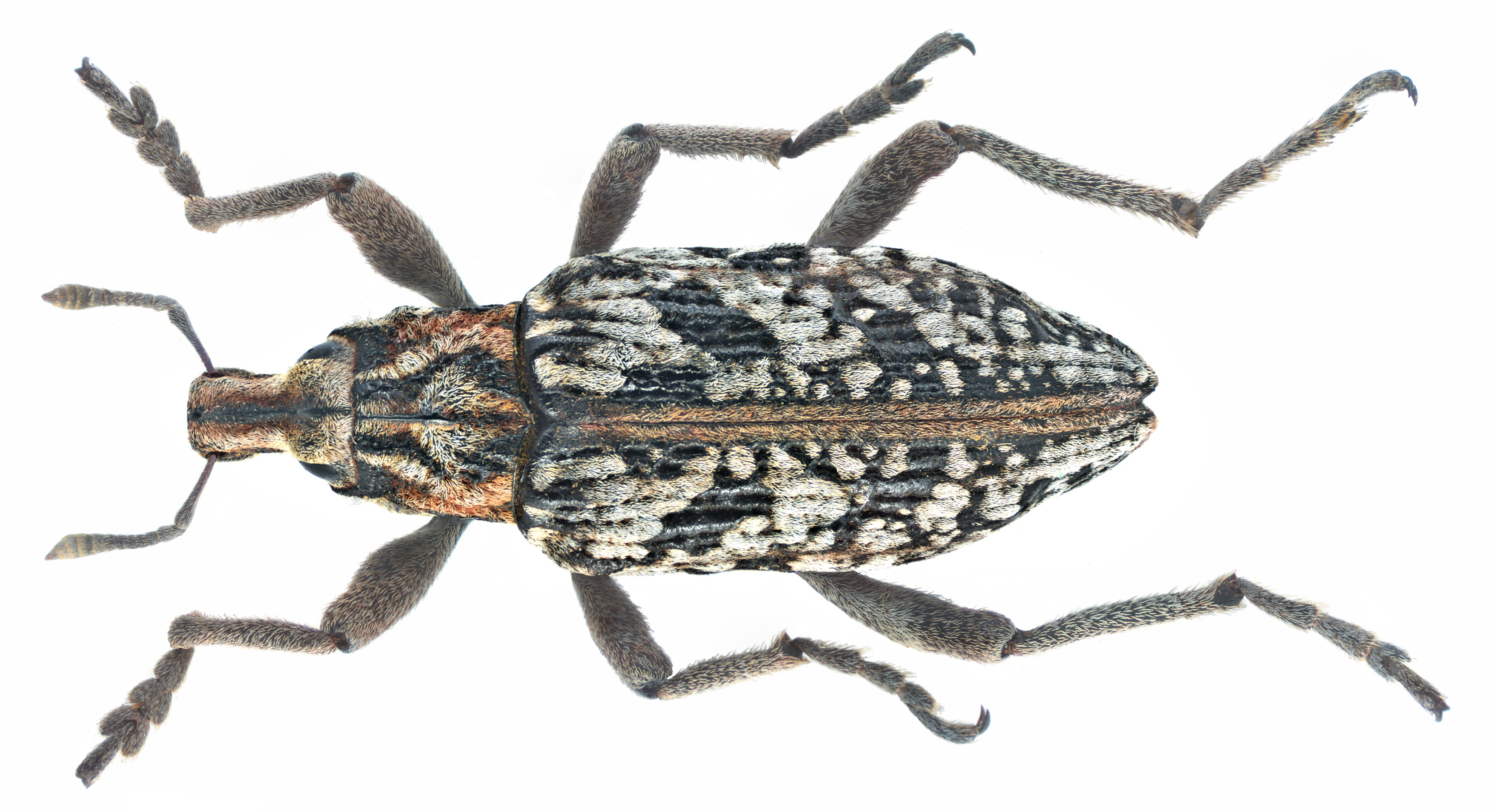
Lixinae (Cleonini): Heide-Steppenrüssler (Coniocleonus nebulosus). Die Art ist in Deutschland vom Aussterben bedroht.

Adosomus roridus
Asproparthenis punctiventris
Bothynoderes affinis
Cleonis pigra (Distelgallenrüssler)
Coniocleonus hollbergii
Coniocleonus nebulosus (Heide-Steppenrüssler)
Coniocleonus cicatricosus
Coniocleonus nigrosuturatus
Cyphocleonus dealbatus (Gefleckter Langrüssler)
Cyphocleonus testatus
Cyphocleonus trisulcatus
Leucophyes occidentalis
Leucophyes pedestris
Mecaspis alternans
Mecaspis caesus
Mecaspis striatella
Pachycerus segnis
Pseudocleonus grammicus
Pseudocleonus cinereus
Rhabdorrhynchus echii

#### TribusLixini

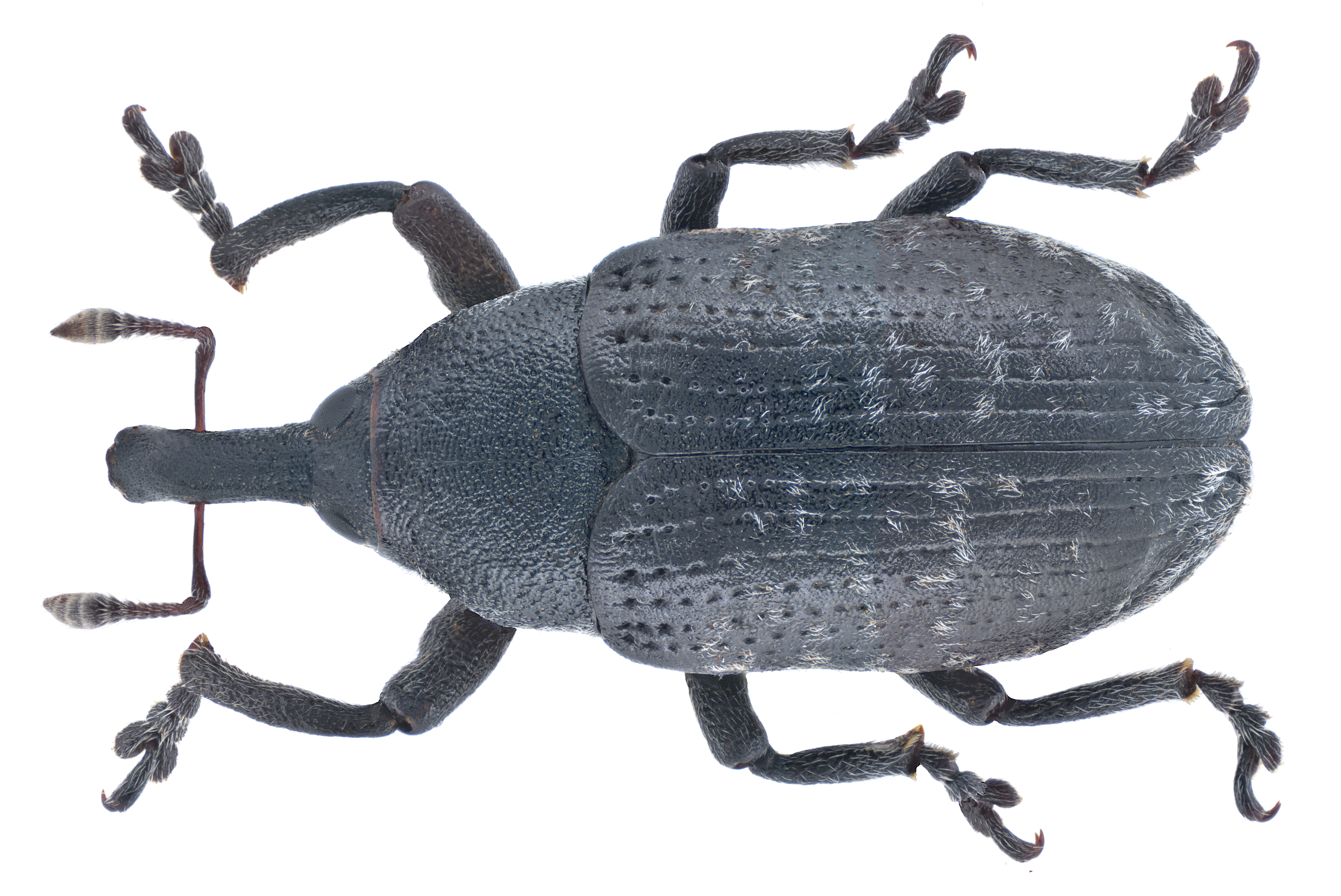
Lixinae (Lixini): Larinus planus wird auch oft unter dem Namen Larinus carlinae geführt.

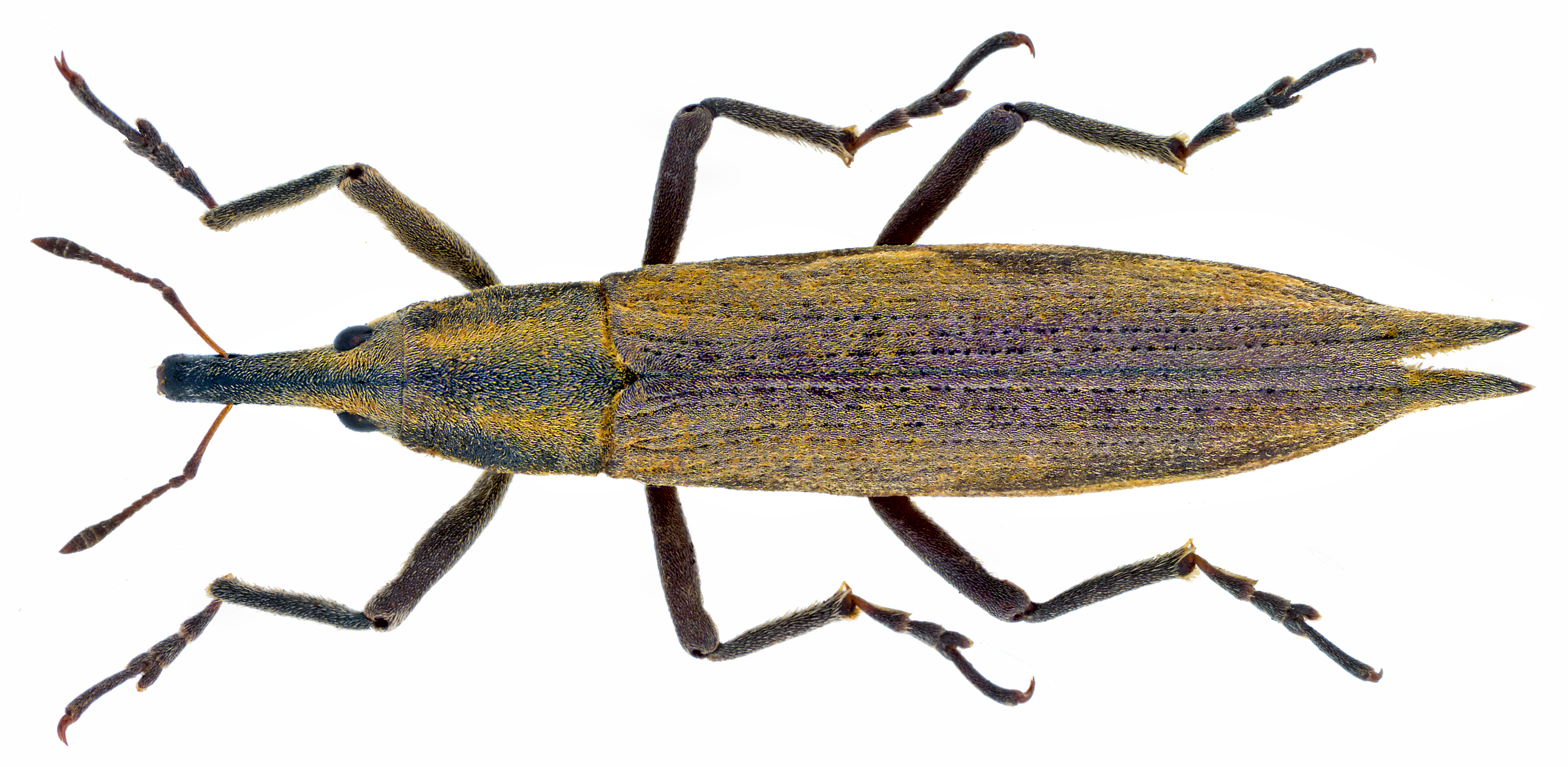
Lixinae (Lixini): Lixus paraplecticus

Larinus nubeculosus
Larinus obtusus
Larinus pollinis
Larinus centaurii
Larinus jaceae
Larinus planus (auch Larinus carlinae)
Larinus sturnus (Großer Distelrüssler)
Larinus turbinatus (Kratzdistelrüssler)
Gattung Lixus
Lixus rubicundus
Lixus cylindrus
Lixus albomarginatus
Lixus ochraceus
Lixus bardanae
Lixus fasciculatus
Lixus linearis
Lixus pulverulentus (Welliger Stängelrüssler)
Lixus punctiventris
Lixus cardui
Lixus filiformis (Kleiner Distel-Stängelrüssler)
Lixus iridis
Lixus juncii
Lixus lateralis
Lixus myagri (Sumpfkresse-Stängelrüssler)
Lixus paraplecticus (Schlanker Sumpfrüssler)
Lixus angustus
Lixus vilis
Lixus scabricollis
Lixus subtilis (Glänzender Stängelrüssler)
Rhinocyllus conicus (Distelkurzrüssler)

### UnterfamilieMesoptilinae

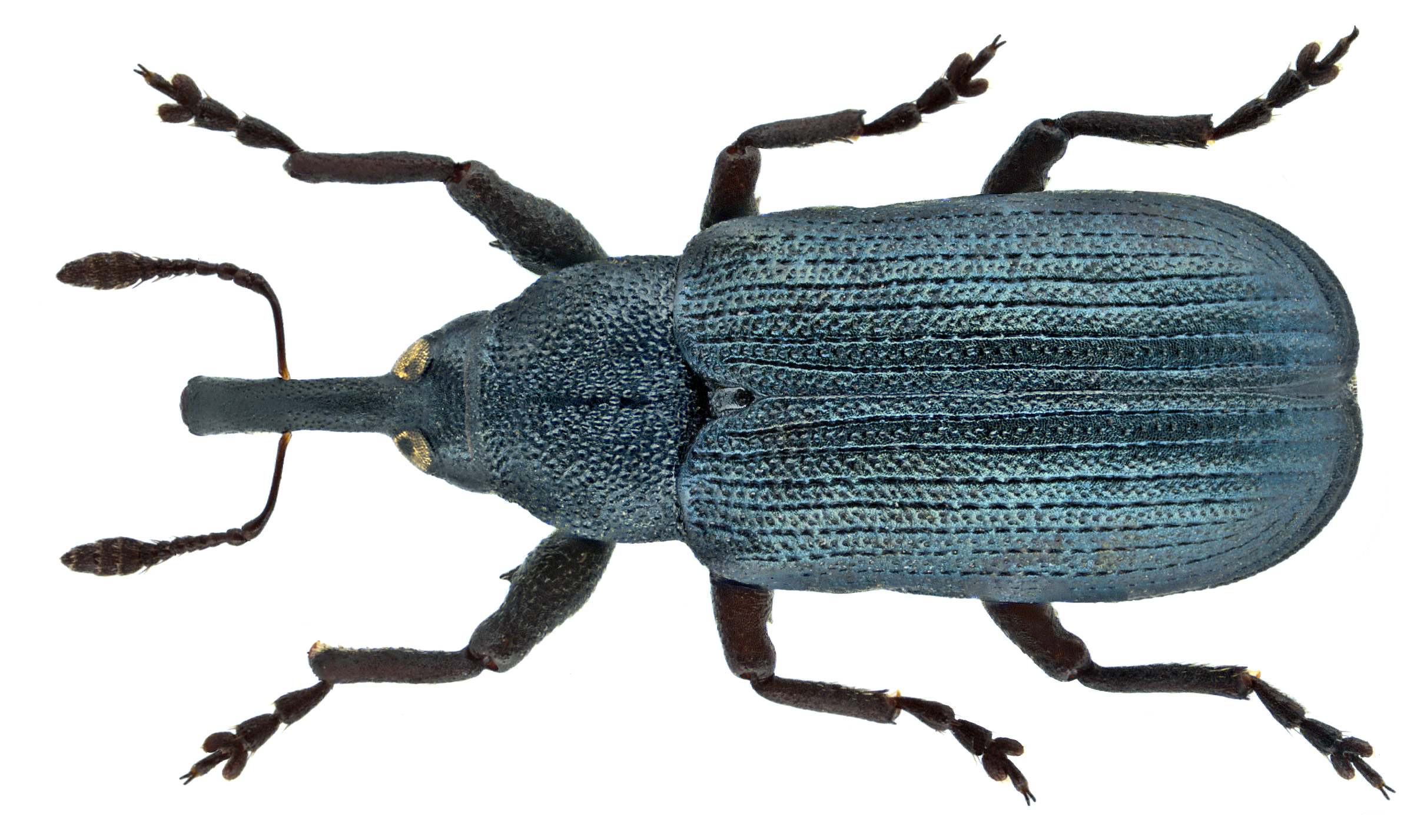
Mesoptilinae: Magdalis duplicata. Die Unterfamilie ist in Deutschland nur durch die Gattung Magdalis vertreten. Die Arten entwickeln sich in Zweigen von Gehölzen, die meist geschwächt oder bereits abgestorben sind. Diese Art hier entwickelt sich vor allem an Kiefern.

Magdalis nitidipennis
Magdalis ruficornis (Schlehen-Zweigrüssler)
Magdalis exarata
Magdalis duplicata
Magdalis frontalis
Magdalis linearis
Magdalis memnonia (Nadelholzmarkröhrenrüssler)
Magdalis nitida
Magdalis phlegmatica
Magdalis punctulata
Magdalis rufa
Magdalis violacea
Magdalis armigera (Ulmen-Zweigrüssler)
Magdalis carbonaria
Magdalis caucasica
Magdalis flavicornis
Magdalis fuscicornis
Magdalis barbicornis
Magdalis cerasi

### UnterfamilieMolytinae

#### TribusCryptorhynchini

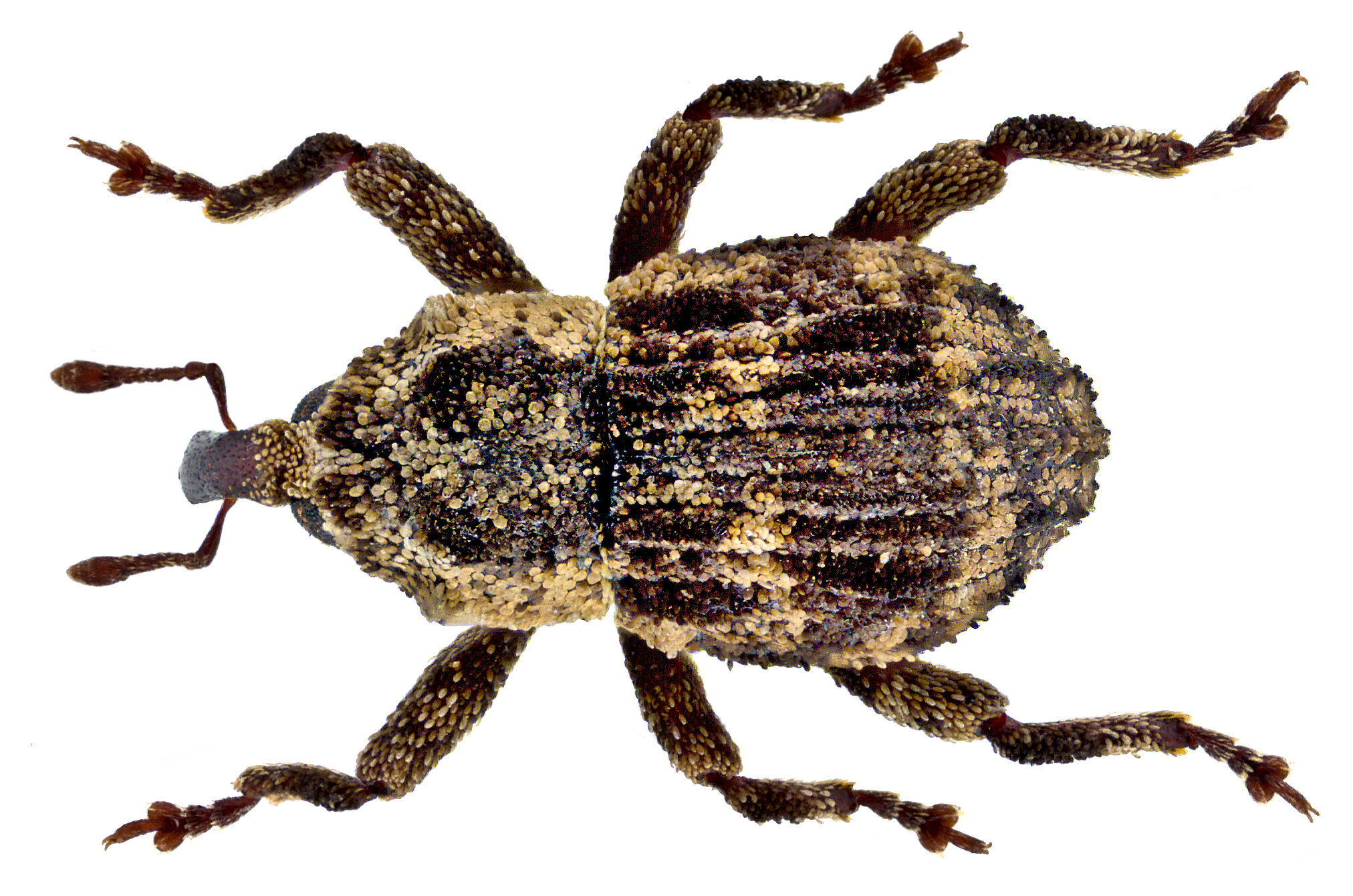
Molytinae (Cryptorhynchini): Kyklioacalles roboris

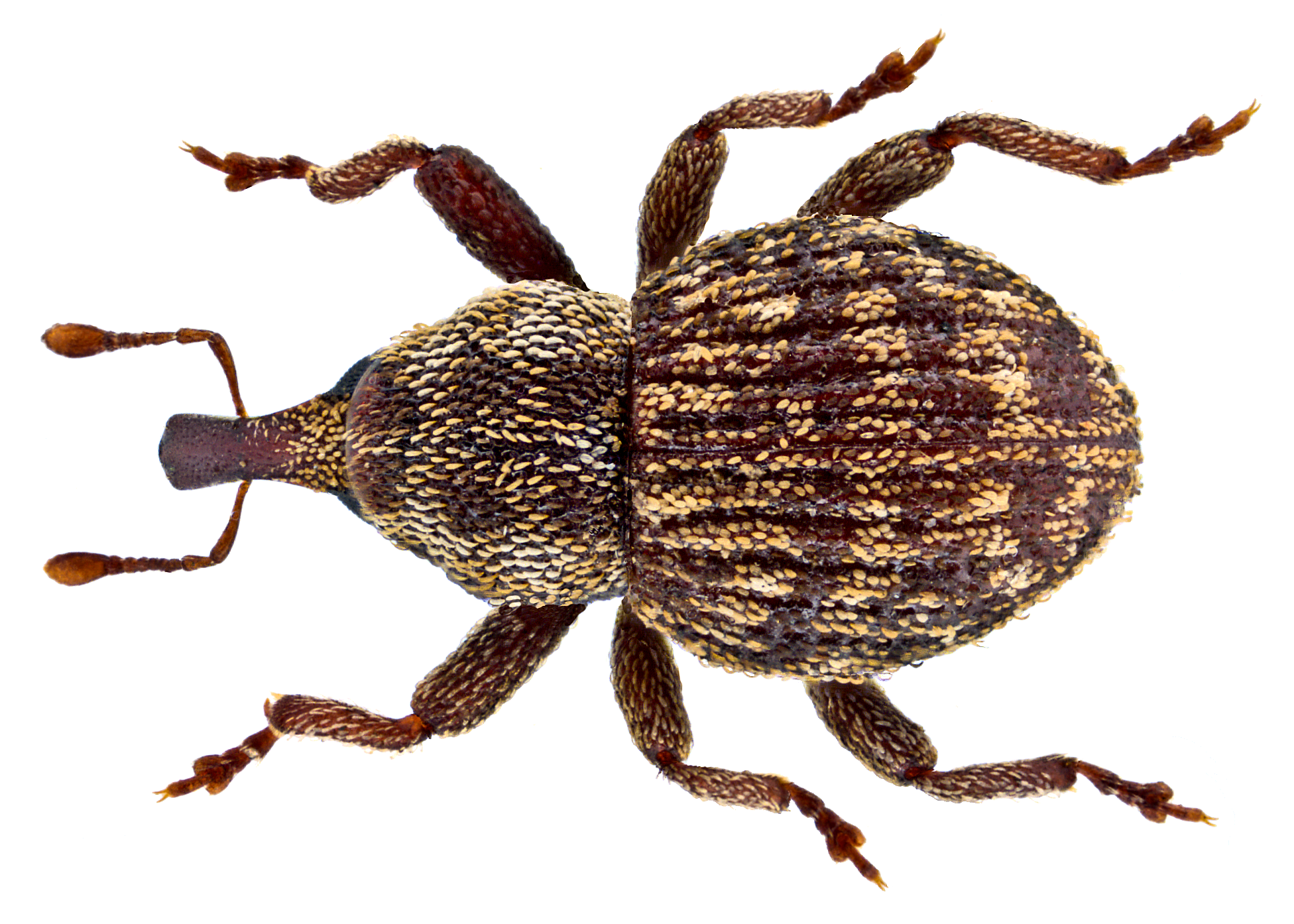
Molytinae (Cryptorhynchini): Acalles ptinoides

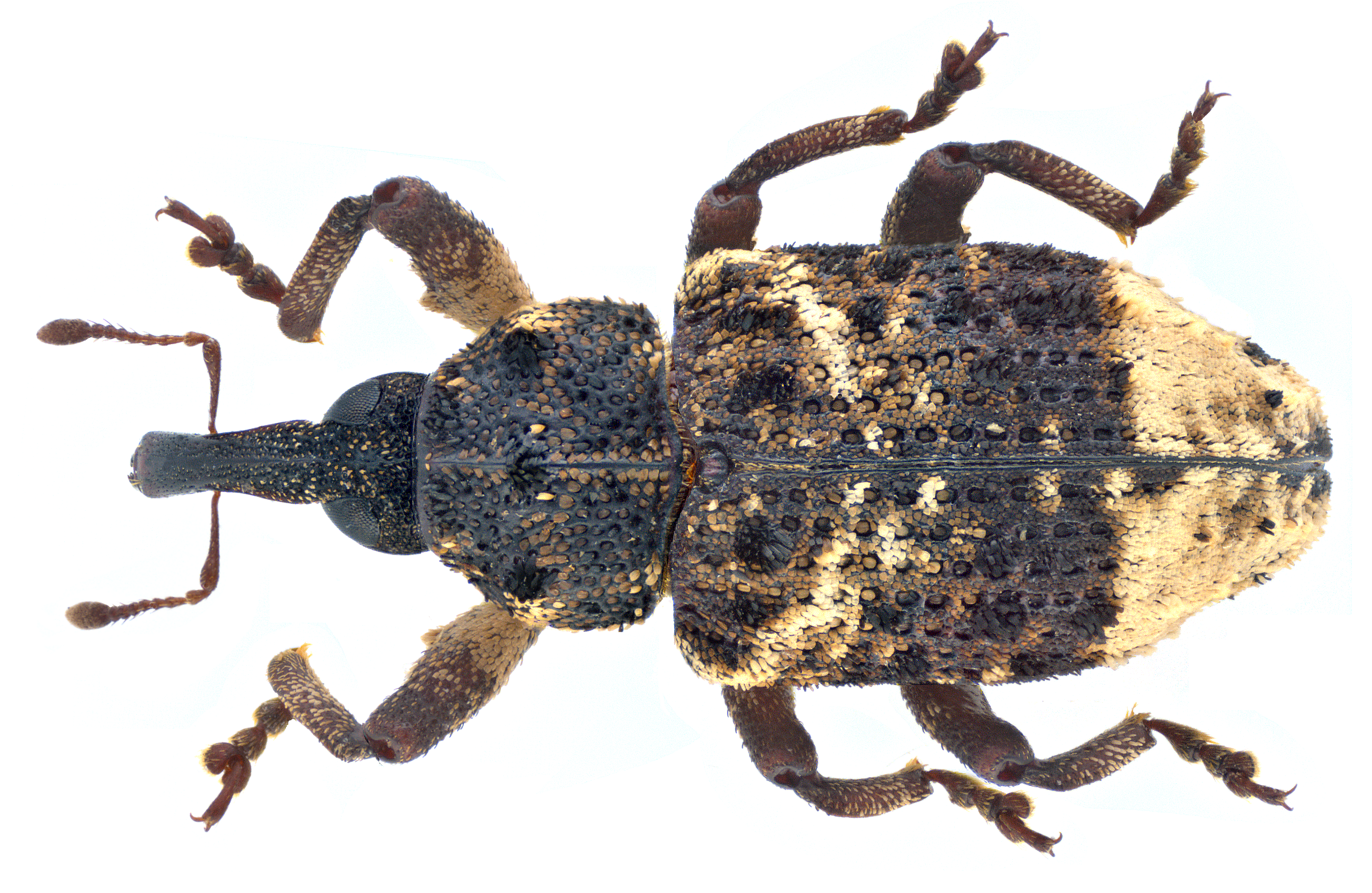
Molytinae (Cryptorhynchini): Cryptorhynchus lapathi

wird auch als „Erlenwürger“ bezeichnet.
Cryptorhynchus lapathi
Sternochetus mangiferae
Acalles camelus
Acalles dubius
Acalles echinatus
Acalles fallax
Acalles lemur
Acalles micros
Acalles misellus
Acalles parvulus
Acalles ptinoides
Acallocrates colonnellii
Acallocrates denticollis
Echinodera hypocrita
Kyklioacalles aubei
Kyklioacalles pyrenaeus
Kyklioacalles abstersus
Kyklioacalles navieresi
Kyklioacalles roboris
Onyxacalles croaticus

#### TribusGasterocercini
Gasterocercus depressirostris

#### TribusIthyporini
Camptorhinus statua

#### TribusLepyrini
Lepyrus armatus
Lepyrus capucinus
Lepyrus palustris

#### TribusMolytini

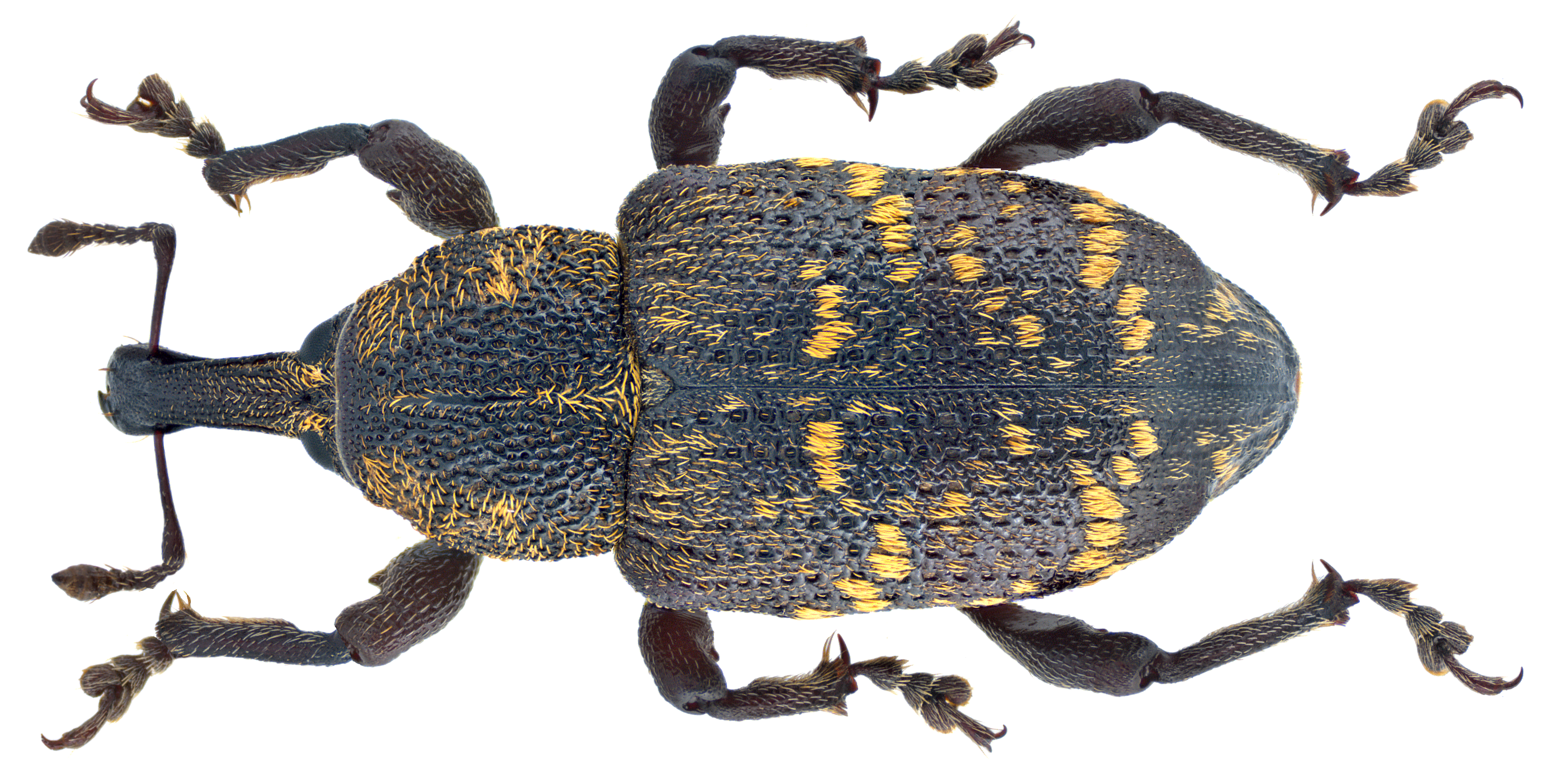
Molytinae (Molytini): Fichtenrüsselkäfer (Hylobius abietis)

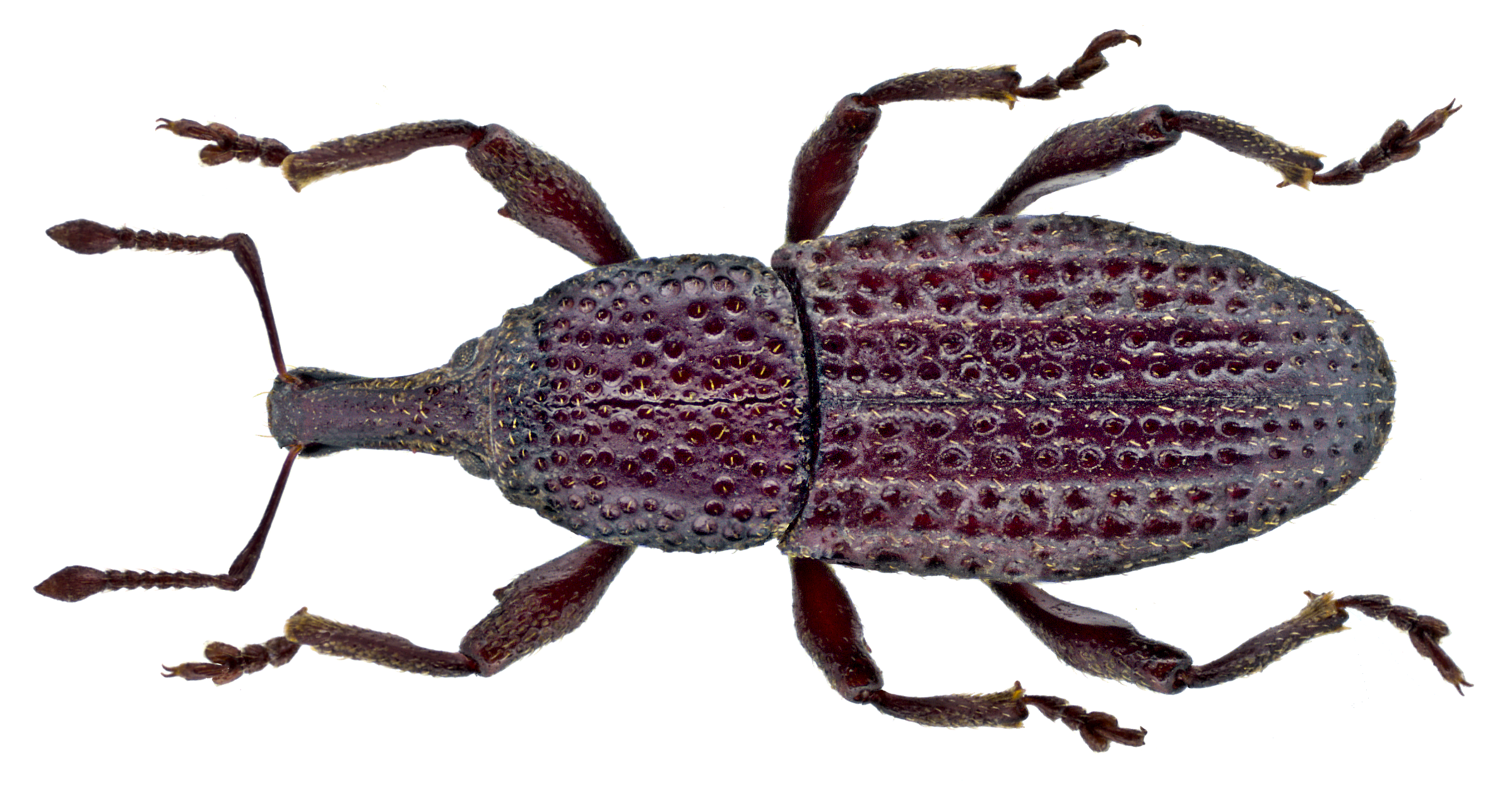
Molytinae (Molytini): Wurzelstockrüssler (Mitoplinthus caliginosus)

Hylobius abietis (Fichtenrüsselkäfer)
Hylobius pinastri
Hylobius transversovittatus (Rostbrauner Blutweiderichrüssler)
Hylobius excavatus (Lärchen-Scheckenrüssler)
Leiosoma cribrum
Leiosoma deflexum
Leiosoma kirschii
Leiosoma oblongulum
Liparus coronatus (Möhrenrüssler)
Liparus dirus
Liparus germanus
Liparus glabrirostris (Großer Pestwurzrüssler)
Adexius scrobipennis
Minyops carinatus
Minyops costalis
Minyops variolosus
Mitoplinthus caliginosus
Neoplinthus tigratus porculus
Plinthus sturmii
Plinthus findelii
Plinthus tischeri

#### TribusPissodini

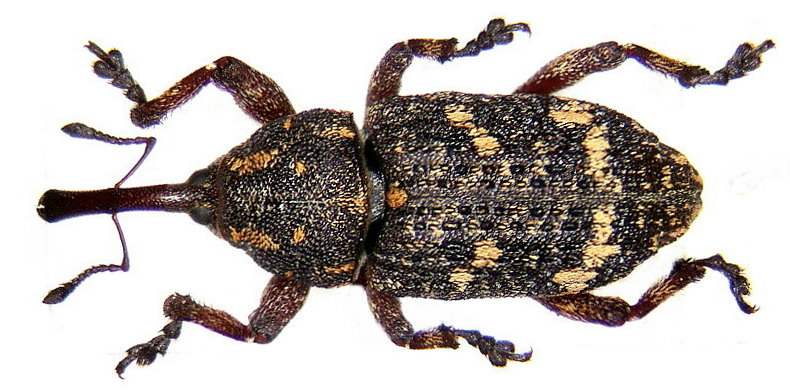
Molytinae (Pissodini): Echter Kiefernrüssler (Pissodes pini)

Gattung Pissodes (Kiefernrüssler)
Pissodes castaneus (Kiefernkulturrüssler)
Pissodes gyllenhali
Pissodes harcyniae
Pissodes piceae
Pissodes pini (Echter Kiefernrüssler)
Pissodes piniphilus
Pissodes scabricollis
Pissodes validirostris

#### TribusTrachodini

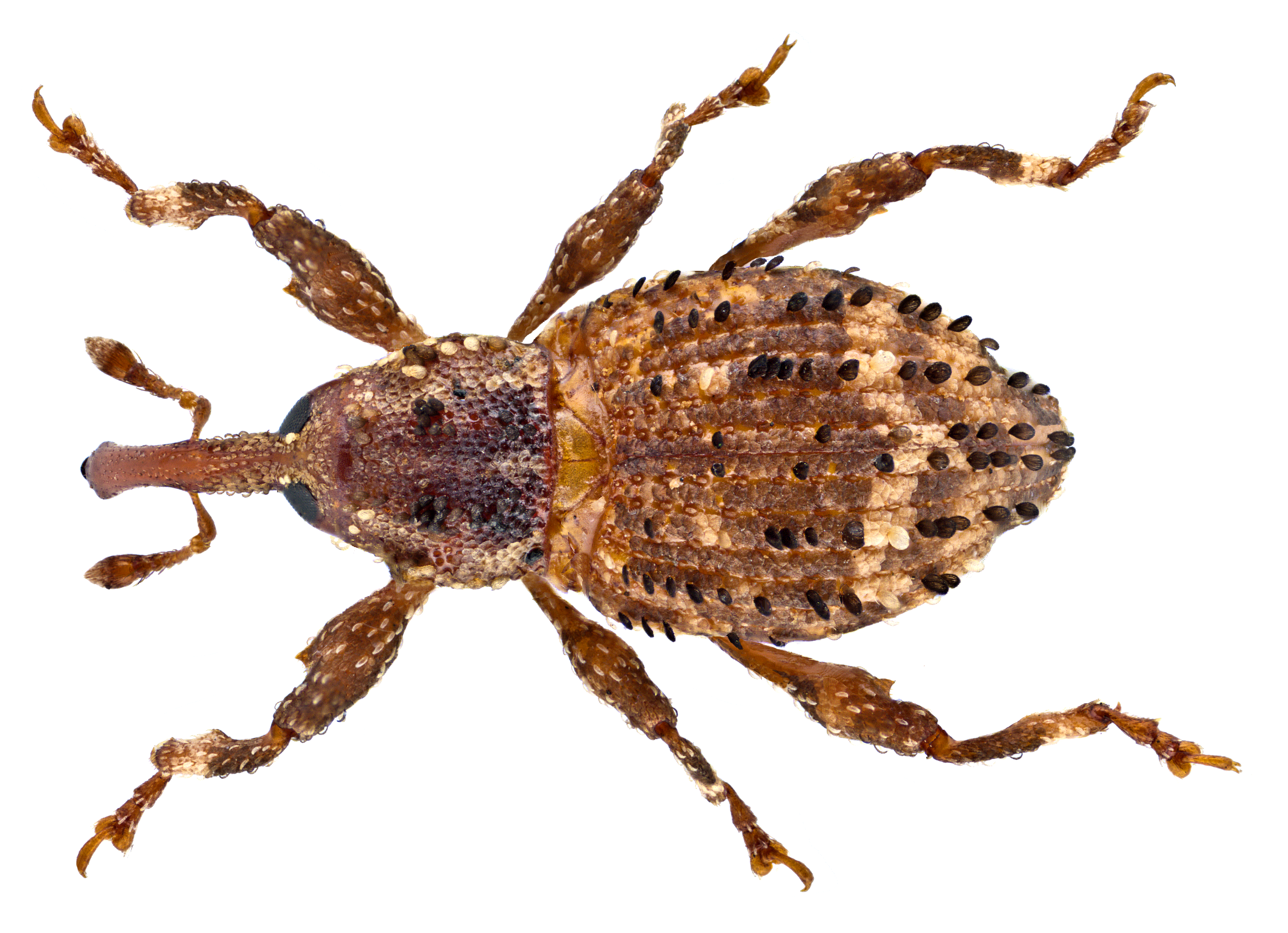
Molytinae (Trachodini): Trachodes hispidus

Trachodes hispidus

### UnterfamiliePlatypodinae(Kernkäfer)

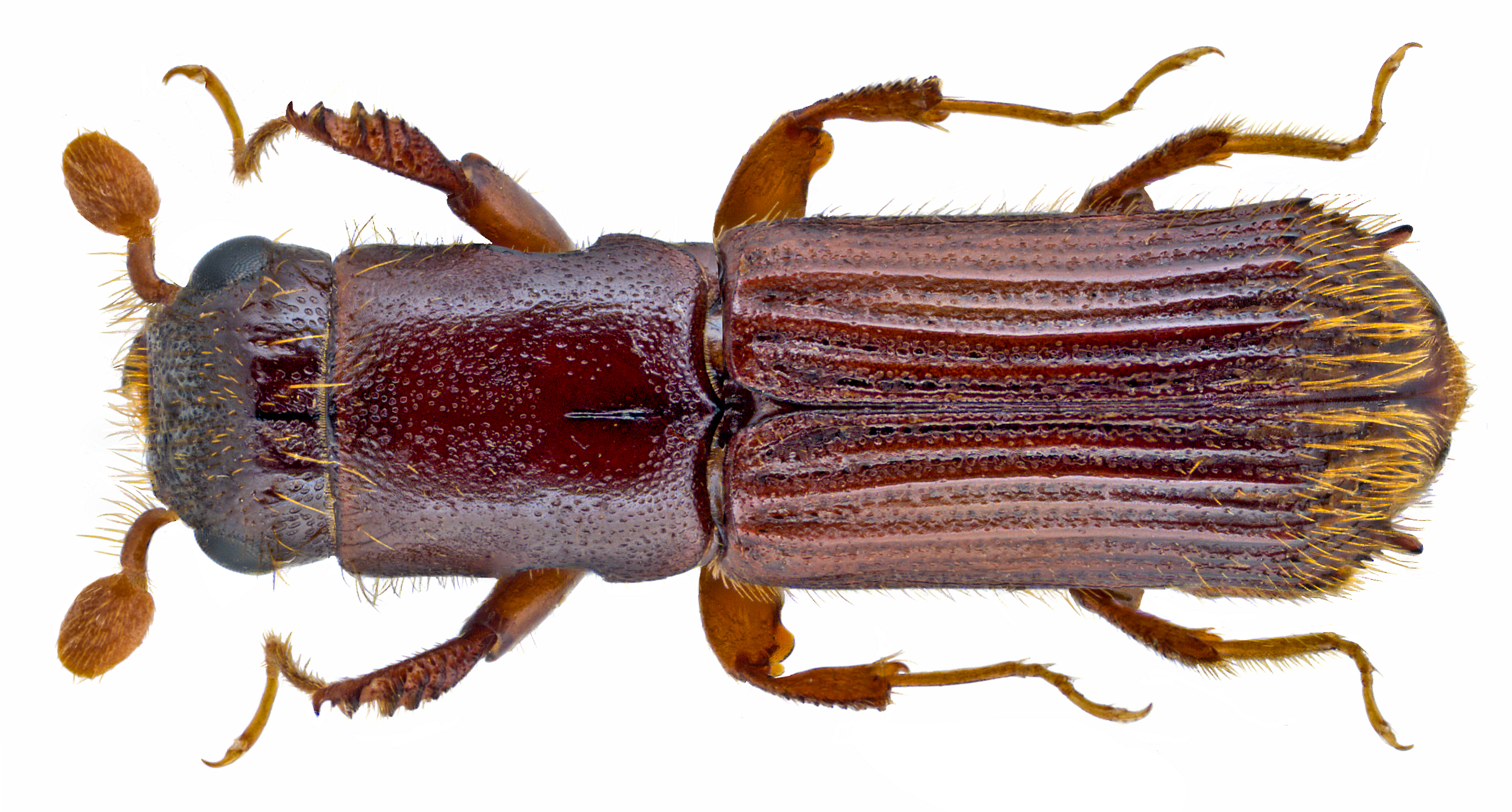
Platypodinae: Der Kernkäfer Platypus cylindrus legt im Holz von Eichen ein Gangsystem an, und infiziert das Holz mit einem Pilz. Den Pilz transportieren die Käfer in einem Mycangium zu ihrem neuen Wirtsbaum. Sowohl die Käfer als auch die Larven ernähren sich vom Mycel dieses Pilzes und fressen nicht direkt das Holz.

Platypus cylindrus
Treptoplatypus oxyurus

### UnterfamilieScolytinae(Borkenkäfer)

#### TribusCorthylini
Gnathotrichus materiarius
Pityophthorus carniolicus
Pityophthorus exsculptus
Pityophthorus glabratus
Pityophthorus henscheli
Pityophthorus knoteki
Pityophthorus lichtensteinii
Pityophthorus micrographus
Pityophthorus morosovi
Pityophthorus pityographus (Gefurchter Fichtenborkenkäfer)
Pityophthorus pubescens

#### TribusCryphalini

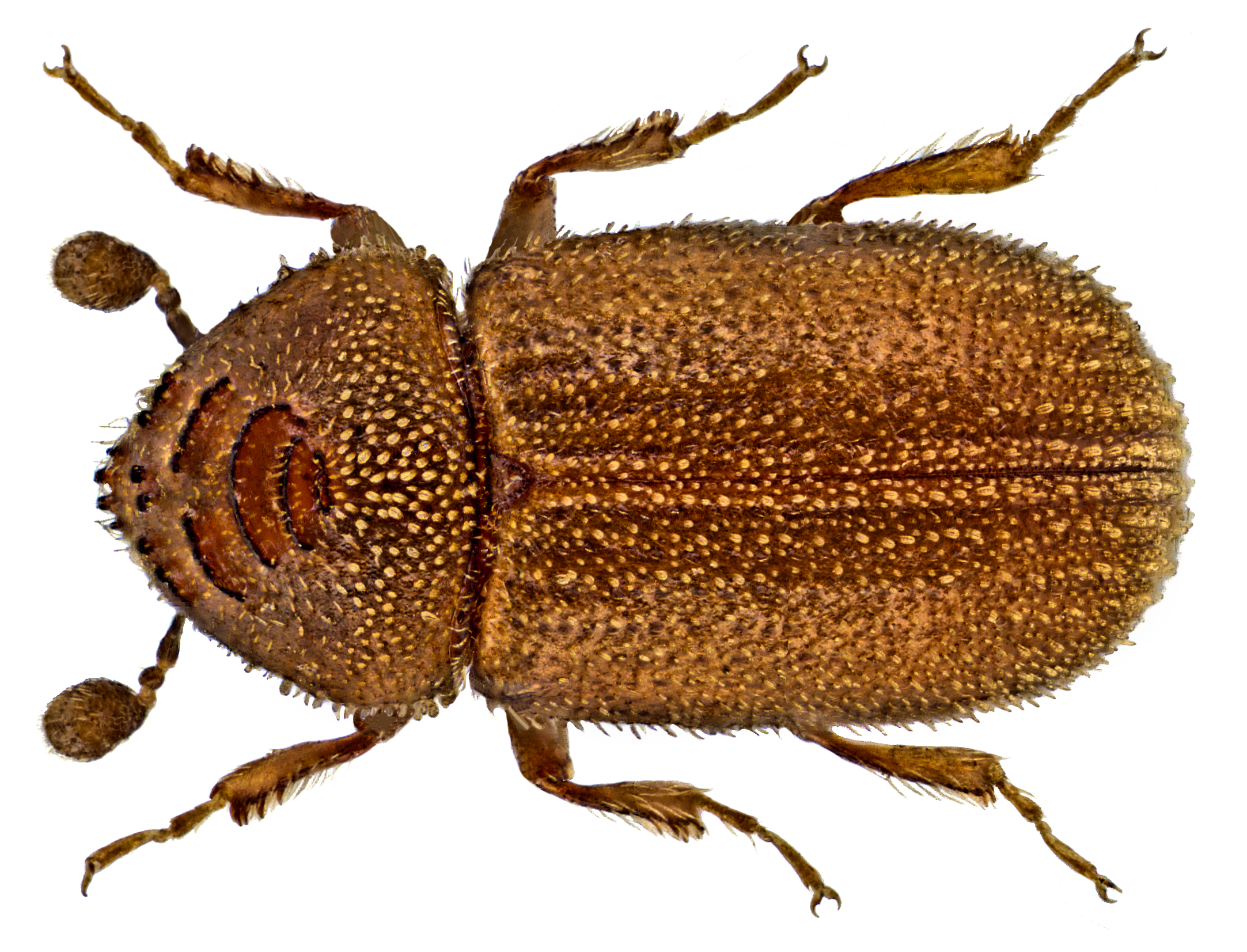
Scolytinae (Cryphalini): Ernoporus tiliae

Cryphalus asperatus
Cryphalus intermedius
Cryphalus piceae (Kleiner Tannenborkenkäfer)
Cryphalus saltuarius (Bergwaldborkenkäfer)
Ernoporicus caucasicus
Ernoporicus fagi
Ernoporus tiliae
Hypothenemus areccae
Trypophloeus binodulus
Trypophloeus granulatus
Trypophloeus rybinskii

#### TribusCrypturgini
Crypturgus cinereus
Crypturgus hispidulus
Crypturgus pusillus (Winziger Fichtenborkenkäfer)
Crypturgus subcribrosus

#### TribusDryocoetini

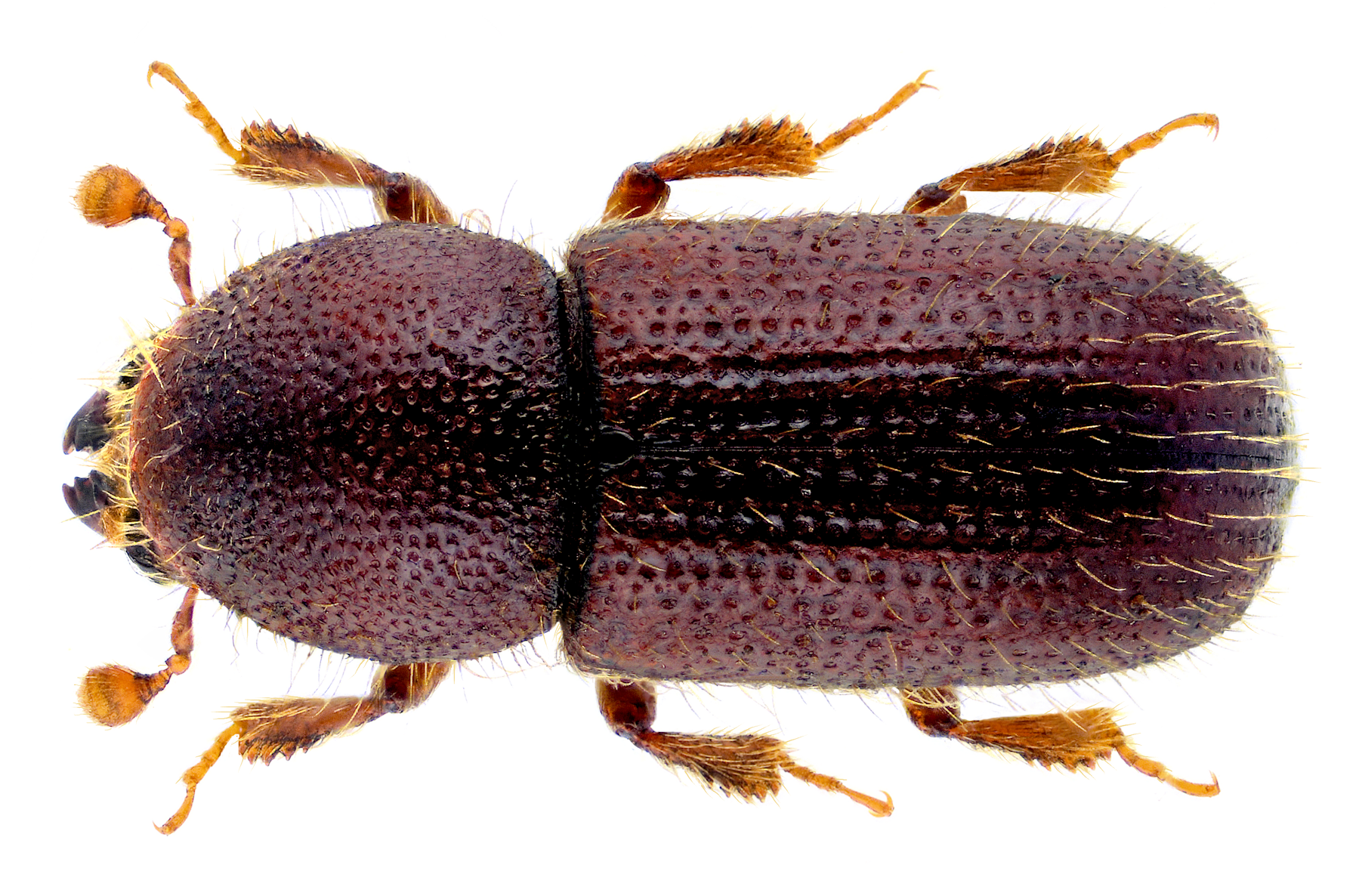
Scolytinae (Dryocoetini): Zottiger Fichtenborkenkäfer (Dryocoetes autographus)

Coccotrypes dactyliperda
Dactylotrypes longicollis
Dryocoetes alni
Dryocoetes autographus (Zottiger Fichtenborkenkäfer)
Dryocoetes hectographus (Skandinavischer Walzenborkenkäfer)
Dryocoetes himalayensis
Dryocoetes villosus
Lymantor aceris
Lymantor coryli
Taphrorychus alni
Taphrorychus bicolor
Taphrorychus villifrons (Kleiner Eichen-Borkenkäfer)
Thamnurgus kaltenbachii
Thamnurgus petzi
Thamnurgus varipes
Xylocleptes bispinus (Waldreben-Borkenkäfer)

#### TribusHylastini

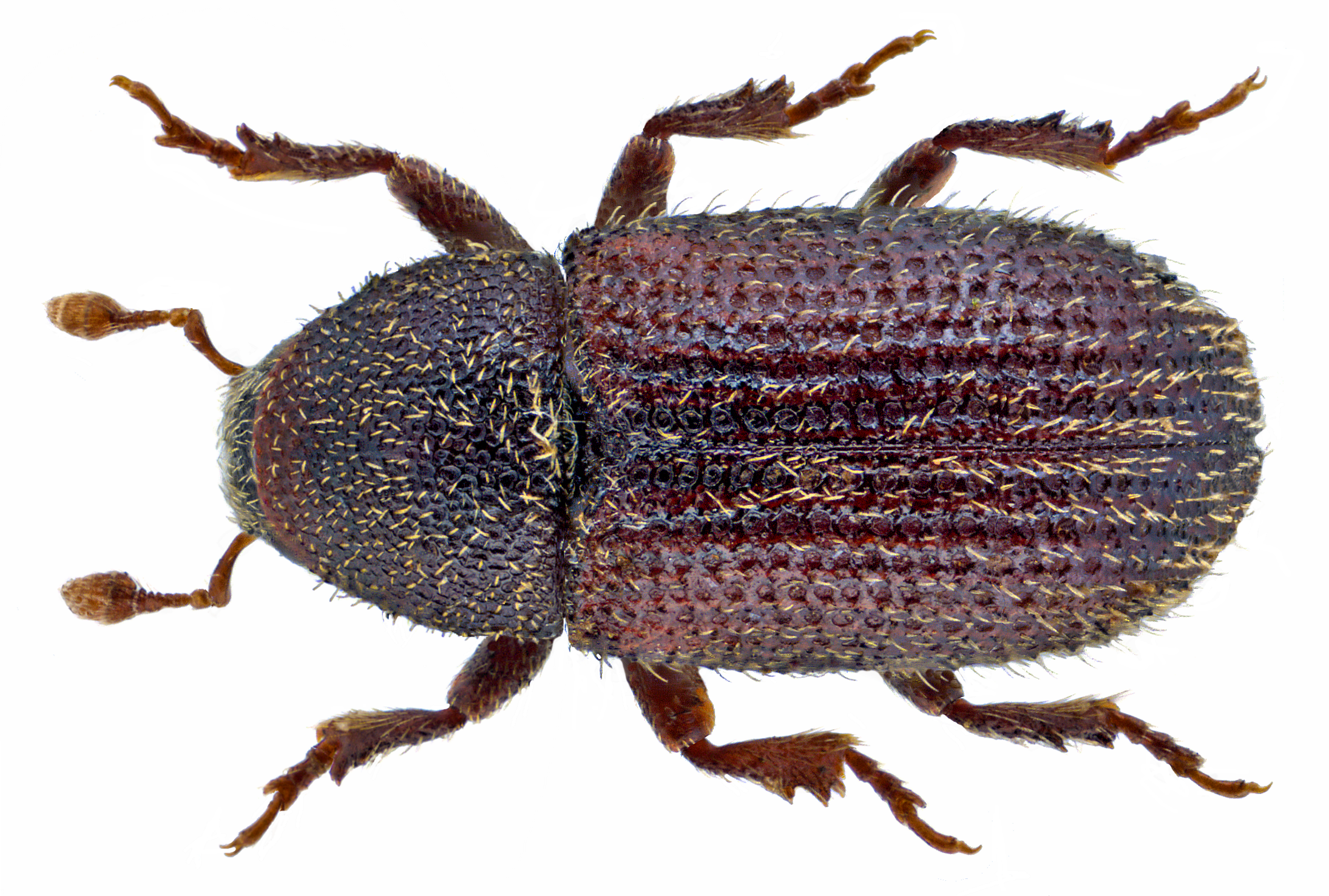
Scolytinae (Hylastini): Nicht alle Borkenkäfer leben in Holz oder unter Rinde. Der Klee-Borkenkäfer Hylastinus obscurus entwickelt sich in den Wurzeln von Klee-Arten.

Hylastes angustatus
Hylastes ater (Schwarzer Kiefernbastkäfer)
Hylastes attenuatus
Hylastes brunneus
Hylastes cunicularius
Hylastes linearis
Hylastes opacus
Hylurgops glabratus
Hylurgops palliatus (Gelbbrauner Fichtenbastkäfer)
Hylastinus fankhauseri
Hylastinus obscurus

#### TribusHylesinini

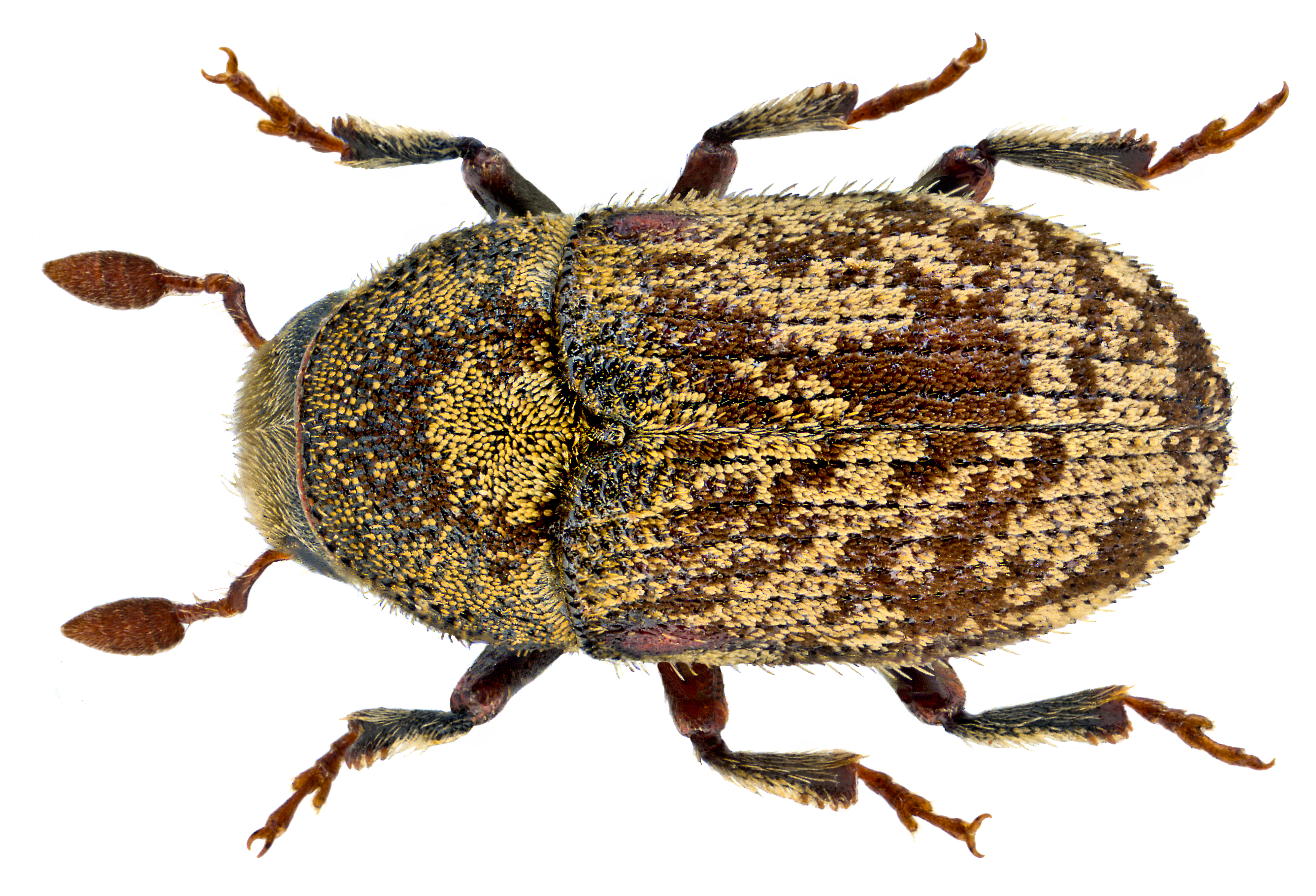
Scolytinae (Hylesinini): Bunter Eschenbastkäfer (Hylesinus varius)

Hylesinus crenatus (Großer schwarzer Eschenbastkäfer)
Hylesinus toranio
Hylesinus varius
Hylesinus wachtli orni
Kissophagus novaki
Kissophagus vicinus
Pteleobius kraatzii
Pteleobius vittatus

#### TribusHylurgini
Dendroctonus micans (Riesenbastkäfer)
Hylurgus ligniperda
Tomicus minor (Kleiner Waldgärtner)
Tomicus piniperda (Großer Waldgärtner)
Xylechinus pilosus (Fichtenbastkäfer)

#### TribusHypoborini
Hypoborus ficus
Liparthrum bartschti

#### TribusIpini

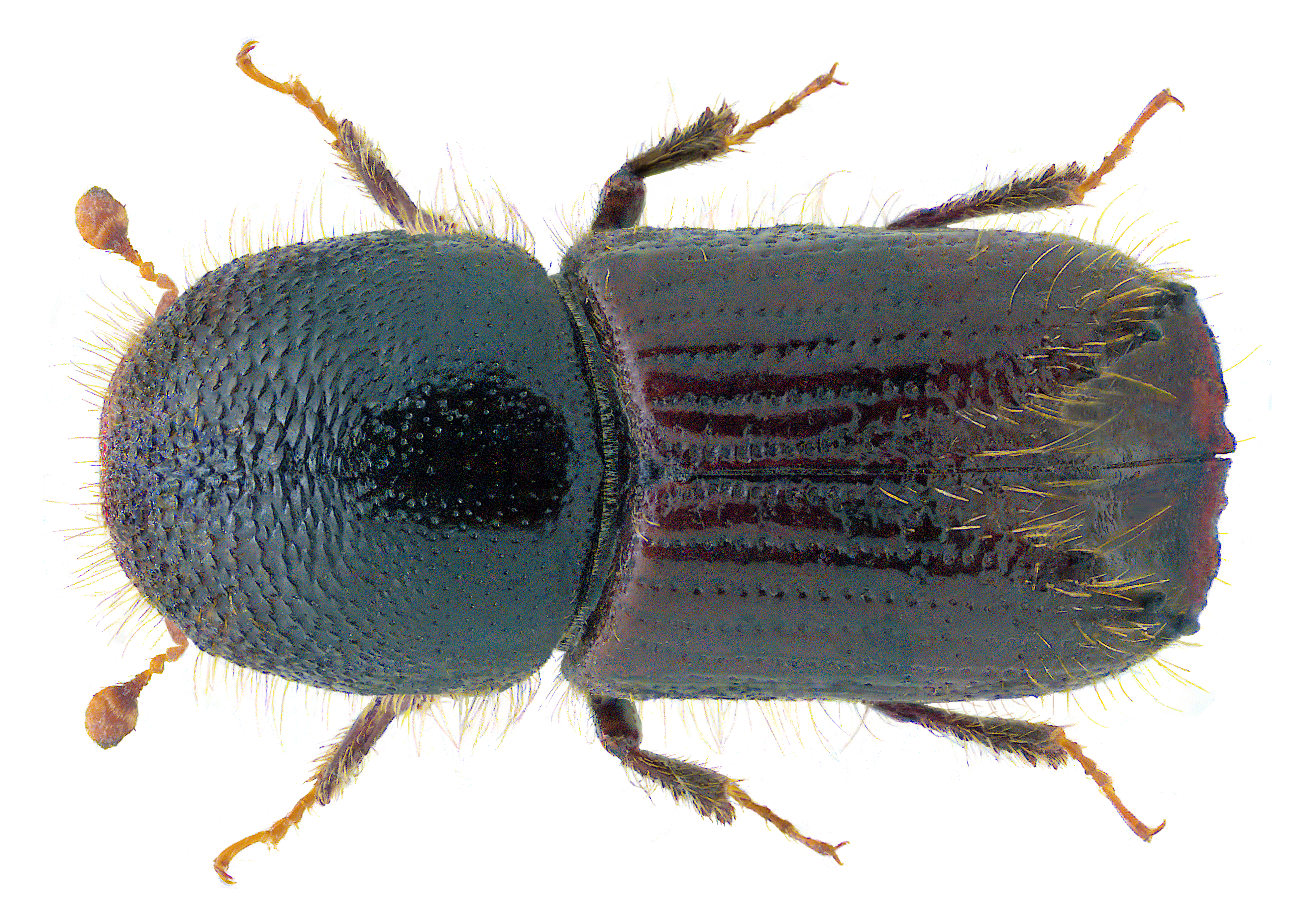
Scolytinae (Ipini): Der Buchdrucker (Ips typographus)

Gattung Ips
Ips acuminatus
Ips amitinus (Kleiner achtzähniger Fichtenborkenkäfer)
Ips cembrae (Großer Lärchenborkenkäfer)
Ips duplicatus (Nordischer Fichtenborkenkäfer)
Ips sexdentatus (Zwölfzähniger Kiefernborkenkäfer)
Ips typographus (Buchdrucker)
Orthotomicus laricis (Vielzähniger Kiefernborkenkäfer)
Orthotomicus longicollis (Langhalsiger Kiefernborkenkäfer)
Orthotomicus proximus
Orthotomicus suturalis
Pityogenes bidentatus
Pityogenes bistridentatus
Pityogenes chalcographus (Kupferstecher)
Pityogenes conjunctus (Kleiner Arvenborkenkäfer)
Pityogenes irkutensis monacensis
Pityogenes quadridens
Pityogenes trepanatus
Pityokteines curvidens (Krummzähniger Tannenborkenkäfer)
Pityokteines spinidens (Westlicher Tannenborkenkäfer)
Pityokteines vorontzowi (Mittlerer Tannenborkenkäfer)

#### TribusPhloeosinini

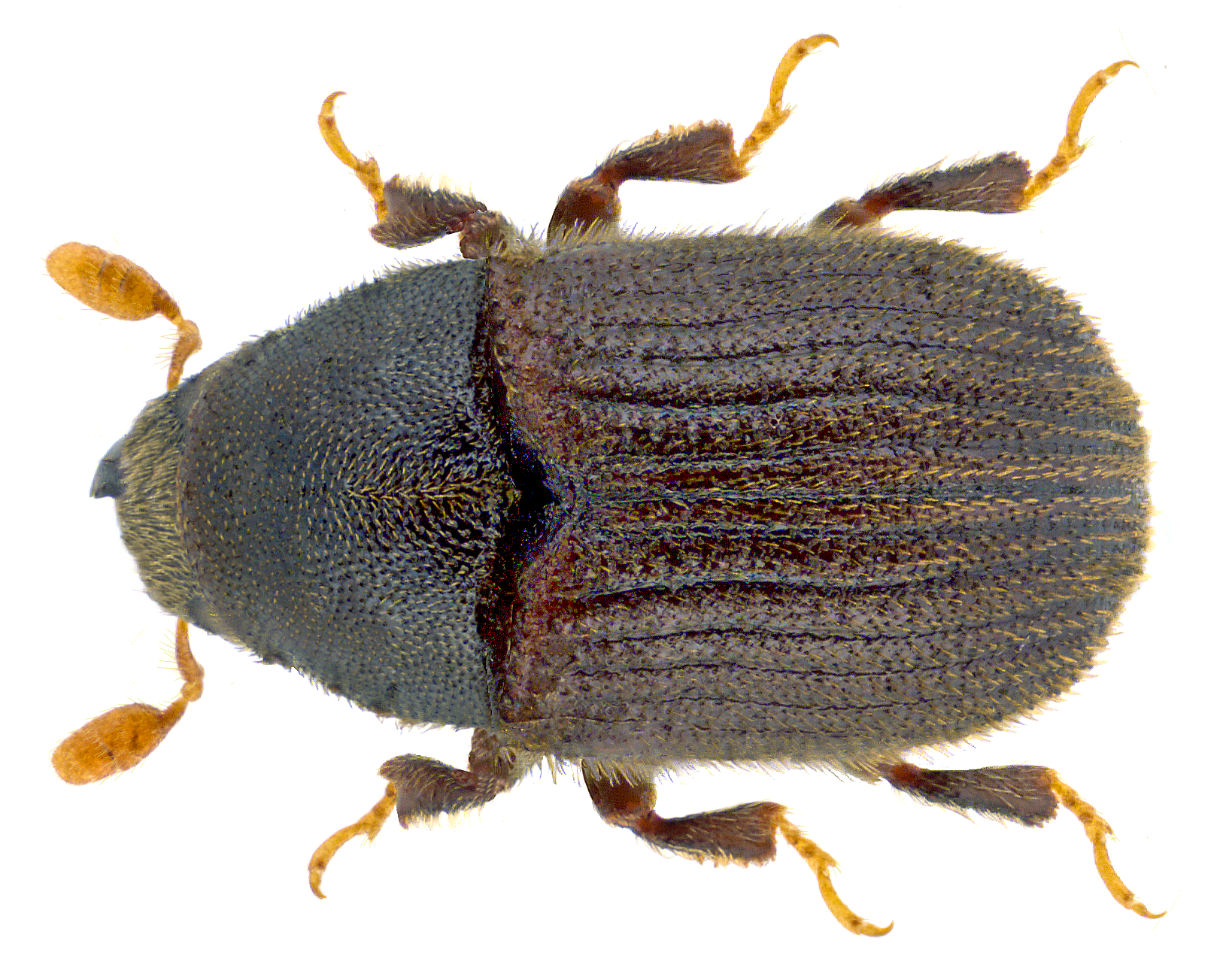
Scolytinae (Phloeosinini): Der Wacholder-Borkenkäfer (Phloeosinus thujae)

Phloeosinus aubei
Phloeosinus rudis
Phloeosinus thujae (Wacholder-Borkenkäfer)
Phloeotribus caucasicus
Phloeotribus rhododactylus
Phloeotribus scarabaeoides
Phloeotribus spinulosus

#### TribusPolygraphini
Carphoborus minimus
Polygraphus grandiclava (Kirschbaumborkenkäfer)
Polygraphus poligraphus (Doppeläugiger Fichtenbastkäfer)
Polygraphus subopacus

#### TribusScolytini

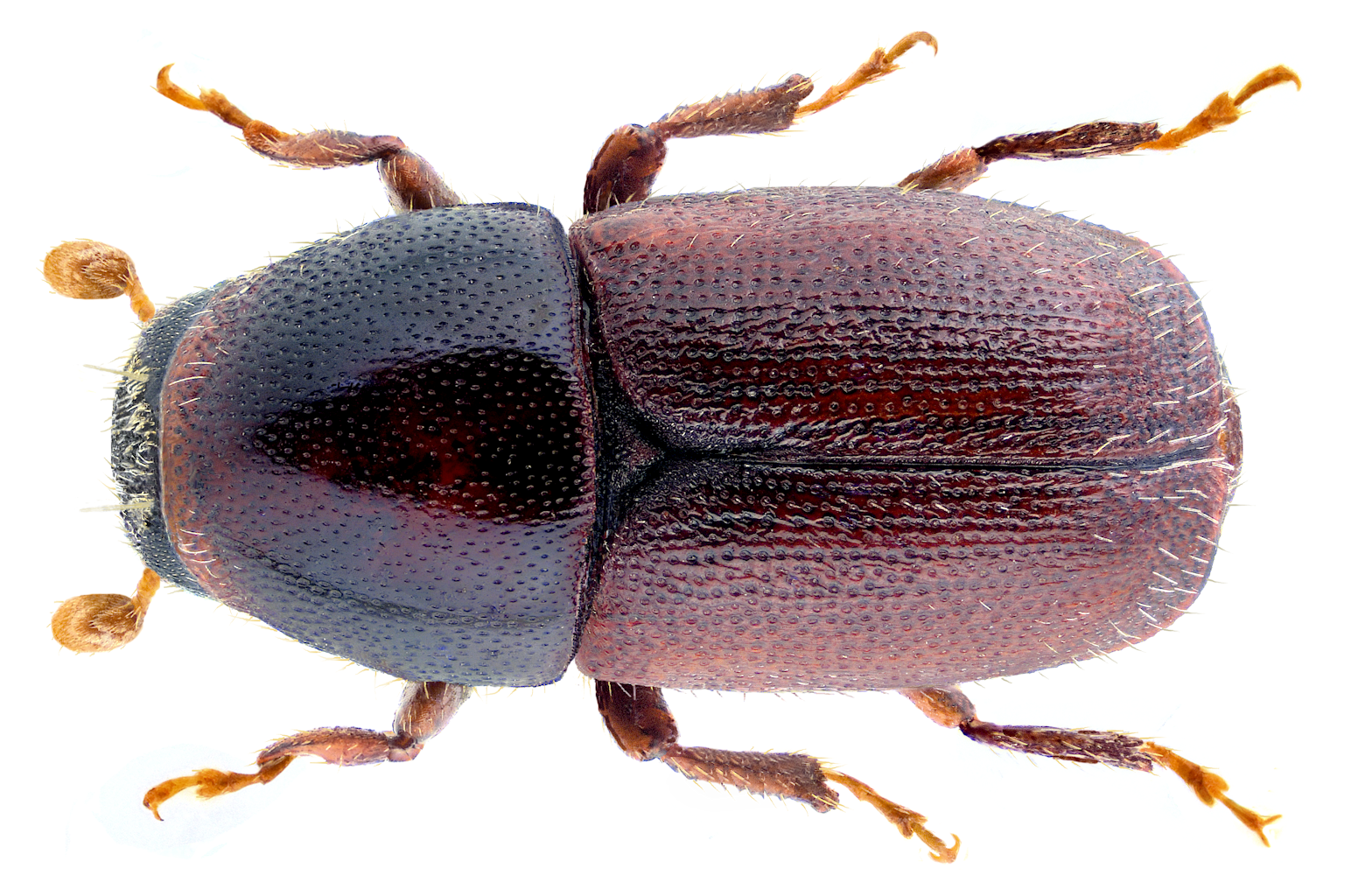
Scolytinae (Scolytini): Der Eichensplintkäfer (Scolytus intricatus)

Gattung Scolytus
Scolytus carpini (Hainbuchensplintkäfer)
Scolytus ensifer
Scolytus intricatus (Eichensplintkäfer)
Scolytus kirschii
Scolytus laevis (Mittlerer Ulmensplintkäfer)
Scolytus mali (Großer Obstbaumsplintkäfer)
Scolytus multistriatus (Kleiner Ulmensplintkäfer)
Scolytus pygmaeus (Zwergsplintkäfer)
Scolytus ratzeburgii (Großer Birkensplintkäfer)
Scolytus rugulosus (Runzliger Obstbaumsplintkäfer)
Scolytus scolytus (Großer Ulmensplintkäfer)

#### TribusXyleborini

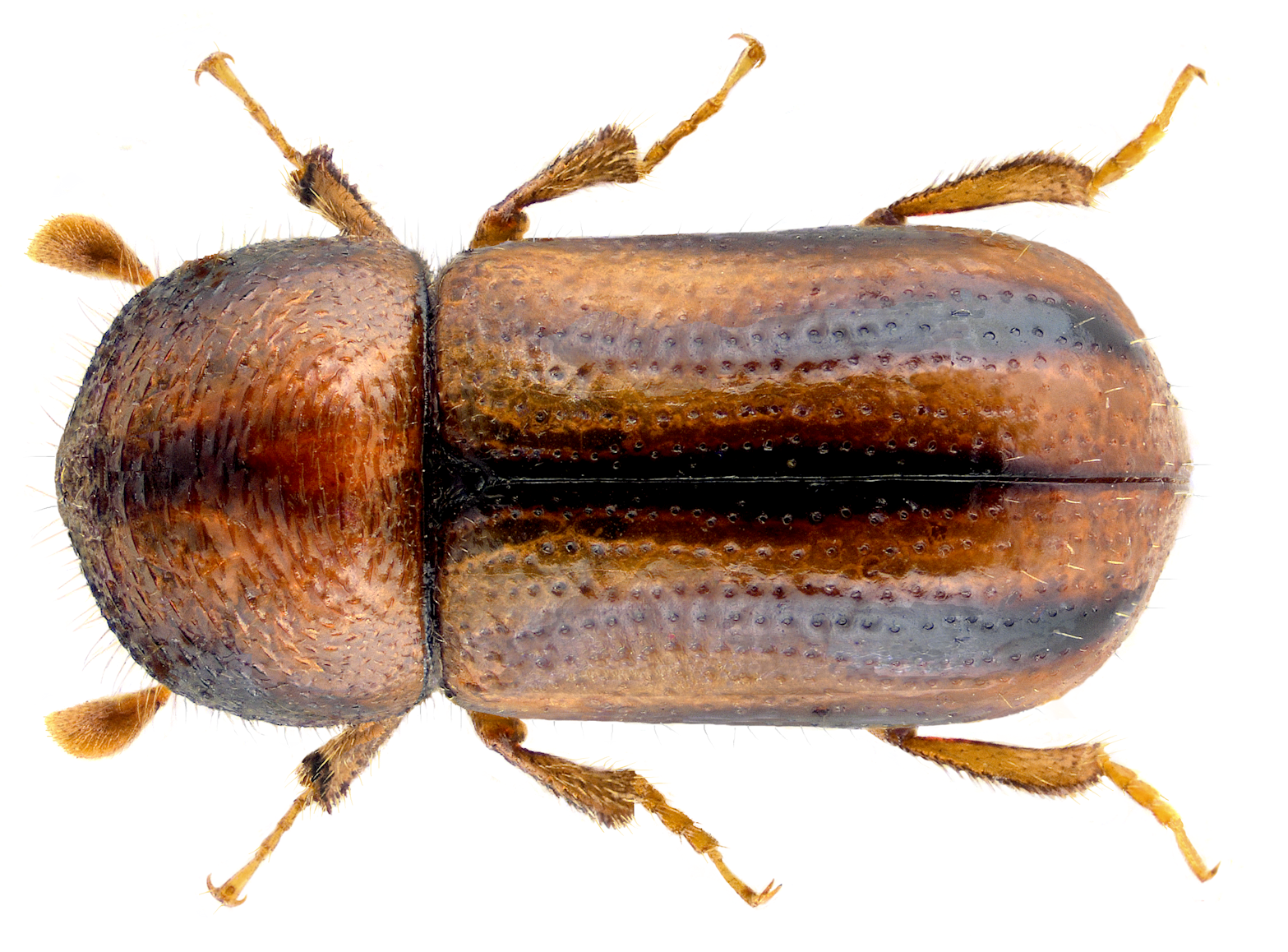
Scolytiane (Xyleborini): Trypodendron signatum

Anisandrus dispar
Cyclorhipidion bodoanum
Cyclorhipidion pelliculosum
Xyleborinus attenuatus
Xyleborinus saxesenii
Xyleborus cryptographus
Xyleborus dryographus (Gekörnter Nutzholzborkenkäfer)
Xyleborus eurygraphus
Xyleborus monographus
Xyleborus pfeilii
Xylosandrus germanus
Trypodendron domesticum
Trypodendron laeve
Trypodendron lineatum (Gestreifter Nutzholzborkenkäfer)
Trypodendron signatum
Xyloterinus politus

### Bestimmungsliteratur
(Quelle: )
Käfer-Familien Deutschland Fotoübersicht Curculionoidea - kerbtier.de (etwa die Hälfte der in Deutschland vorkommenden Arten ist abgebildet)

Rhynchophora Bestimmungstabelle - Coleonet.de (Bestimmungsschlüssel für alle Arten Mitteleuropas, für ganz Europa unvollständig)

H. Freude: Die Käfer Mitteleuropas, Bd. 10: Bruchidae-Curculionidae I. Spektrum Akademischer Verlag 1999, ISBN 978-3-8274-0684-2

H. Freude: Die Käfer Mitteleuropas, Bd. 11: Curculionidae II. Spektrum Akademischer Verlag 1999, ISBN 978-3-8274-0685-9